# Серлиана

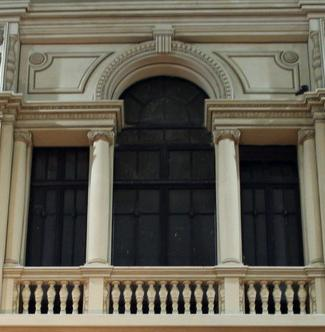
Серлиана в галерее Виктора Эммануила III (Мессина)

Серлиана или серлианский мотив — архитектурная деталь, сводчатый проход или окно с тремя проёмами, центральный из которых шире боковых и завершён полуциркульной аркой. Мотив может иметь и декоративную функцию в оформлении стен, малых архитектурных форм, триптихов, произведений декоративно-прикладного искусства.
Название возникло вследствие того, что серлианский мотив был проиллюстрирован в популярном трактате «Семь книг об архитектуре» (1537) итальянского архитектора Себастьяно Серлио, повлиявшего на многих европейских архитекторов. Мотив часто использовался архитектором Андреа Палладио и стал одним из отличительных признаков палладианства, поэтому его также часто называют, в особенности в архитектуре русского классицизма, палладиановым окном. Из-за распространённости серлианы в архитектуре области Венето в XVI—XVIII веках, мотив также стал известен за пределами Италии под названием «венецианское окно», которое, наряду с другими наименованиями, используют британские и немецкие историки архитектуры.
Мотив возник в архитектуре Древнего Рима, откуда был заимствован архитекторами эпохи Возрождения, получив большое распространение в европейской архитектуре XVI—XVIII веков.

## Термин
«Венецианское окно» — один из тех мотивов, которые легко ассоциируют с английским палладианством. Он состоит из трёх проёмов, крупного по центру, перекрытого аркой, и двух меньших по размеру, перекрытых прямыми архитравами. Базилика в Виченце стала одним из самых известных примеров применения Палладио данного мотива, откуда и пошло ещё одно его название — «палладианский мотив». <…> Палладио не имел никого отношения к началу практики применения данного мотива для украшения окон… …Палладио применил мотив в Базилике под влиянием Серлио… …Серлио, в свою очередь, популяризировал архитектурный мотив, имевший древнюю историю и использовавшийся практически непрерывно со второго или третьего века н.э.
Архитектор Себастьяно Серлио (1475—1554) стал главным популяризатором серлианского мотива, благодаря зарисовкам конструкции в четвёртой книге его трактата «Семь книг об архитектуре». Тем не менее до сих пор неизвестно когда и кем был впервые применён сам термин «серлиана». Лексема получила широкое распространение в научных работах по истории архитектуры и археологии Древнего Рима, раннехристианского периода, эпохи Возрождения и Нового времени, хотя сам Серлио никогда не называл деталь каким-либо специальным термином и обозначал такую конструкцию по-разному, в зависимости от того, в каком качестве она употреблялась: «finestra» (окно), «pergolo» (колоннада, аркада), «poggiuolo» (балкон), когда серлиана многократно повторялась — «loggia» (лоджия) или «portico» (портик).
Серлиану также часто именуют «венецианским окном», «палладианским мотивом» или «окном Палладио», вследствие того, что данный мотив широко применялся в архитектуре области Венето в XVI веке, в работах архитекторов Якопо Сансовино и Андреа Палладио, а затем получил особое развитие в венецианской архитектуре XVII—XVIII веков. Итальянские историки архитектуры называют данный мотив «серлианой» (итал. serliana), британские и немецкие по большей части используют термины «венецианское окно» (англ. Venetian window; нем. venezianisches Fenster) или «палладианский мотив» (англ. Palladian motif; нем. Palladio-Motiv).
В целом все варианты наименования мотива — «серлиана», «серлианский мотив», «окно Палладио», «палладиево окно», «палладианский мотив», «венецианское окно» — рассматриваются и употребляются как синонимы, о чём свидетельствуют словарные статьи в «Британской энциклопедии», «Оксфордском словаре архитектуры», «Словаре архитектуры и садово-парковой архитектуры» издательства «Пингвин», «Словаре архитектуры и строительства» Колумбийского университета, «Словаре архитектурных терминов» под редакцией Валерия Исаченко, словаре терминов Российской академии художеств. В русском языке серлианы также называют итальянским, пятиколодным или тройным окном.

## Общее описание мотива
Серлиана представляет собой симметричную архитектурную композицию с тремя проёмами. Центральный проём шире боковых и завершается полуциркульной аркой. Боковые проёмы перекрываются горизонтальными перемычками. Проёмы могут быть обработаны колоннами, полуколоннами, пилястрами или просто разделяться пространствами стен.
Выделяют два способа соединения арки и перемычек боковых проёмов. В первом варианте арка опирается на архитравы двух боковых проёмов; в данном варианте архитравы принимают на себя роль импостов. Во-втором, над всеми тремя проёмами располагается непрерывный архитрав, который изгибается над центральным проёмом в форме полуциркульной арки.
Серлиана совмещает функции как конструктивного, так и декоративного элемента и имеет множество способов применения: мотив может быть использован для оформления портала или окна, а при многократном повторении — лоджии, балкона или всего фасада здания.

## История

### Древний Рим
Серлианский мотив впервые возник в архитектуре Древнего Рима, распространившись по всей территории империи. В первоначальном виде серлиана представляла собой синтез древнегреческого архитрава и римской арки, наглядно представленный в храме Адриана в Эфесе в Малой Азии. В римской архитектуре применялись оба варианта композиционного построения серлианы (с двумя архитравами по бокам и с непрерывным архитравом), при этом мотив включался в треугольный фронтон. В западноевропейской традиции, с начала XX века, такого рода арку называют «сирийской аркой», а фронтон — «сирийским фронтоном». Однако такая терминология ставится по сомнение, поскольку сирийское происхождение мотива не доказано. Композиции, в которых арки покоились непосредственно на колоннах, не являлись оригинальным сирийским изобретением, а встречались и ранее, например в гимназии в Делосе, а достоверно известная арка, покоящаяся на двух архитравах, вписанная во фронтон, впервые появилась в эллинистическом искусстве Александрии, в надгробии Ликодема (I век до н. э.).
С конструктивной точки зрения, возникновение серлианы в Древнем Риме было связано с влиянием восточной архитектуры, значительно обогатившей древнеримскую. В исследованиях древнеримской архитектуры выдвигались версии о появлении мотива через эллинистическое искусство или сочетание разорванных перемычек древнеегипетских входных порталов и классического фронтона. Влияние александрийской эллинистической архитектуры было очевидно в увенчанной фронтоном арочной нише во Дворце Колонн в Птолемаиде (I век до н. э.). В произведениях второго помпейского стиля были представлены наглядные зарисовки как сочетания древнеегипетских разорванных перемычек и классических фронтонов, так и самого серлианского мотива. Отдельные примеры можно увидеть в архитектуре Петры.
Распространённость мотива обеспечили те возможности, которые он предоставлял с точки зрения композиционного построения, конструктивных возможностей, образности и символики. В области конструктивных возможностей серлиана позволяла легко соединять греческую архитравную систему с римской аркадной, чем объясняется широкое распространение мотива в постэллинистическом искусстве. Влияние на Рим архитектуры Месопотамии, Ближнего Востока и Египта привело к переосмыслению образного строя фасада: с помощью арочных перемычек и фронтонов классическую схему фасада видоизменяли, приспосабливая для современных нужд — арка по центру помогала придать большую монументальность и иерархически структурировать пространство; визуальное усиление центральной оси с помощью арочного проёма, напоминавшего нимб, придавало зданию особенную символичность; в некоторых случаях арочный проём в ассоциативной форме отсылал к внутреннему подкупольному пространству.
Отличительной чертой античной серлианы стало её применение в большинстве случаев во взаимосвязи именно с фронтоном, как например во дворце Диоклетиана в Сплите. Применённая в портике дворца серлиана отличалась монументальностью, а центральная арка в ней имела выраженное идеологическое значение и была связана с церемониалом: известно, что император появлялся в проёме под центральной аркой во время торжеств. В целом древнеримская серлиана первоначально использовалась предпочтительно в религиозном или придворном контексте и связывалась или с фигурой самого императора, или с образами, связанными с императорским покровительством и представительством. Характерным ранним памятником, подтверждавшим такую иконографию мотива, являлся меч Тиберия (около 15 года н. э.), на ножнах которого содержался чеканный рельеф с изображением храма с серлианой и военными трофеями, что намекало на фигуру императора. Доказательством того, что мотив серлианы, как напрямую связанный именно с фигурой императора, закрепился в визуальной культуре и в репертуаре древнеримских строителей, стала колоннада канопы императорской виллы Адриана (118—134 года н. э.), представлявшая собой непрерывный ряд серлиан, установленных вокруг водоёма.
Обнаруженный в Помпеях пергаторий Храма Исиды поставил вопрос о возможном использовании мотива с целью отметить «ориентальный» характер сооружения, отсылающий к эллинистическому Египту. Ещё одно объяснение использования серлиан в фасадах храмов было связано с тем, что конструкция мотива позволяла проникать внутрь большему количеству света, что могло быть связано с восточными солярными ритуалами.
В храмовых монументальных сооружениях Древнего Рима серлианский мотив по всей видимости был впервые применён в Храме Адриана в Эфесе (не позже 138 года н. э.). В дальнейшем он получил широкое распространение и применялся в храме Термессоса в Писидии, храме Атиля, храме Зевса в Канавате, пропилеях храма Юпитера в Баальбеке, тетрапилоне храма Венеры в Афродизиасе, триумфальной арке Адриана в Эфесе, триумфальной арке Феодосия в Константинополе, нимфеумах Аммана и Джараша.
В эпоху Антонина Пия была переосмыслена концепция общественного пространства и частные дома стали украшать для большей репрезентативности монументальными пристройками. Этим объяснялось возникновение мотива в провинциальной архитектуре Киренаики, в частности в домах Ясона Магнуса и Звёздной мозаики в Кирене (I—II века н. э.), доме Триконхоса, доме четырёх времён года, Римской вилле и доме Левкактиоса в Птолемаисе. В некоторых случаях мотив использовали для оформления триклиния. Большое распространение мотив получил на древнеримских монетах.

### Раннехристианское искусство
В раннехристианском искусстве серлианский мотив, напоминавший древнеримские образцы, часто использовался в церковной архитектуре при оформлении алтарных преград: первоначально такая композиция называлась воротами (лат. cancello), а позже — перголой (лат. pergula). Считается, что алтарные преграды стали прообразом для появившихся в византийском искусстве иконостасов. Раннехристианские «перголы» устанавливались между алтарём и остальной частью храма, как бы разделяя сакральное и мирское пространство, и в то же время соединяя человека с Богом. «Пергола» обозначала границу двух пространств, при этом арка, располагавшаяся посередине, подчёркивала особое значение центрального проёма данного сооружения при отправлении литургии. Характерный сохранившийся до наших дней пример «перголы» IV века в виде серлианы находится в капелле Сан-Просдокимо базилики Святой Иустины. Раннехристинская преграда IV—V века в форме серлианы сохранилась в баптистерии собора Святого Януария.
В древней традиции центральный проём символизировал могущество и прославление власти. В раннехристианском искусстве серлианский мотив стал выполнять ту же идеологическую функцию: миссорий Феодосия I конца IV века изображал императора Феодосия I во всём его величии под центральной аркой, которая брала на себя функцию нимба. Подобная иконография имела дальнейшее распространение, о чём свидетельствовал консульский диптих из слоновой кости, изображавший консула в лоджии ипподрома, выполненной в форме серлианы. Под аркой располагался сам консул, а в боковых проёмах члены его окружения и представители двора. Таким образом серлиана способствовала иерархическому упорядочению персонажей на барельефах.
В раннехристианских базиликах арка прохода, отделявшего неф от трансепта, иногда ставилась на две отдельно стоящие колонны. Данная конструкция использовалась в базилике церкви святого Симеона Столпника монастыря Калъат-Симъан в Сирии (V век). Храм Клитунно близ Солерно, поздний памятник раннехристианской архитектуры, доказывал, что мотив был известен и применялся в Италии в VII—VIII веках.

Серлианы в раннехристианском искусстве
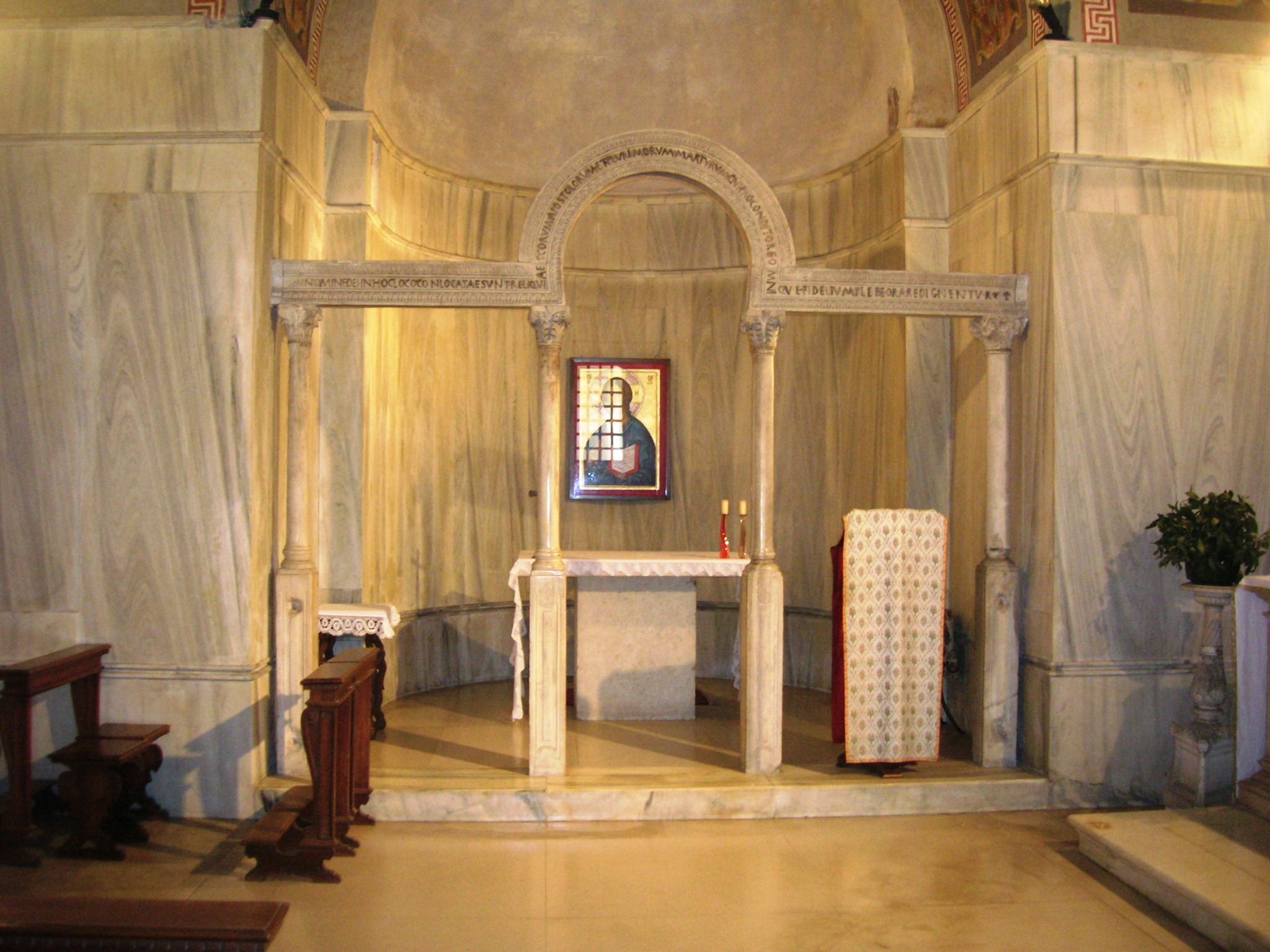
Так называемая пергола (лат. pergula) в капелле Сан-Просдокимо базилики Святой Иустины, IV век
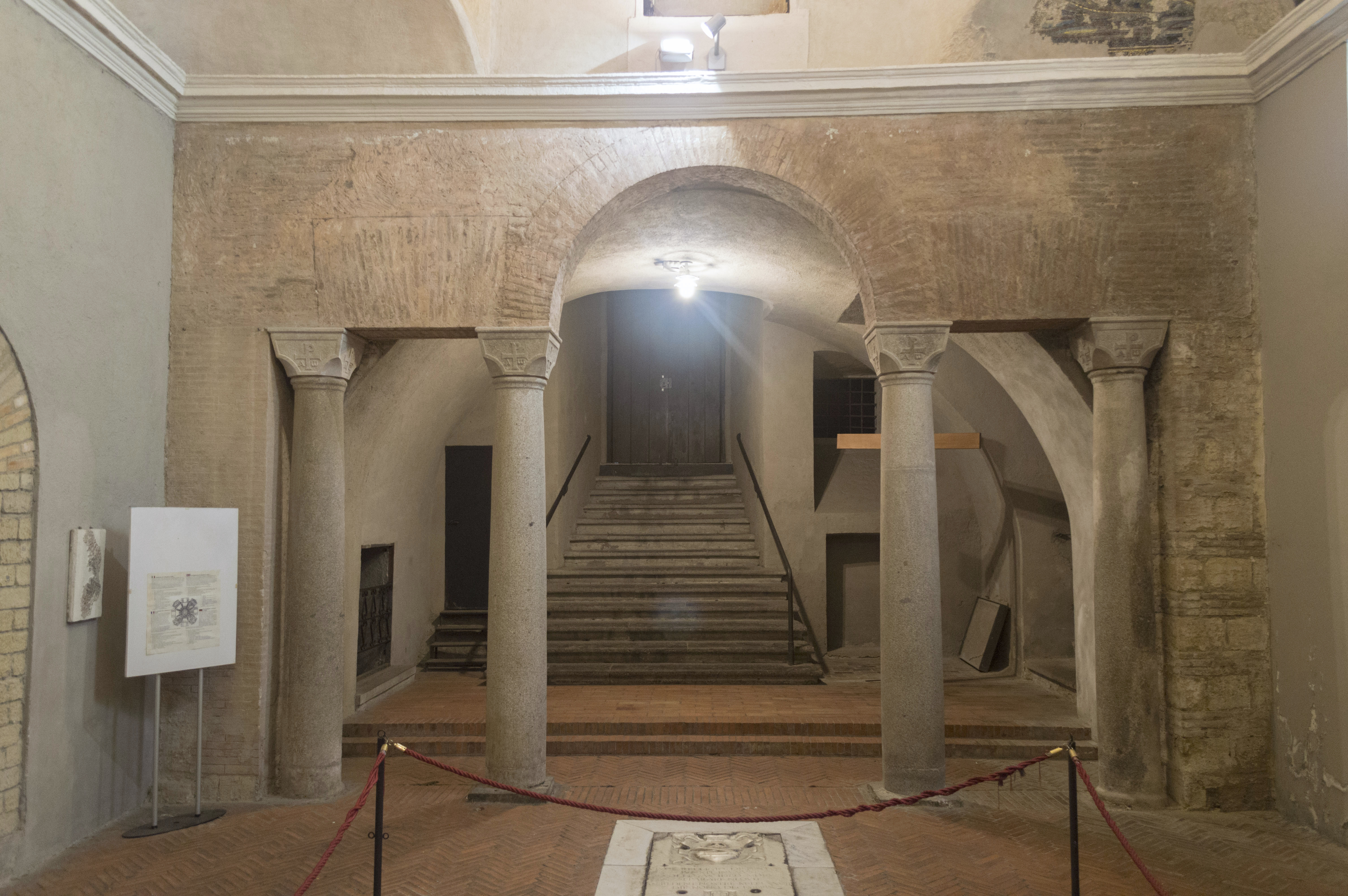
Баптистерий собора Святого Януария в Неаполе, IV—V века
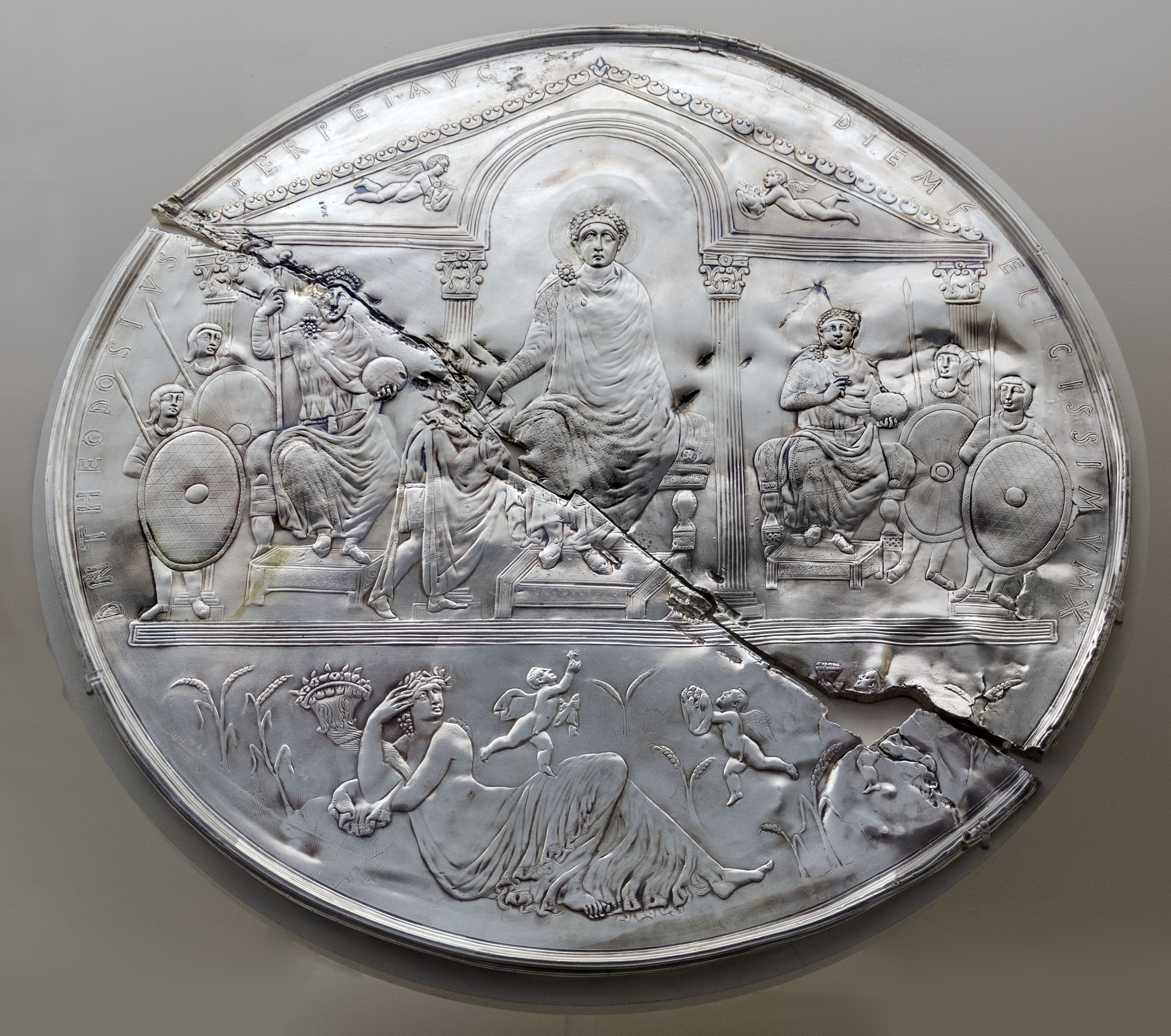
Миссорий Феодосия I, конец IV века
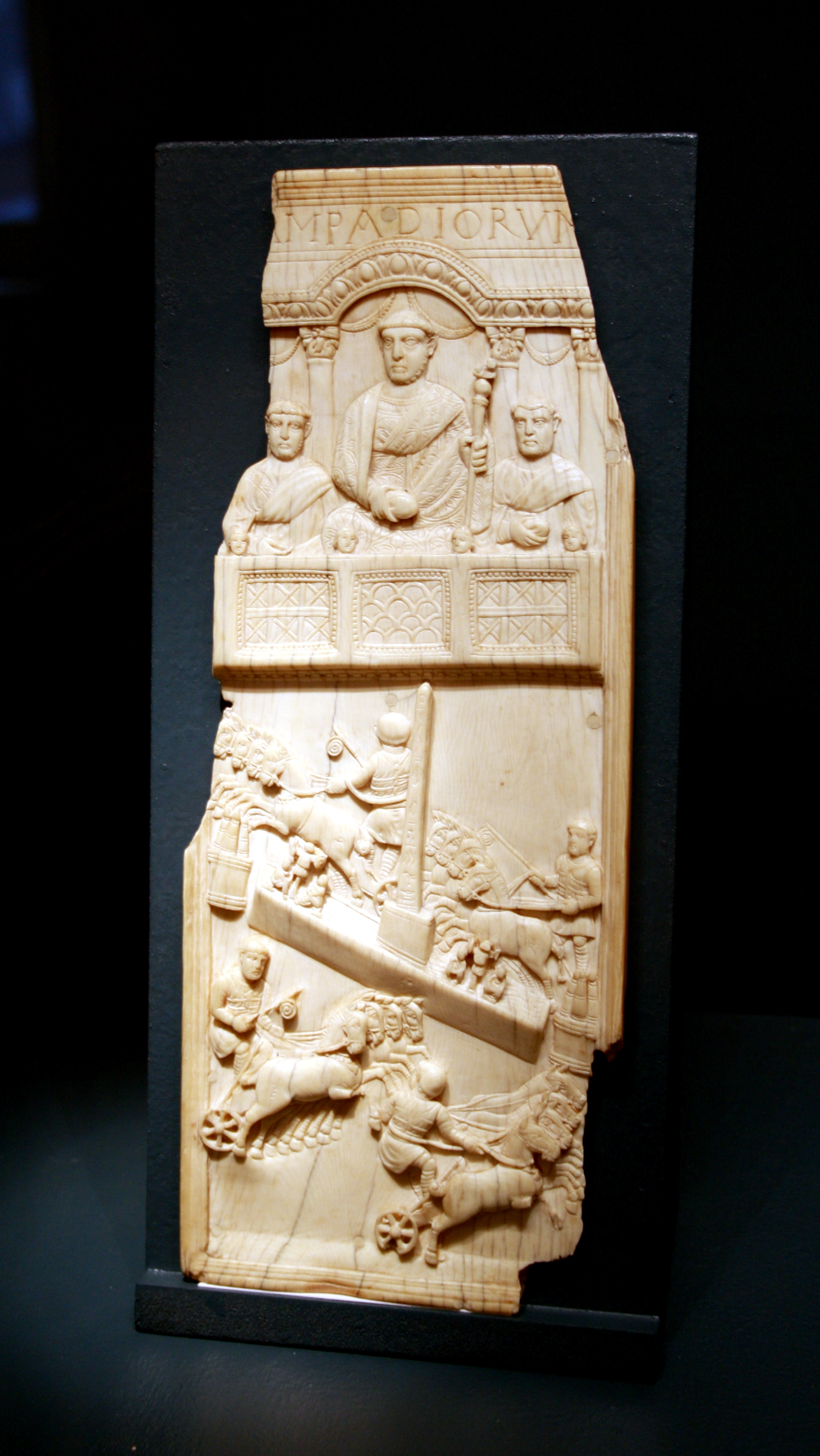
Консульский диптих Лампадиев, 400-е годы н. э.
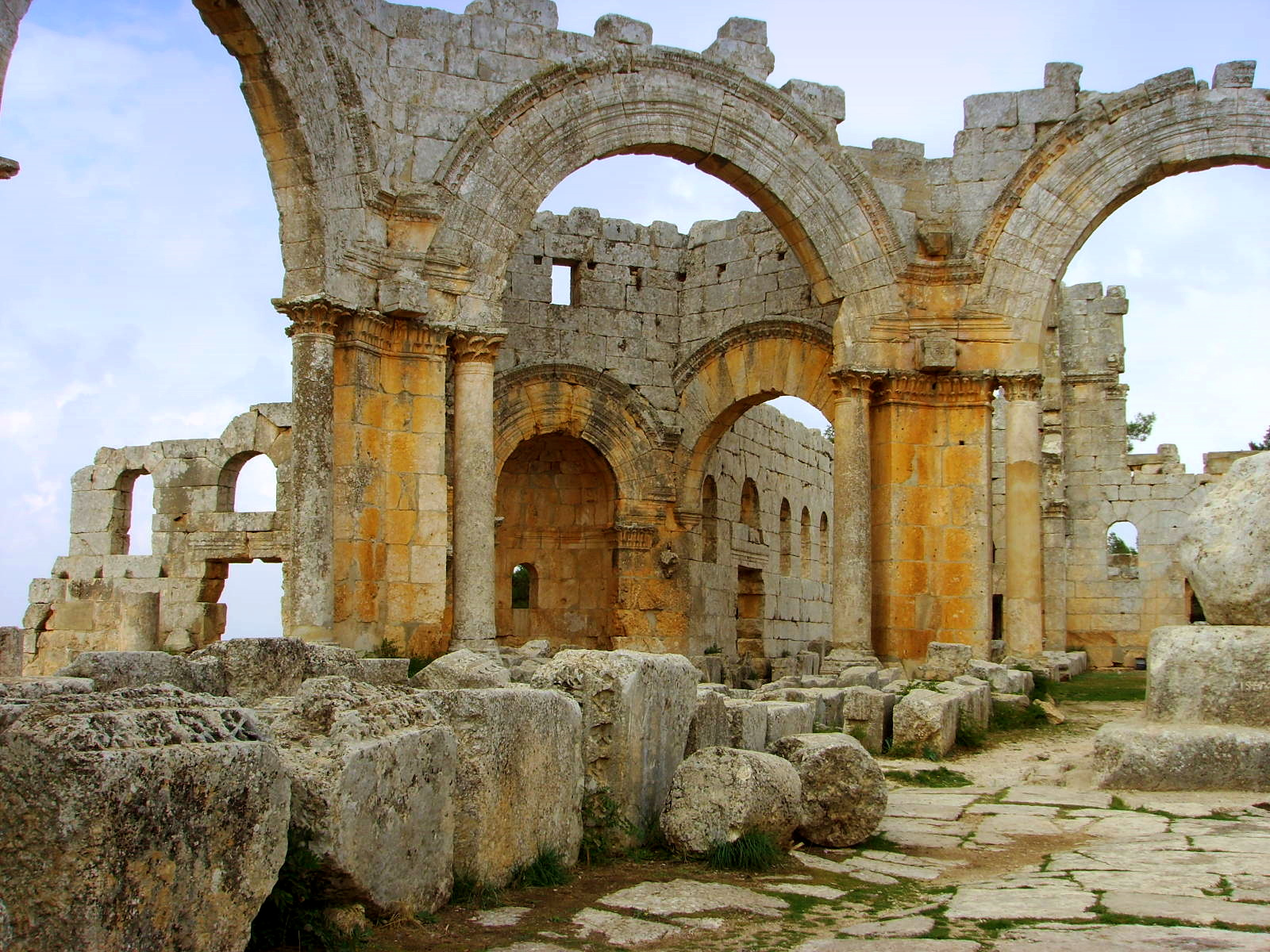
Церковь святого Симеона Столпника, Калъат-Симъан, V век
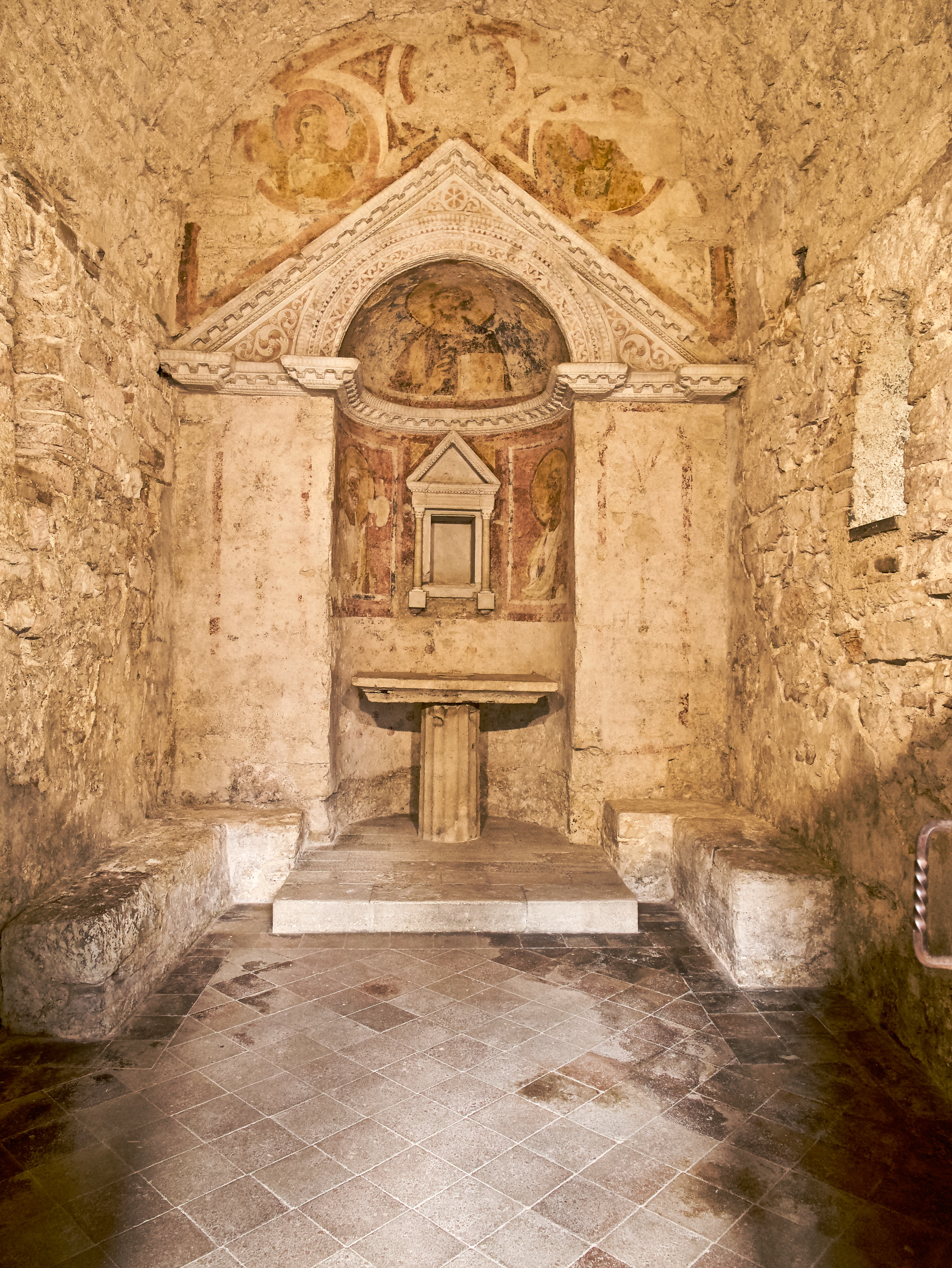
Оформленная серлианой внутренняя стена апсиды храма Клитунно, VII—VIII века

### Средние века
Серлианский мотив не утратил своей актуальности в Средние века, хотя подвергся некоторым изменениям, которые однако не отменяли его связи с античным прототипом. Архитектурная композиция, состоявшая из расположенной по центру арки и одинакового количества пролётов с архитравными перекрытиями по бокам от неё, применялась в связи с сохранявшимися традициями использования схем и форм классической античности. Характерными её примерами являлись парадные фасады Собора Святого Трофима в Арле (XII—XV века), церкви аббатства Сен-Жиль (XII век) и кафедрального собора Санта-Мария-Маджоре в Чивита-Кастеллана (XII век).
Решение фасада Собора Святого Трофима могло быть основано и на памятниках поздней античности, как например портик церкви дворца Феодосия I конца IV века, до сих пор стоящий около базилики Сан-Лоренцо-Маджоре в Милане. Около 1210 года фасад собора Санта-Мария-Маджоре в Чивита-Кастеллана был подчёркнут мощной центральной аркой, вписанной между симметричными колоннадами ионического ордера, с архитравными перекрытиями.
Некоторые архитекторы пытались соединить средневековую версию мотива с местными традициями строительства. В вестибюле романского кафедрального собора Пистои прямой карниз был помещён сверху на боковые аркады. Интерьер готической капеллы Скровеньи являлся прекрасным примером того, как в начале треченто Джотто ди Бондоне применил серлиану для декорирования своих настенных росписей: на восточной стене капеллы орнамент по ободку арки продолжался в виде архитравов по боковым стенам и поддерживался тонкими пилястрами, как бы создавая рамы для каждого изображения.

Интерпретации мотива в Средние века
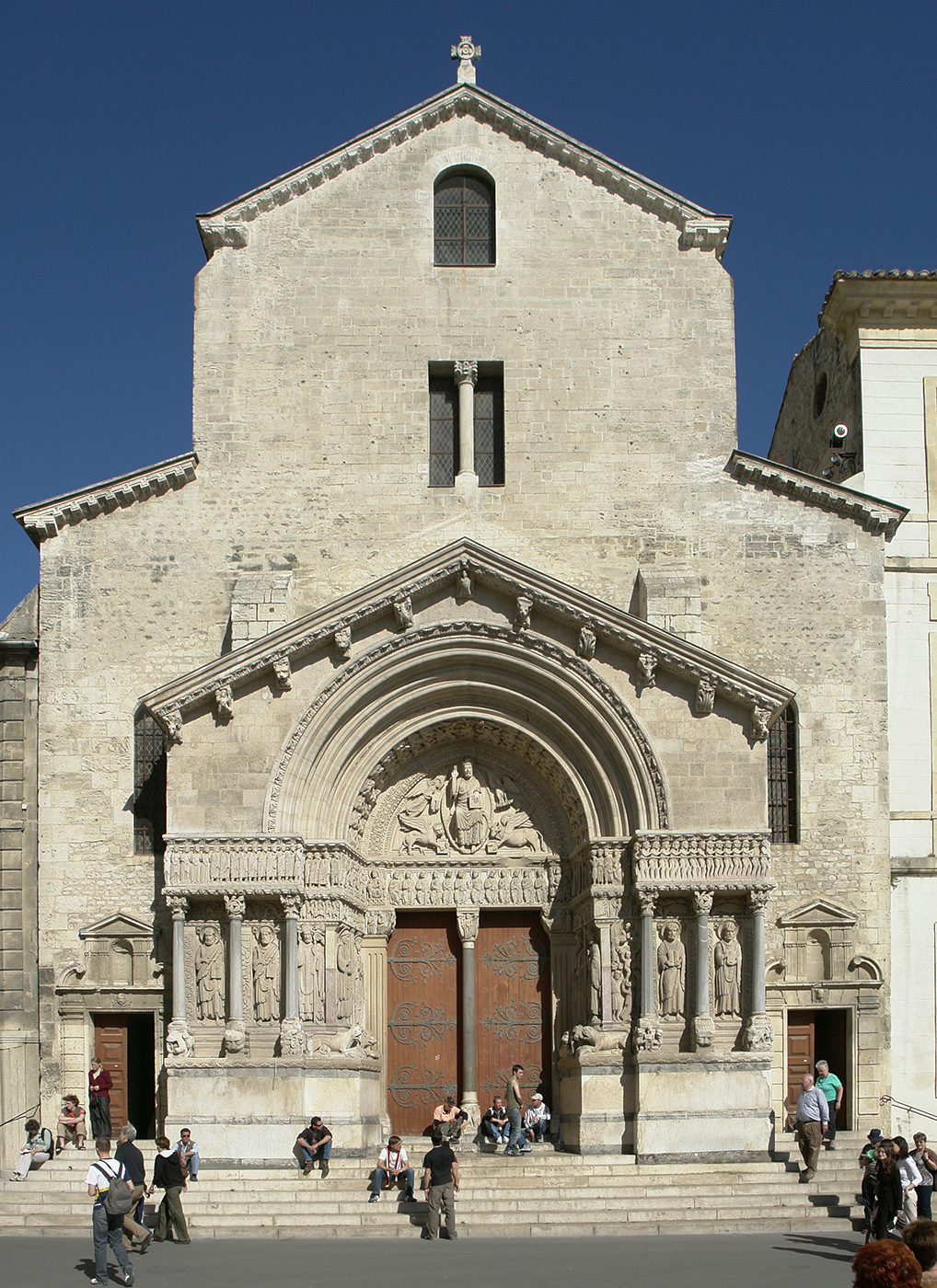
Собор Святого Трофима в Арле, XII—XV века
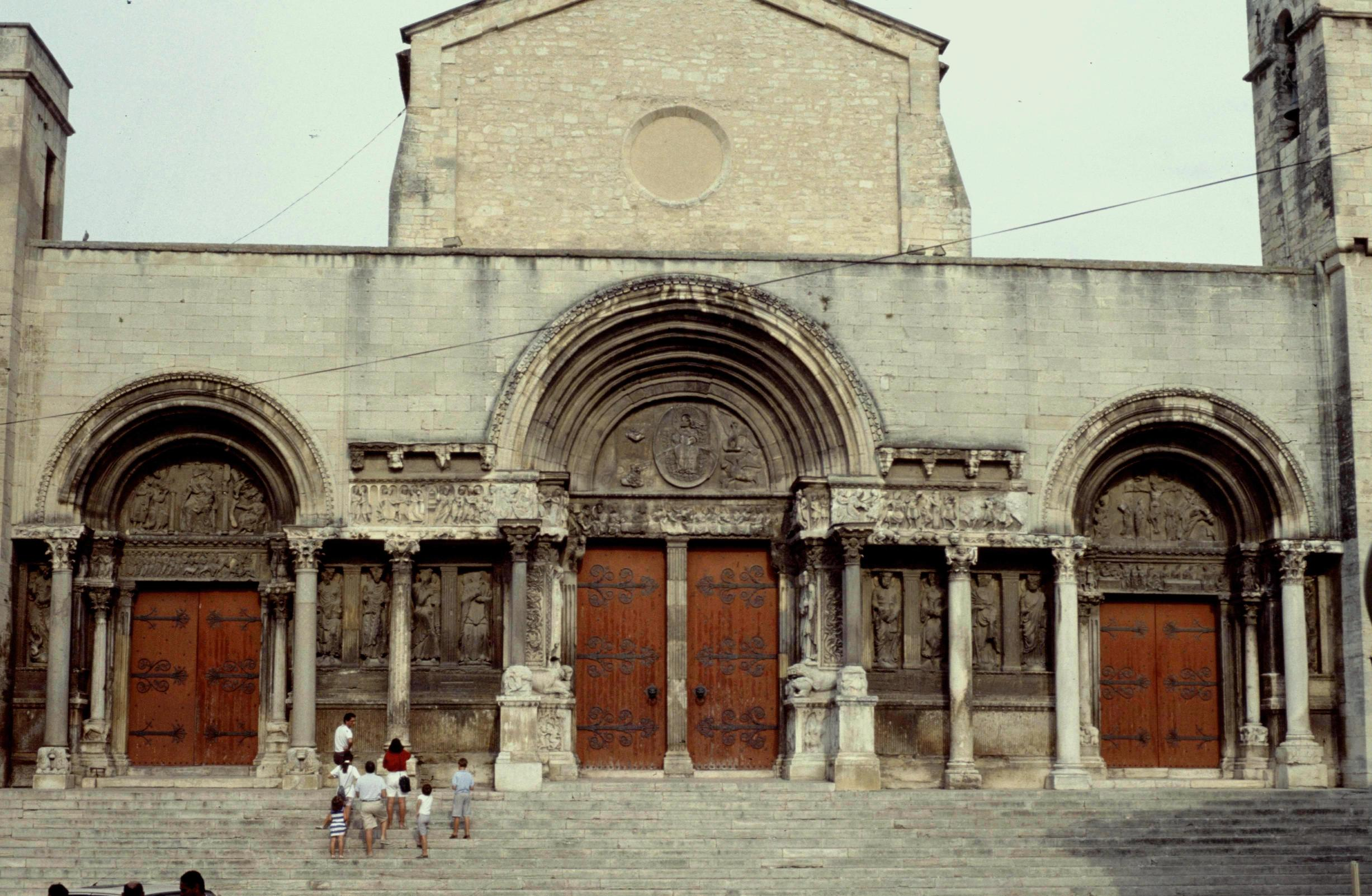
Церковь аббатства Сен-Жиль, XII век
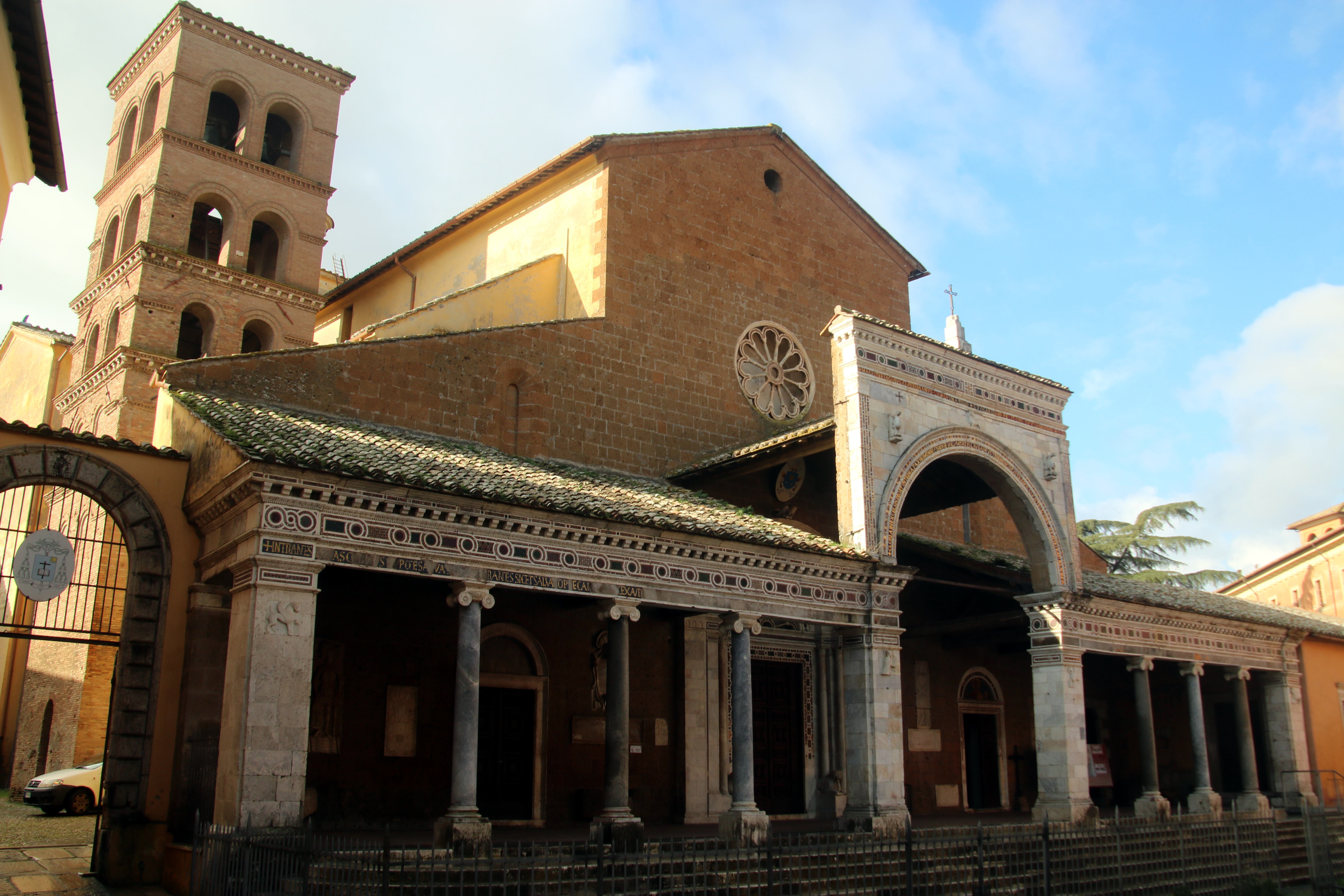
Кафедральный собор Санта-Мария-Маджоре в Чивита-Кастеллана, XII век
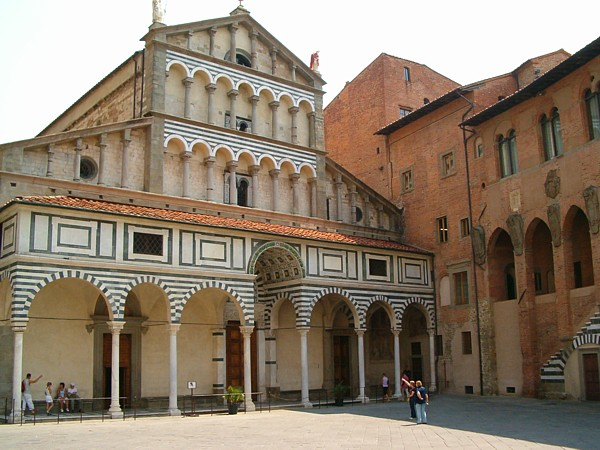
Кафедральный собор Пистои, между 1379 и 1440
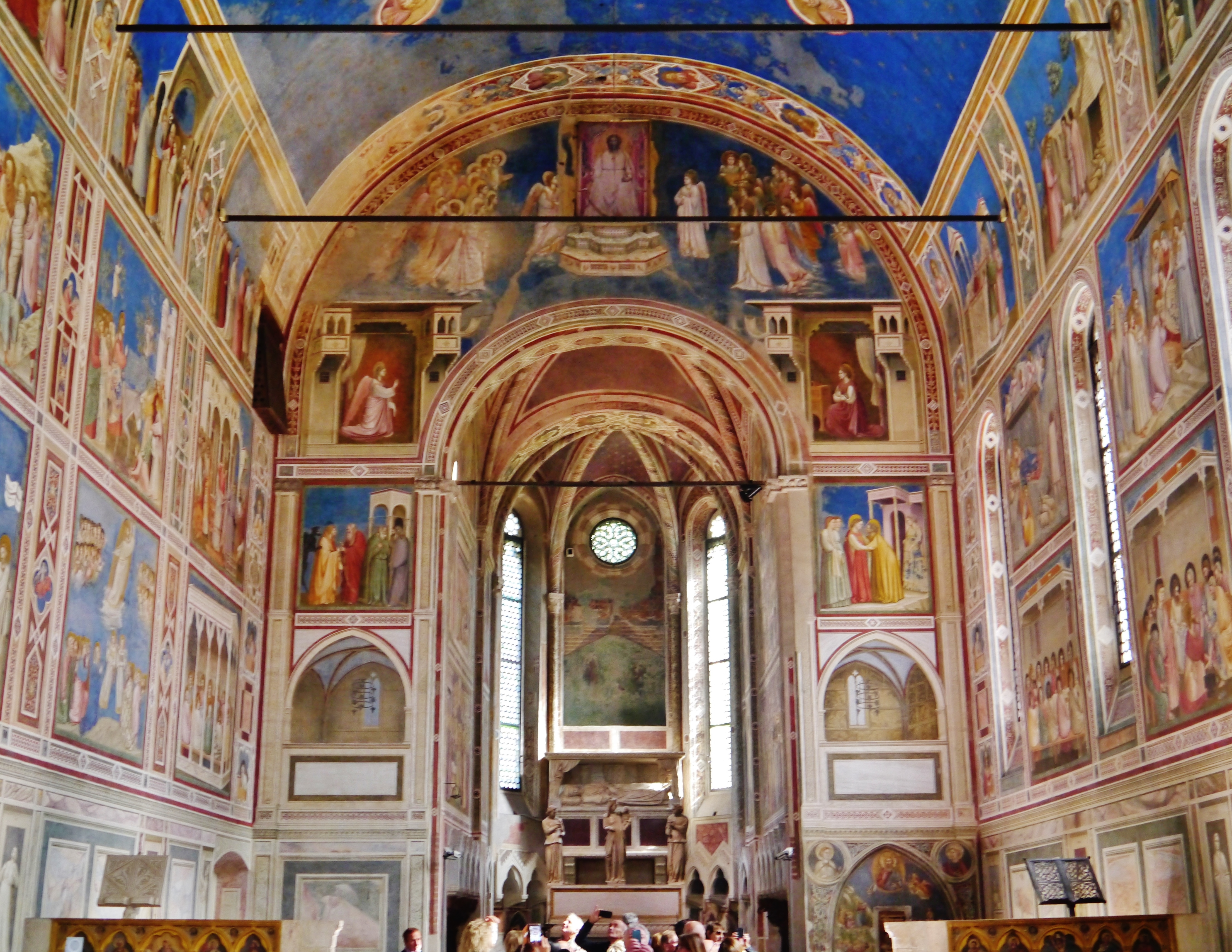
Интерьер капеллы Скровеньи, 1303—1305

### Эпоха Возрождения
История возникновения серлианского мотива в архитектуре итальянского Возрождения не ясна. Наиболее распространённой является точка зрения, что деталь была заимствована непосредственно из архитектуры Древнего Рима. Однако относительно богатая иконография и документация по античной архитектуре, имевшаяся в Риме в первой половине XVI века, не указывает, в каких именно постройках на тот момент сохранились древнеримские серлианы. На основе дошедших до настоящего времени памятников, предполагается, что мотив мог быть заимствован из храма Клитунно близ Солерно, канопы Виллы Адриана, Дворца Диоклетиана, либо «пергол» итальянских церквей, как например в церкви Сан-Просдосимо в Падуе, либо с изображений на древнеримских монетах, а также из каких-либо иных источников.
Предполагается, что определённое влияние на возникновение серлианского мотива в архитектурной практике Возрождения оказало решение портика капеллы Пацци, авторство которого обычно приписывают Филиппо Брунеллески. Портик был решён в виде колоннады с пятью пролётами, из которых три центральных образовывали схожую с серлианой деталь. Подобное решение портика уже имело некоторые примеры в архитектуре Средневековья, как например в кафедральном соборе Чивита-Кастеллана, построенном Якопо ди Лоренцо из семейства Космати. Предполагается, что эти два произведения впоследствии повлияли на возникновение схожей композиции в проектировании полифор. Решение портика капеллы Пацци нашло отражение в композиции фасадов церкви Санта-Мария-Маддалена де Пацци (1492—1500), спроектированной Джулиано да Сангалло. Архитектор Антонио да Сангалло Старший при постройке церкви святого Аннунциата в Ареццо (1491—1505) применил уже вполне классическую серлиану для оформления окна на главном фасаде.
В оформлении интерьеров капеллы Пацци архитектурная композиция портика как бы проецировалась на алтарную стену, обработанную пилястрами с пятью пролётами, при этом открытым в них был только центральный под аркой, а четыре боковых были глухими. Три центральных пролёта в свою очередь проецировались на остальные внутренние стены, создавая приближенные к серлиане композиции, с тремя глухими пролётами и расположенными над аркой тондо. Ранее Брунеллески подобным образом обработал композицию алтарной стены в Старой ризнице базилики Сан-Лоренцо (1419—1421). Баччо Д’Аньоло при строительстве кампанилы церкви Сан-Спирито в 1503—1517 годах развил данный мотив, применив серлиану в верхнем ярусе постройки, при этом оперев арку на архитравы боковых проёмов, а над ней поместив уже пять тондо, придав всей композиции определённый динамизм. Данный вид серлианы типологически предшествовал той интерпретации, которую дал мотиву в некоторых вариантах Палладио.

Серлианы в архитектуре Раннего и Высокого Возрождения
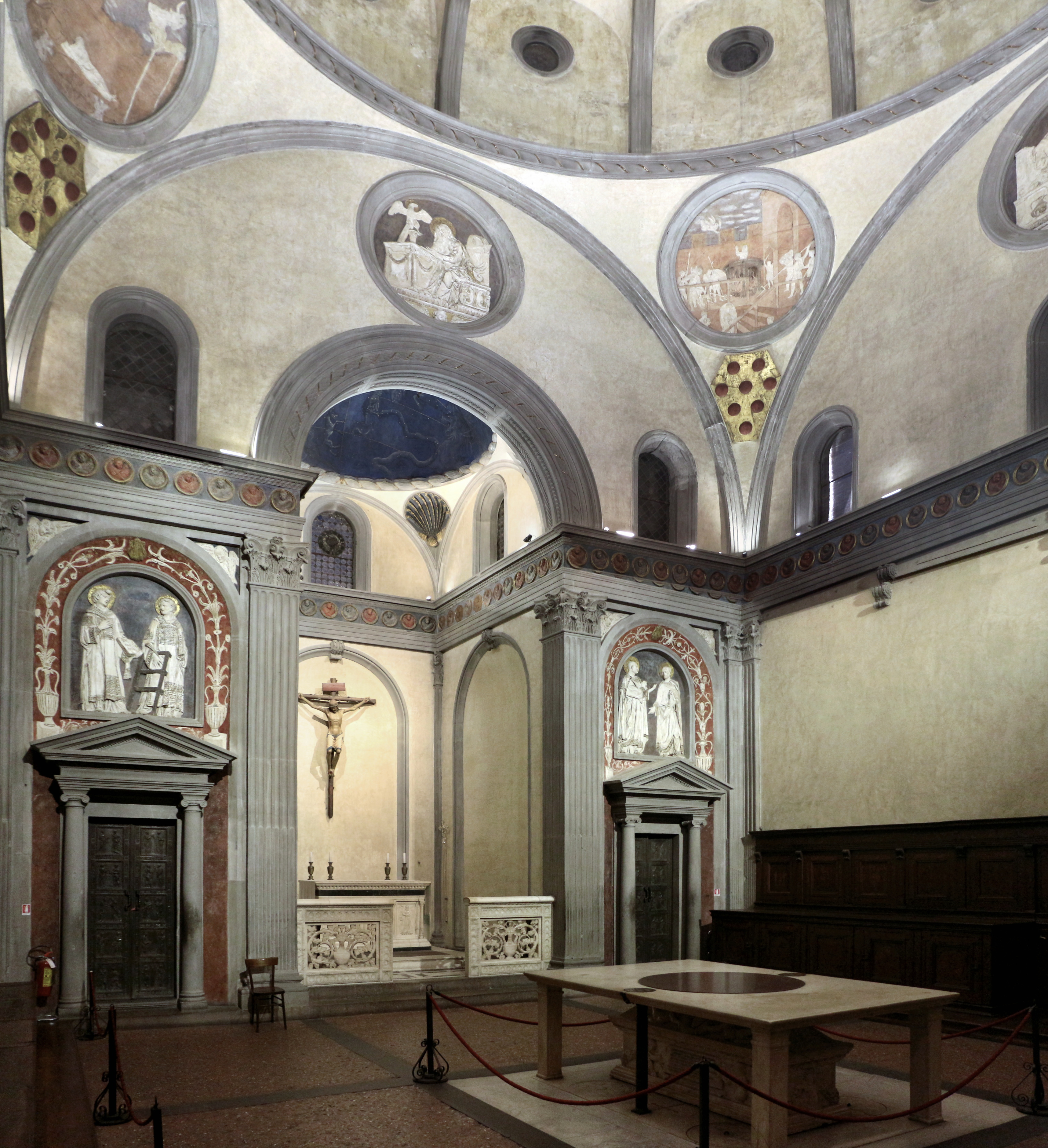
Старая ризница базилики Сан-Лоренцо, 1419—1421
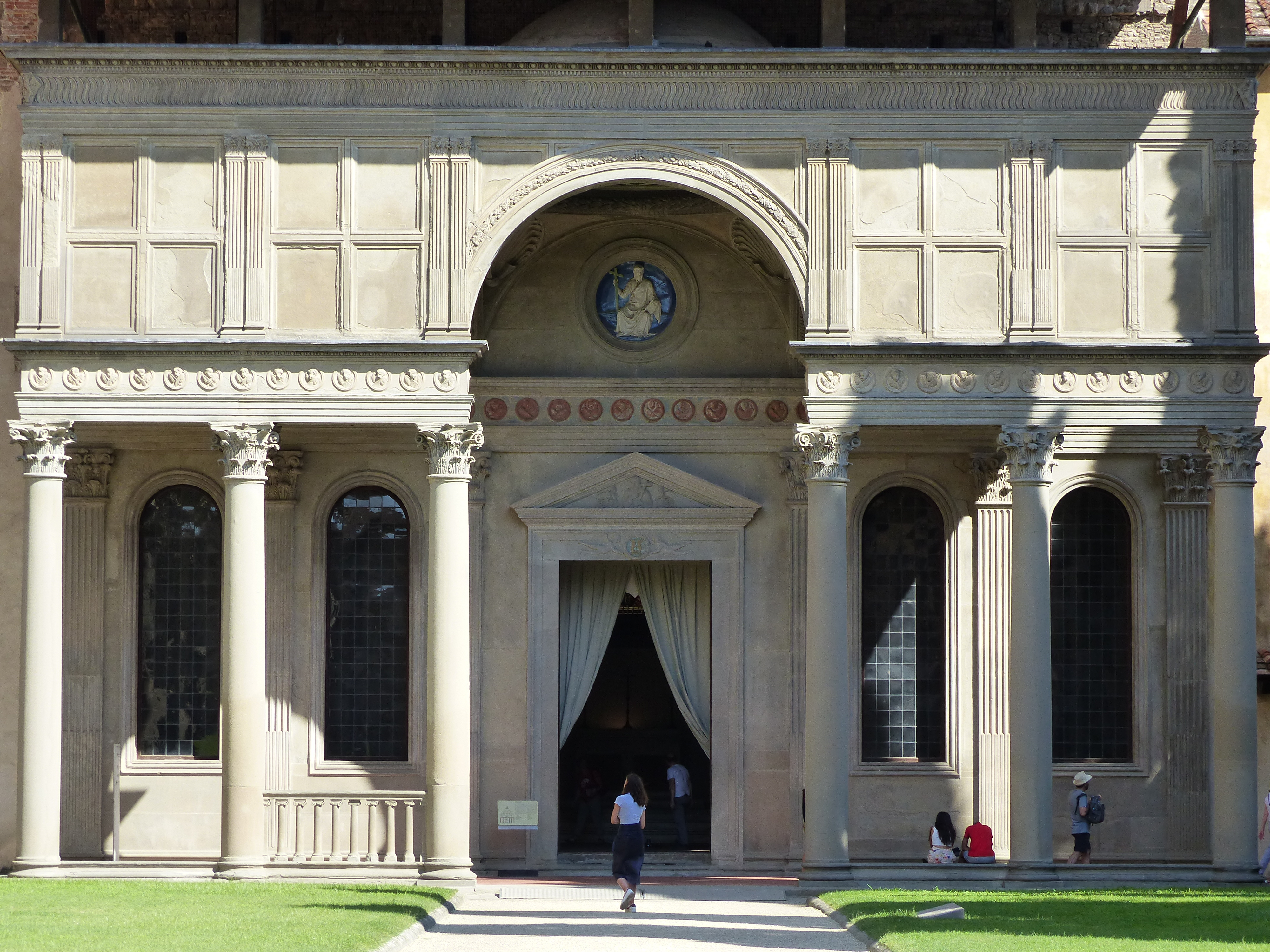
Портик капеллы Пацци, сер. XV века
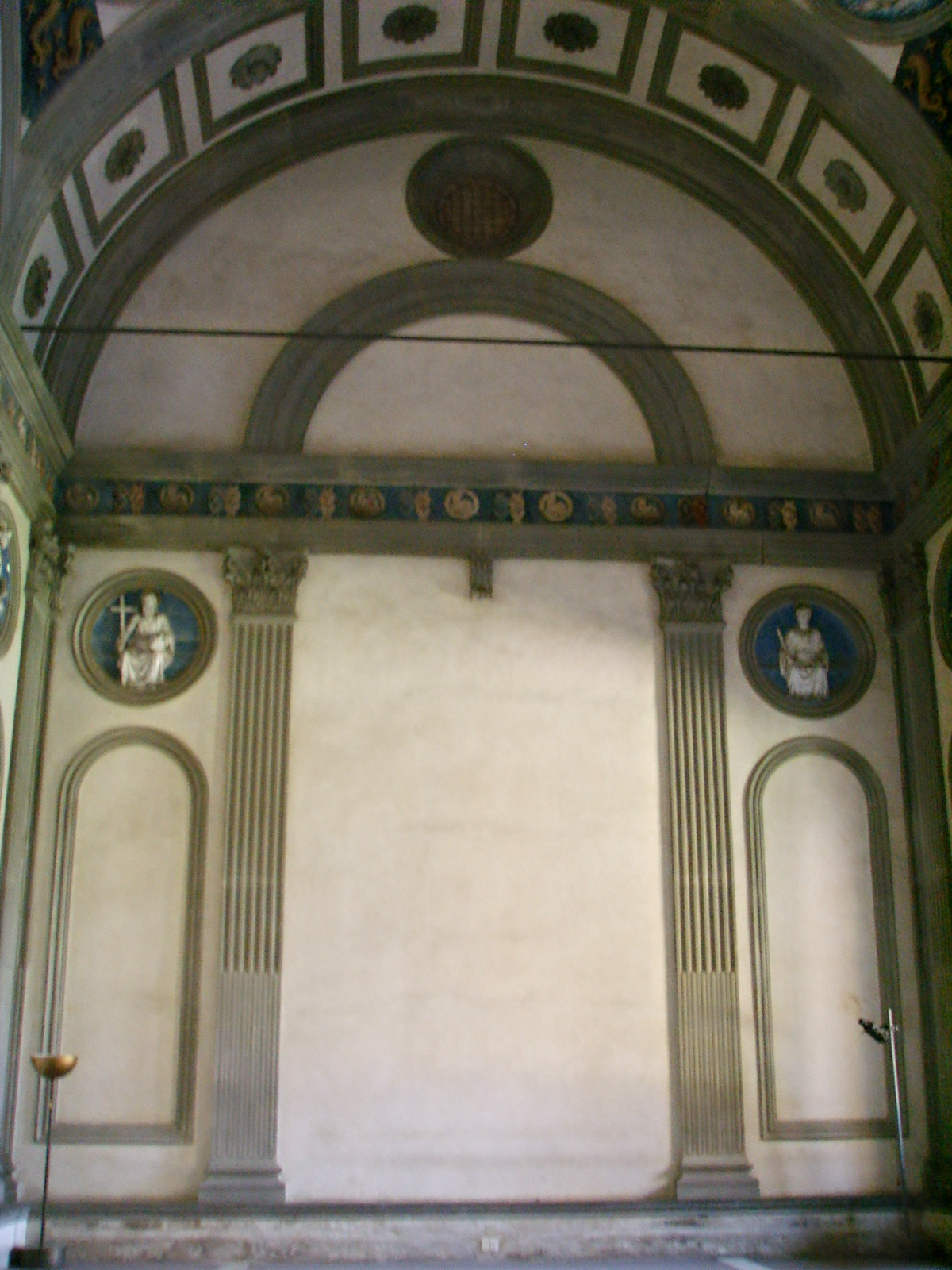
Интерьер капеллы Пацци, сер. XV века
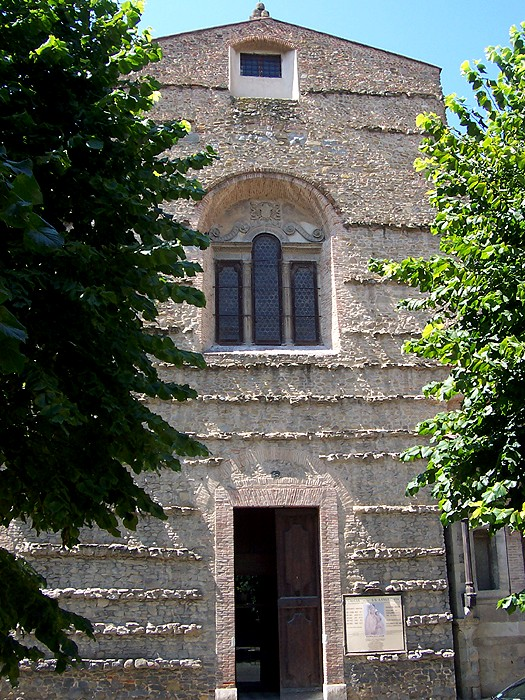
Церковь святого Аннунциата в Ареццо, 1491—1505
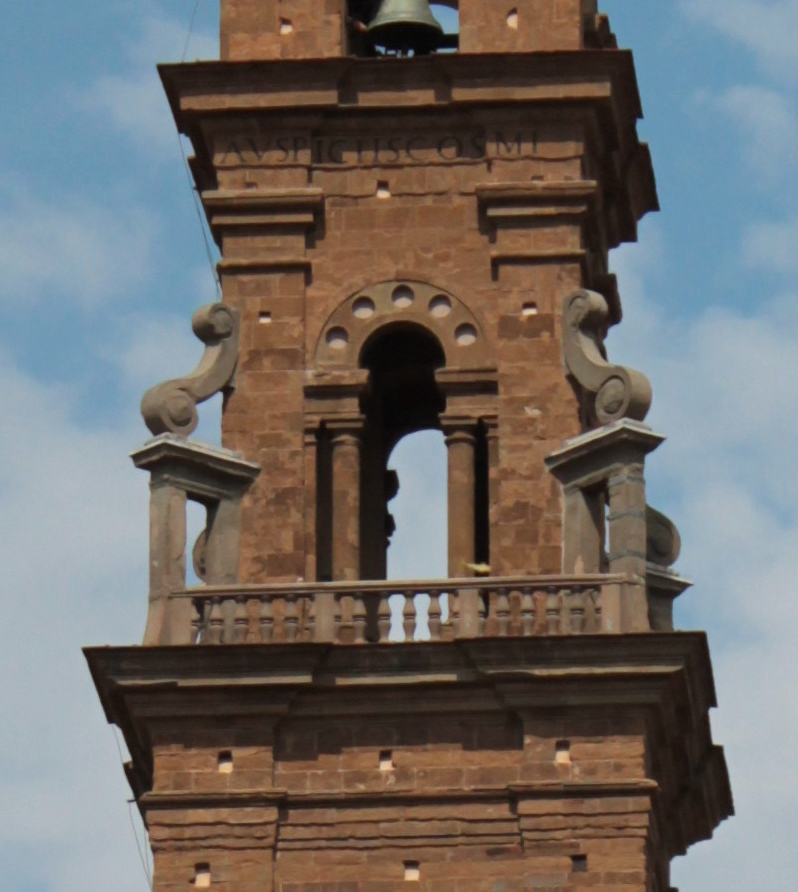
Верхний ярус кампанилы Санто-Спирито, 1503—1517

Серлианский мотив использовал и интерпретировал в своём творчестве известный архитектор эпохи Возрождения Донато Браманте. Приём Брунеллески, заключавшийся в очерчивании аркой всей верхней части серлианы, он использовал, но только в ином масштабе и с другими архитектурными функциями, в двух своих миланских постройках — Санта-Мария-прессо-Сан-Сатиро и Санта-Мария-делле-Грацие (1492—1497). В период работы в Риме Браманте использовал серлиану для оформления окон в хорах Санта-Мария-дель-Пополо (1505—1510) и Королевском зале Апостольского дворца Ватикана.
Считается, что не сохранившиеся зарисовки архитектурных этюдов Браманте послужили распространению его варианта серлианского мотива, поскольку только так можно объяснить тот факт, что ученики зодчего, работавшие в Милане после его отъезда в Рим, часто использовали серлиану и как отдельный, и как повторяющийся в последовательности мотив. Так, в миланской церкви Сан-Маурицио-аль-Монастеро-Маджоре (1503—1518), предположительно спроектированной Джаном Джакомо Дольчебуоно, последовательный ряд серлиан был помещён во втором ярусе единственного нефа и таким образом образовывал открытую галерею. В миланской церкви Санта-Мария-делла-Пассьоне серлианские окна были помещены в хорах. Ломбардский архитектор Джованни Антонио Амадео, сотрудничавший с Браманте, использовал серлианский мотив в оформлении Святилища Богоматери Чудес в Саронно. Ломбардские архитекторы Пьетро и Джованни Беретта использовали серлианы в оформлении барабана купола небольшой церкви Пресвятого Милосердия в Каннобио (1526).

Серлианы в архитектуре Высокого Возрождения
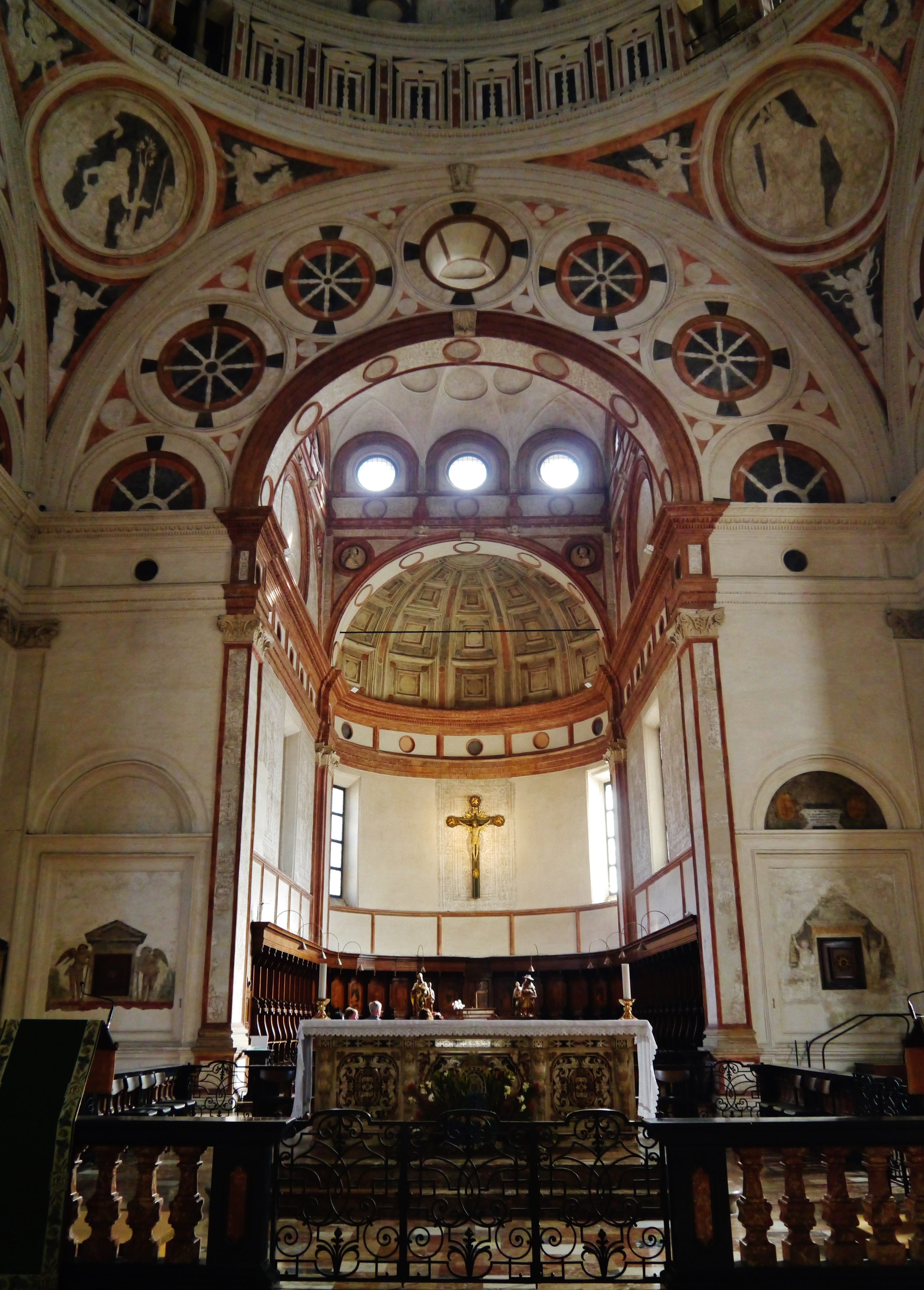
Серлианский мотив в подкупольном пространстве Санта-Мария-делле-Грацие, 1492—1497
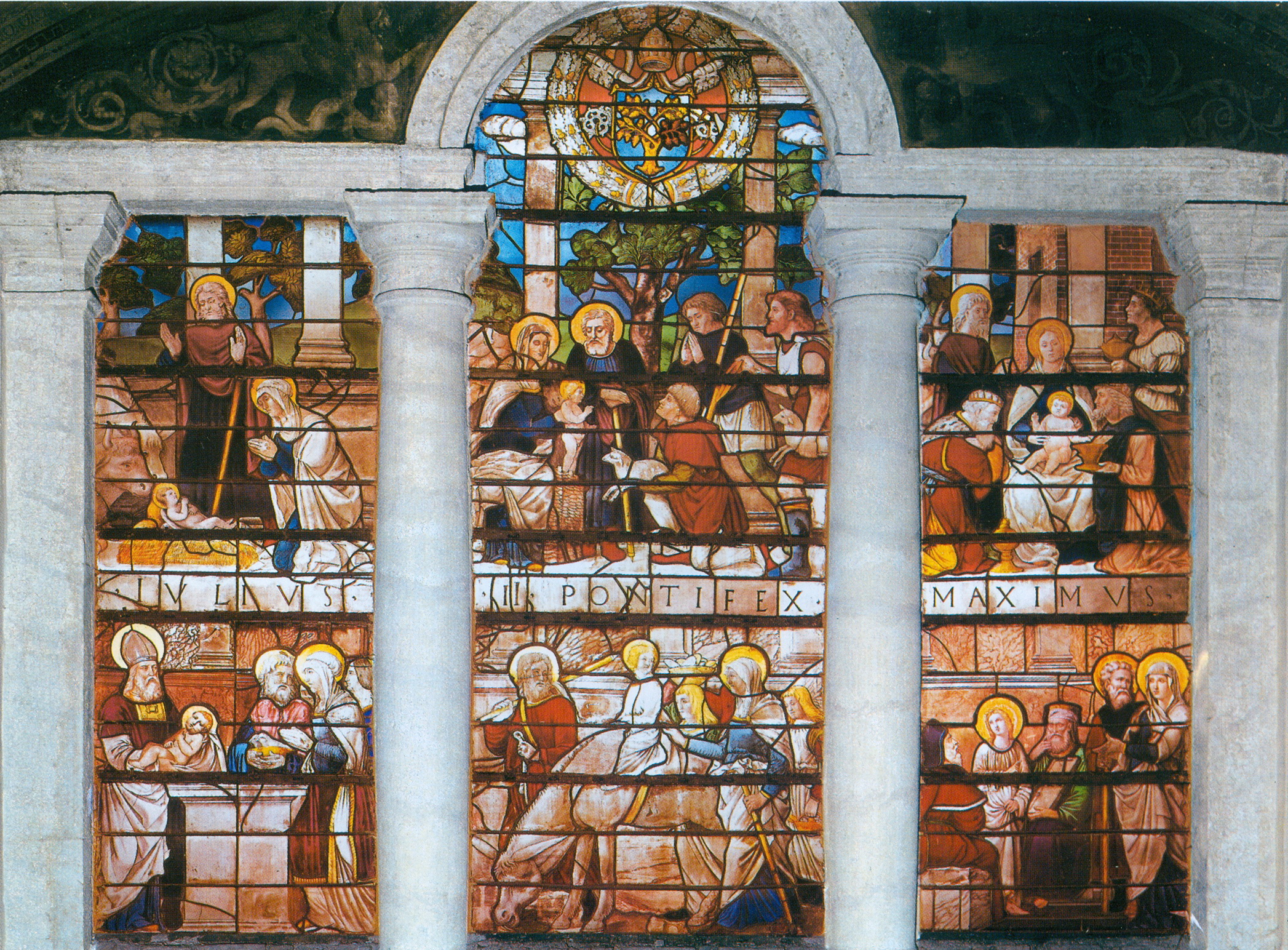
Серлианское окно в хорах Санта-Мария-дель-Пополо, 1505—1510
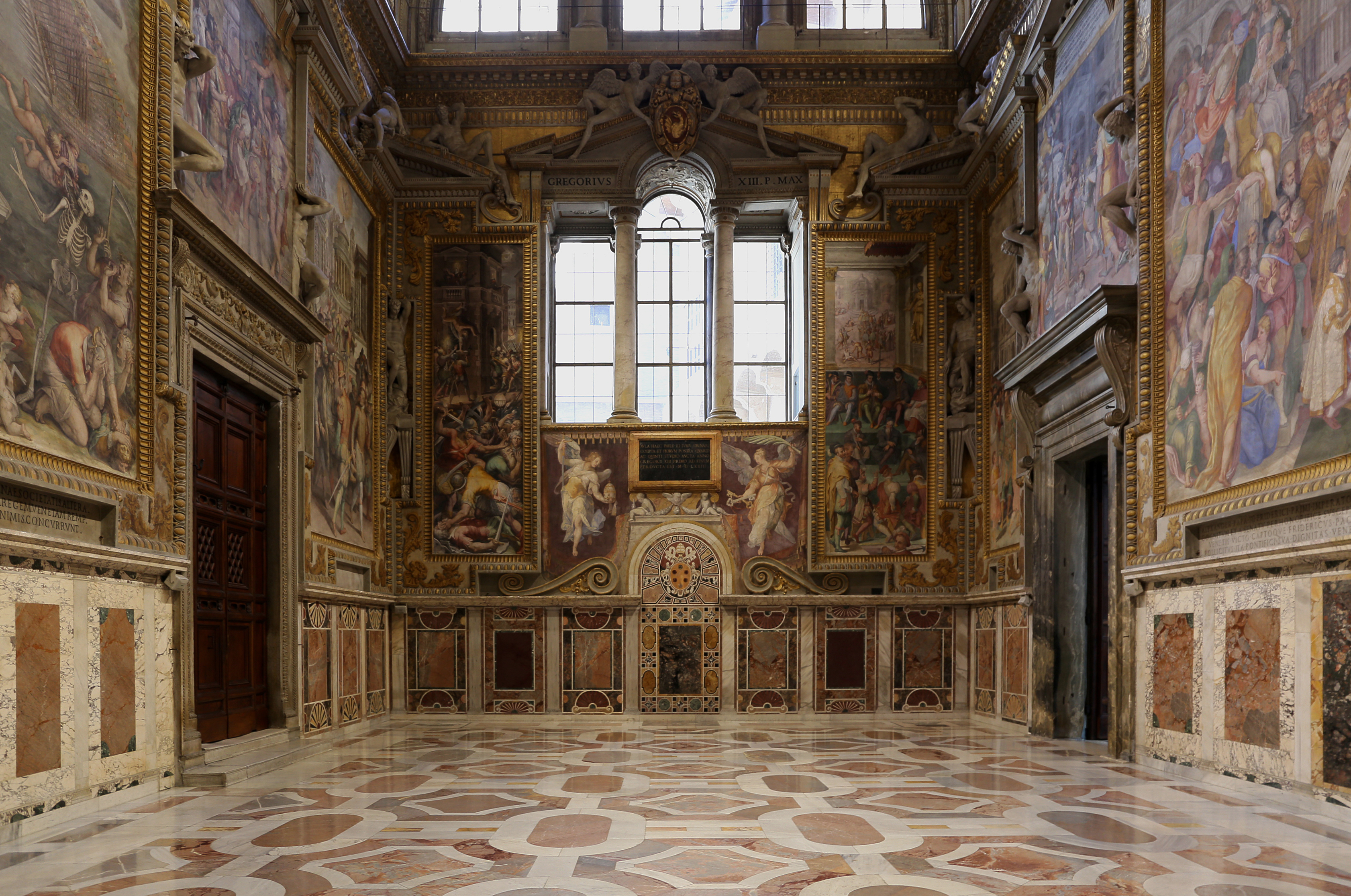
Серлианское окно в Королевском зале Апостольского дворца Ватикана, 1507
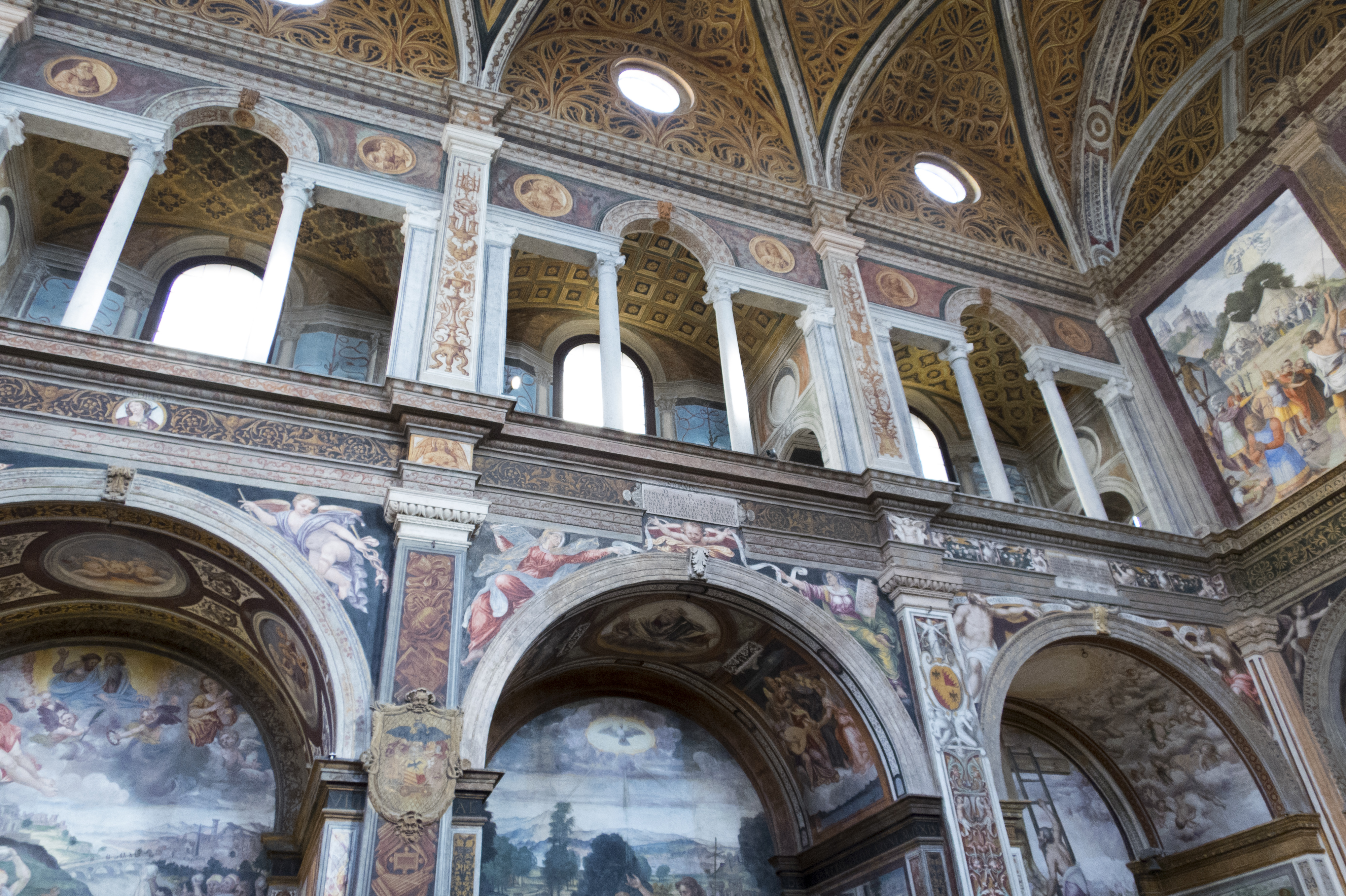
Серлианы в оформлении интерьера церкви Сан-Маурицио-аль-Монастеро-Маджоре, 1503—1518
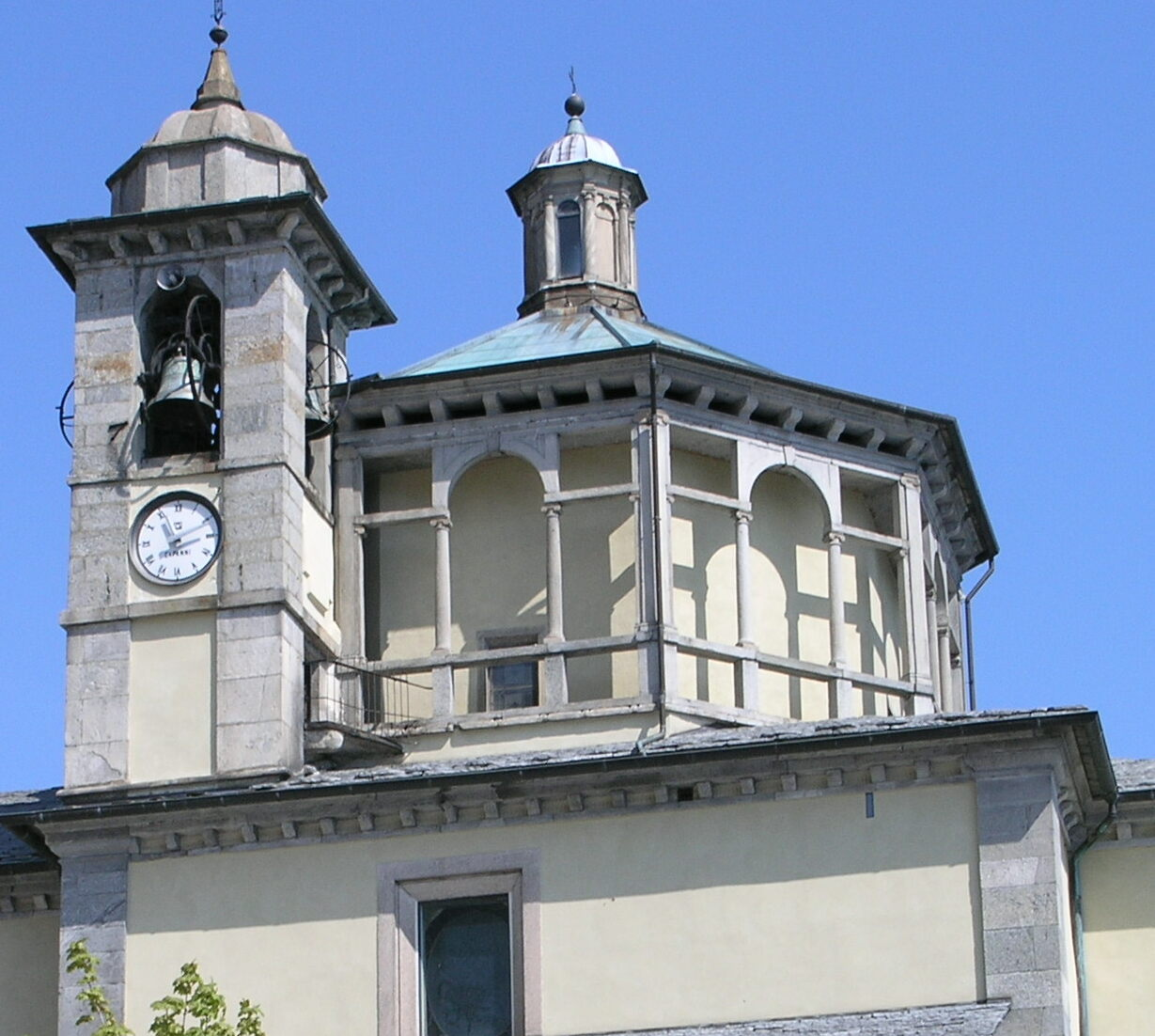
Серлианы в оформлении барабана купола церкви Пресвятого Милосердия в Каннобио, 1526

Серлианы стали чрезвычайно популярным архитектурным мотивом в Риме в первое тридцатилетие XVI века, в период Высокого Возрождения, о чём свидетельствовали работы Рафаэля и Джулио Романо. Рафаэль впервые в истории поместил серлиану в люнете в церкви Сант-Элиджо-дельи-Орефичи (1515). С этого времени серлианский мотив стал появляться и в живописи. На рафаэлевской фреске «Пожар в Борго» 1514—1517 годов был изображён римский папа Лев IV, тушащий своим благословением пожар, бушевавший в римском квартале. Рафаэль изобразил понтифика в ложе, составленной из серлиан, создателем которой, как известно, являлся Браманте. Смысл, придававшийся серлиане на фреске, проистекал из её функции в древнеримском и раннехристианском искусстве: появление Льва IV в центральном проёме серлианы обозначало прославление папы за чудесное спасение Рима от пожара. Из художественных работ Рафаэля, таких как проект фасада с портиком для «казино» (небольшого загородного дома) и фрески «Освобождение Святого Петра из темницы» (1514), известно и о других разработанных художником вариантах серлиан.
Джулио Романо использовал наработки Рафаэля при создании лоджии виллы Ланте на Джаниколо (1520—1521). В данном варианте только три центральных пролёта образовывали полную серлиану, а две крайних как бы обрывались простенками, не имея боковых отверстий. В росписях залы Константина Ватиканского дворца Романо изобразил серлиану на одной из фресок на первом этаже. Однако наиболее полно серлианский мотив был представлен в поздних работах архитектора — Палаццо дель Те и ренессансной реконструкции герцогского дворца Мантуи.
Архитектор Антонио да Сангалло Младший в тот период, будучи учеником Браманте, продолжал его традицию применения серлианского мотива. Похожую на брамантовскую интерпретацию мотива зодчий применил в палаццетто Ле Руа (Малой Фарнезине) в Риме (1520—1523) и в композиции атриума Палаццо Фарнезе.

Серлианы в искусстве Возрождения
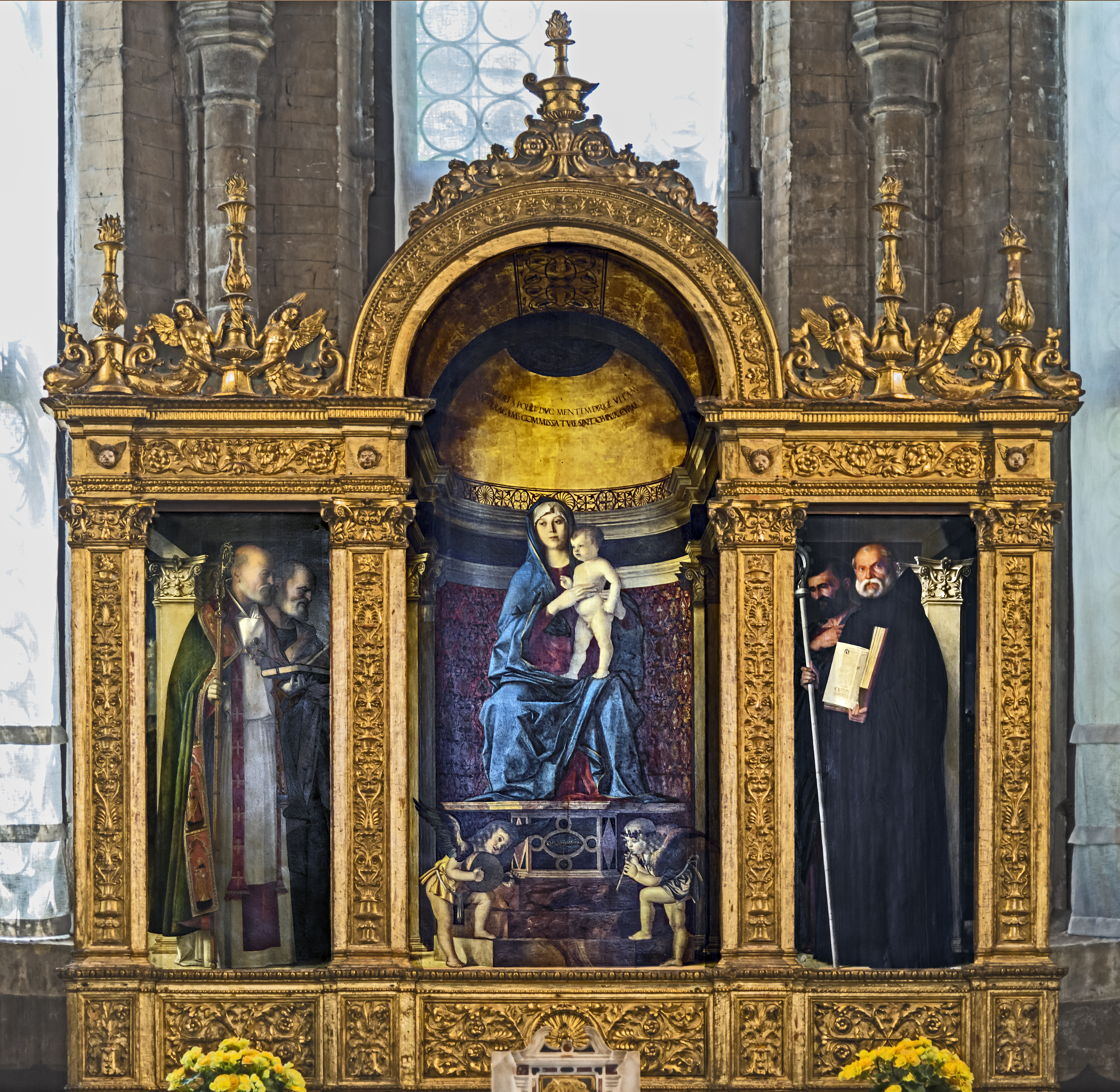
Триптих Фрари, 1488
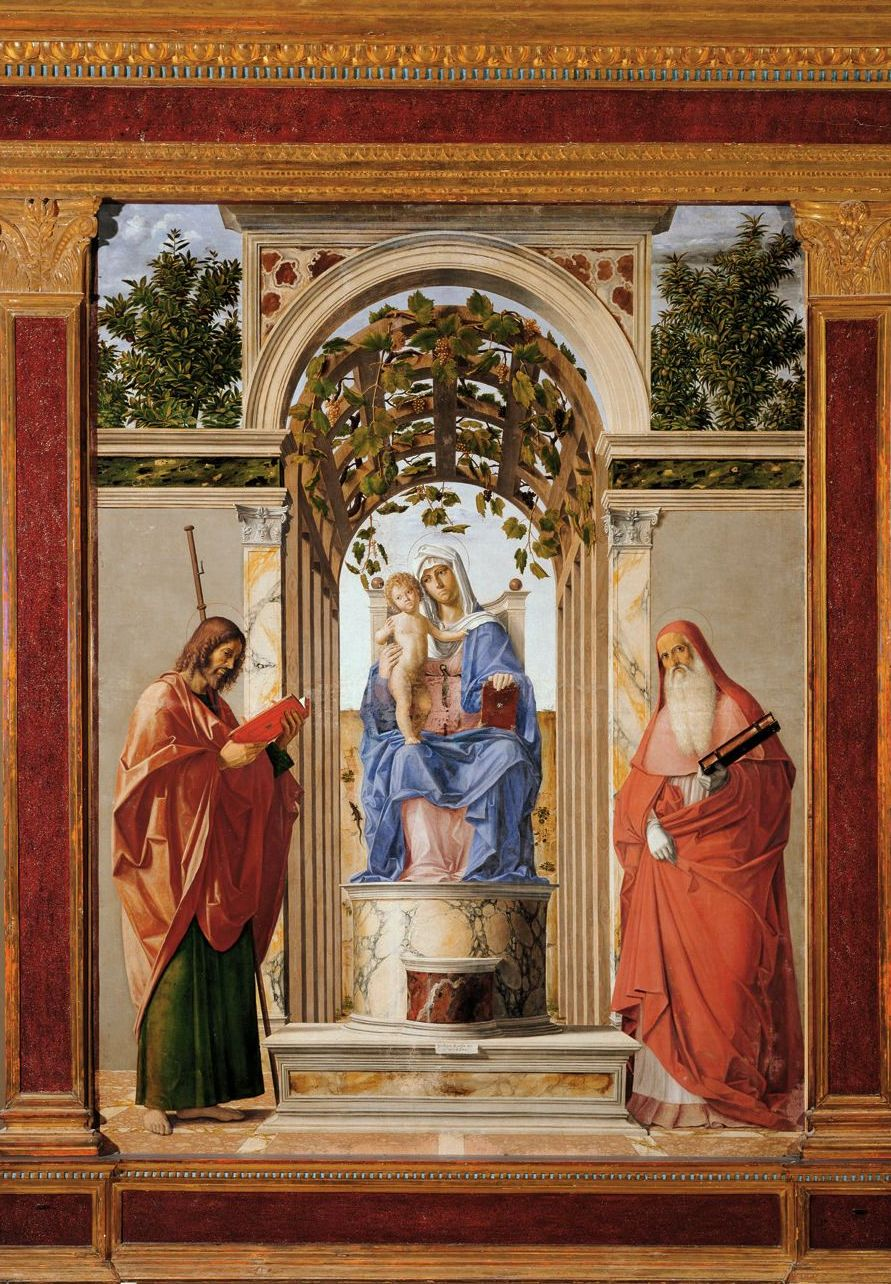
Мадонна с младенцем на троне со святыми Иаковом и Иеронимом, 1489
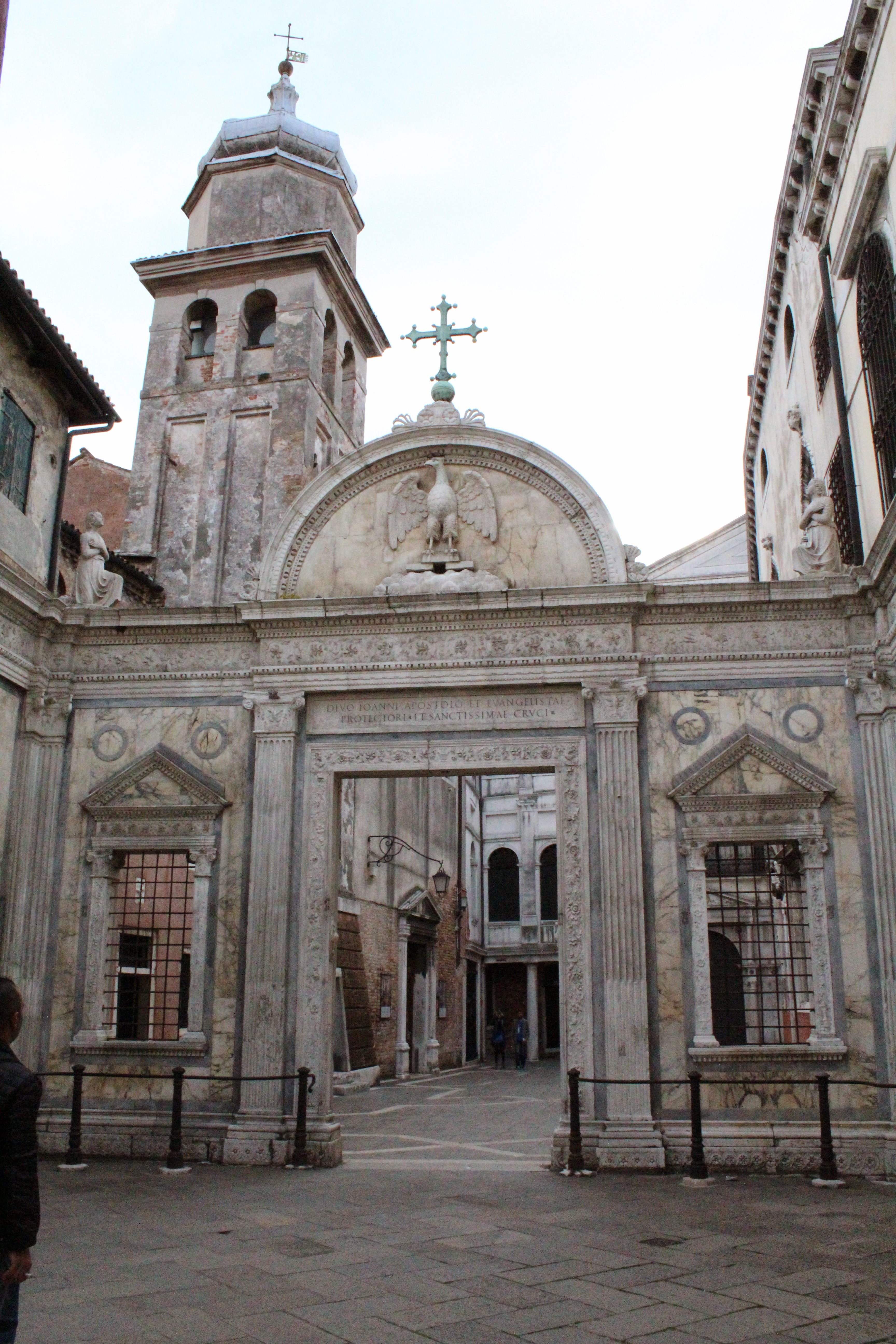
Скуола Гранде-Сан-Джованни-Евангелиста, 1498
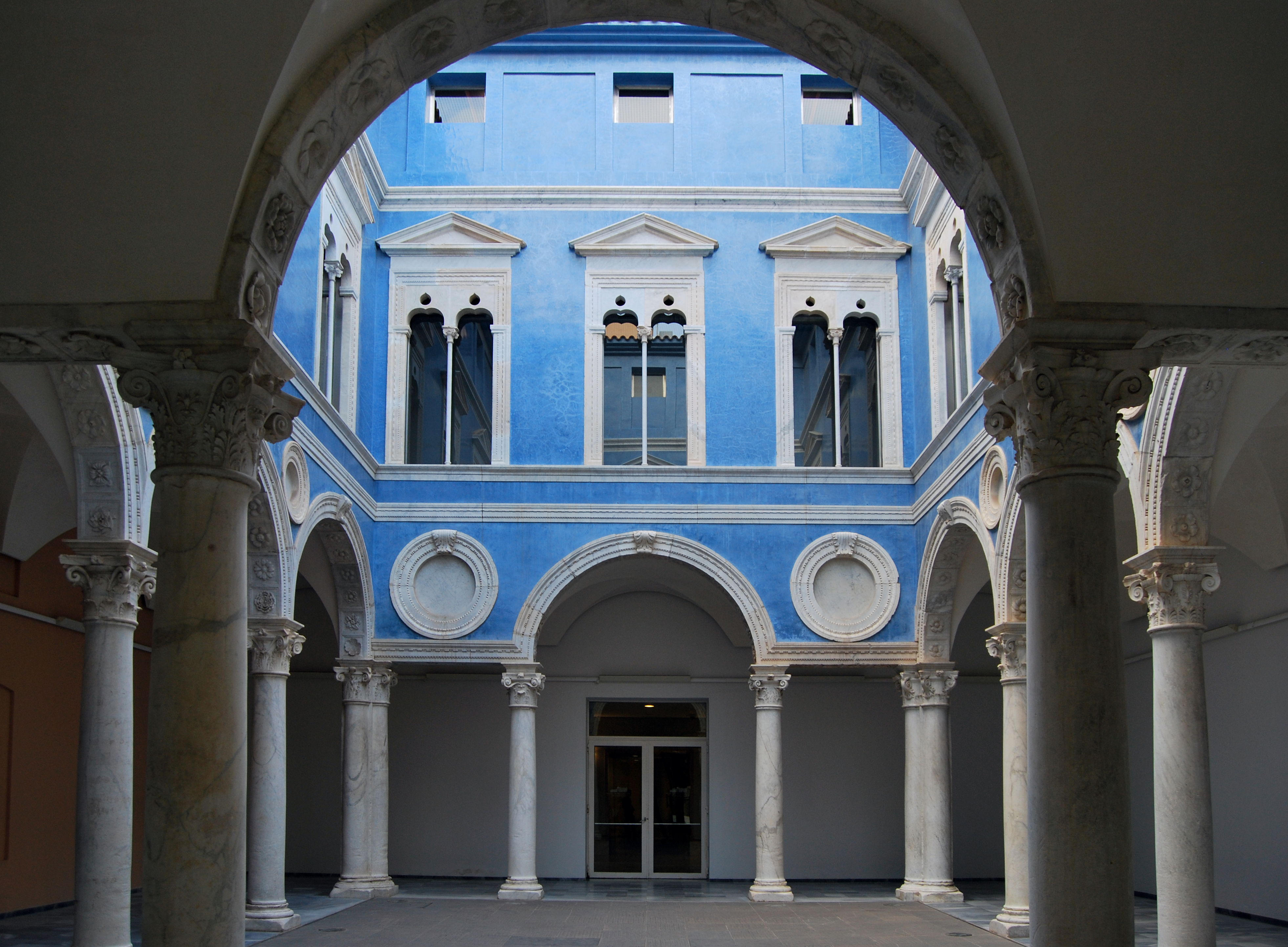
Дворец Вик (около 1527)
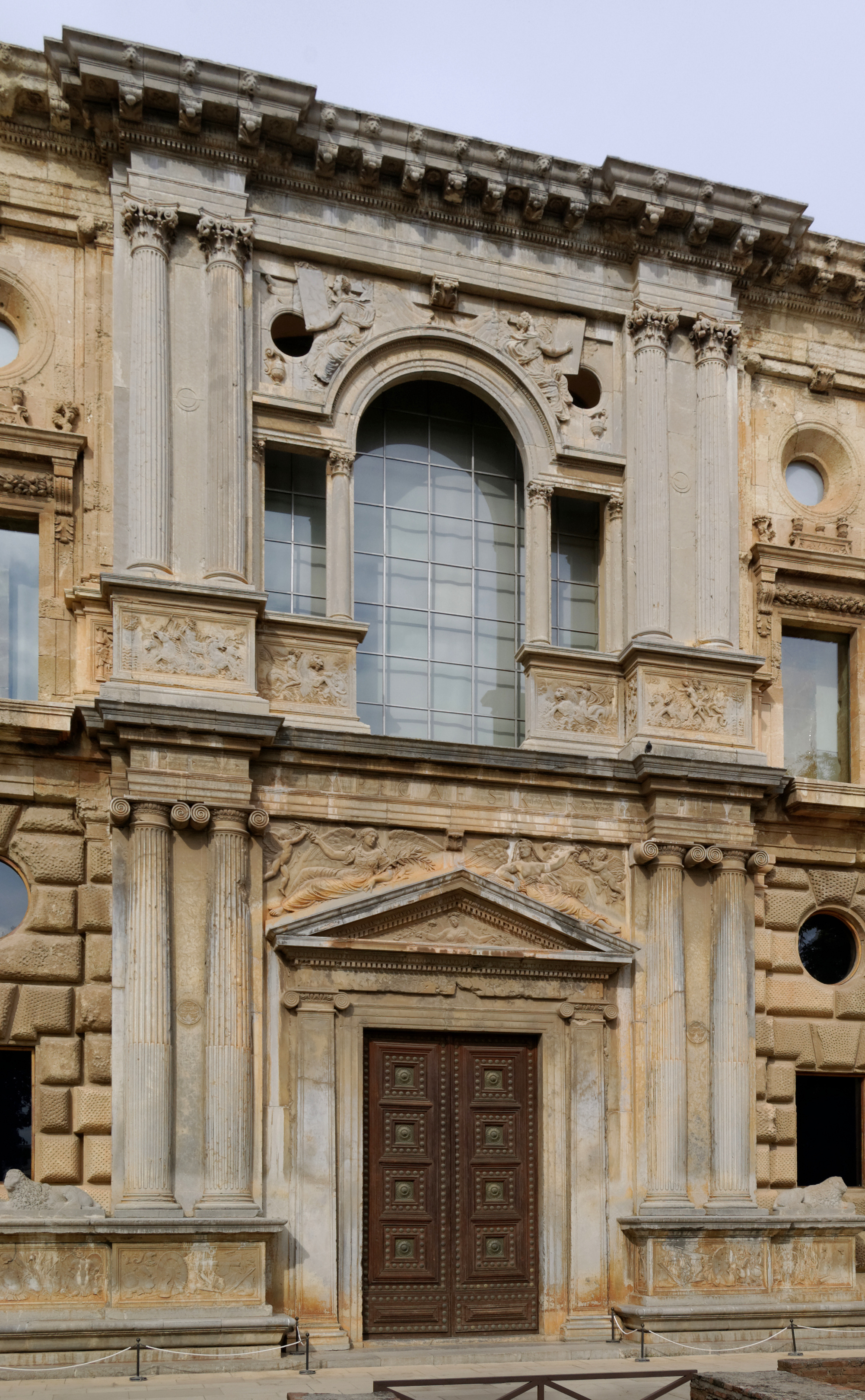
Дворец Карла V в Гранаде (1527—1535)

- Серлианы в люнетах Сант-Элиджо-дельи-Орефичи, 1515
- «Пожар в Борго», деталь
- Вилла Ланте на Джаниколо, 1520—1521
- Палаццетто Ле Руа (Малая Фарнезина) в Риме, 1520—1523
- Палаццо дель Те, 1524—1534

До разграбления Рима в 1527 году, когда многие художники уехали из Рима в Венецию, серлианский мотив не имел большого распространения в других областях Италии. В Венеции серлиана встречалась эпизодически в архитектуре и живописи, при этом на трактовку мотива оказали влияние местные традиции: для ранних венецианских серлиан были характерны очень узкие колонки между пролётами, а основную композиционную роль играла центральная арка. Живописец Джованни Беллини использовал мотив как раму для триптиха Фрари (1488). Чима да Конельяно в алтарной картине «Мадонна с младенцем на троне со святыми Иаковом и Иеронимом» (1489) поместил Мадонну на трон под своеобразную «перголу» в форме серлианы, но со «слепыми» боковыми проёмами. Предполагается, что в венецианской архитектуре серлиану впервые применил Мауро Кодуччи в Скуола Гранде-Сан-Джованни-Евангелиста (1498), где в форме серлианского мотива была выполнена стена с проходом между двориками. В 1520-х годах мотив распространился за пределы итальянских городов-государств, в частности в Испанию: Дворец Карла V в Гранаде (1527—1535); дворец Вик в Валенсии (около 1527 года).
Считается, что наработки Браманте и его окружения, а также работы Антонио да Сангалло Младшего привели к сложению классического типа серлианы Высокого Возрождения, а Джулио Романо продолжил вольную интерпретацию мотива, начатую Рафаэлем. Опыт архитекторов первых тридцати лет XVI века заложил те основы, на которые опирался Себастьяно Серлио в своих теоретических трудах.

Серлианы в искусстве Возрождения
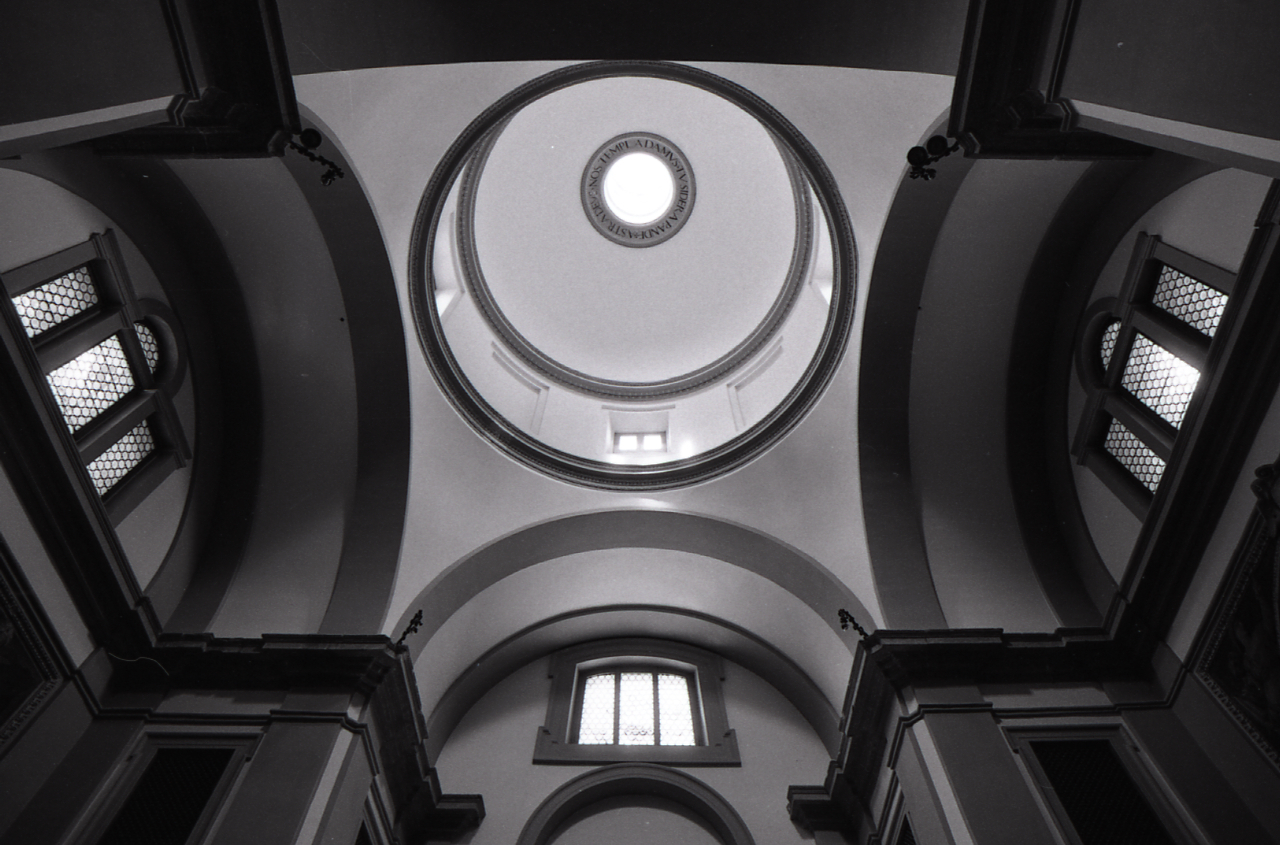
Серлианы в люнетах Сант-Элиджо-дельи-Орефичи, 1515
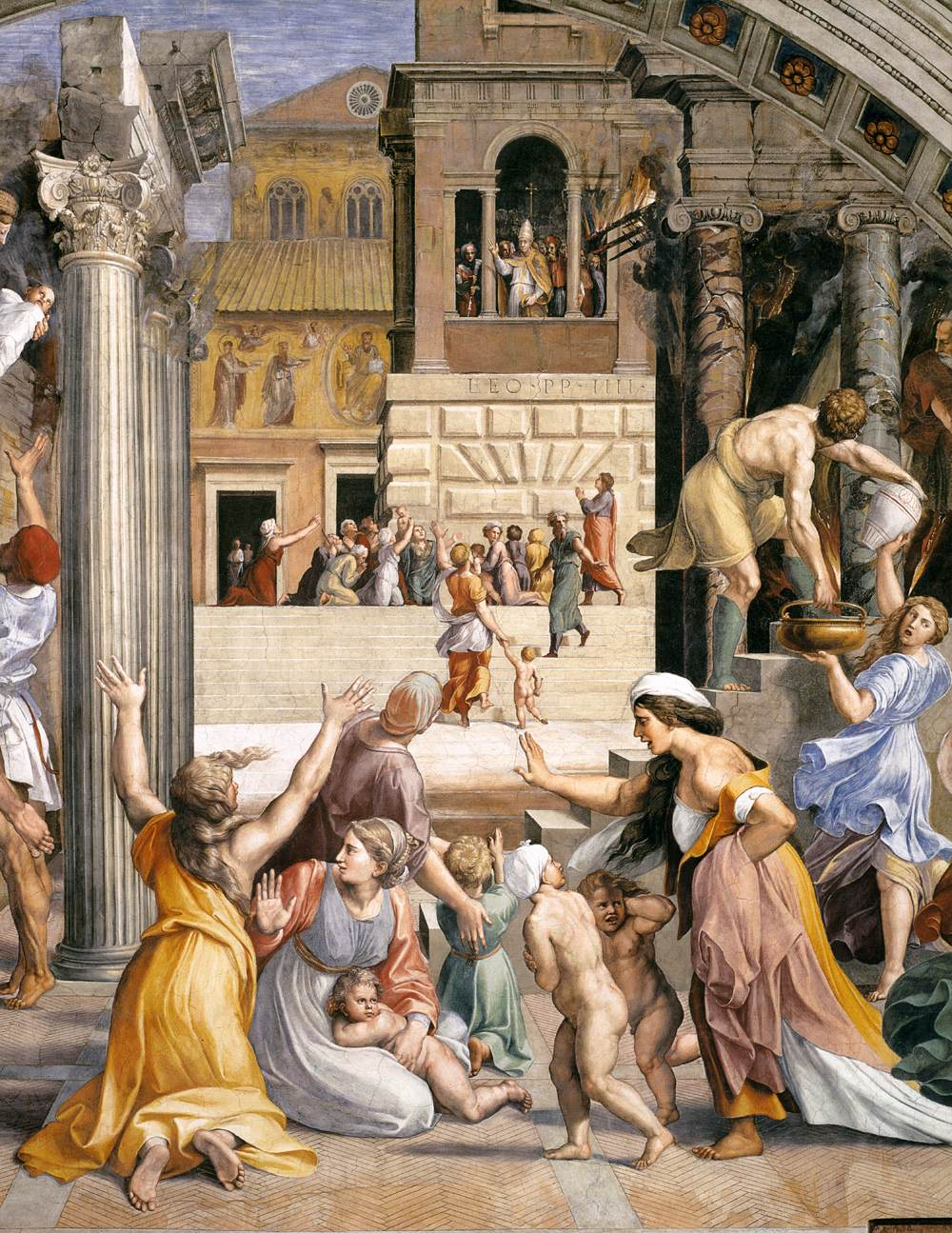
«Пожар в Борго», деталь
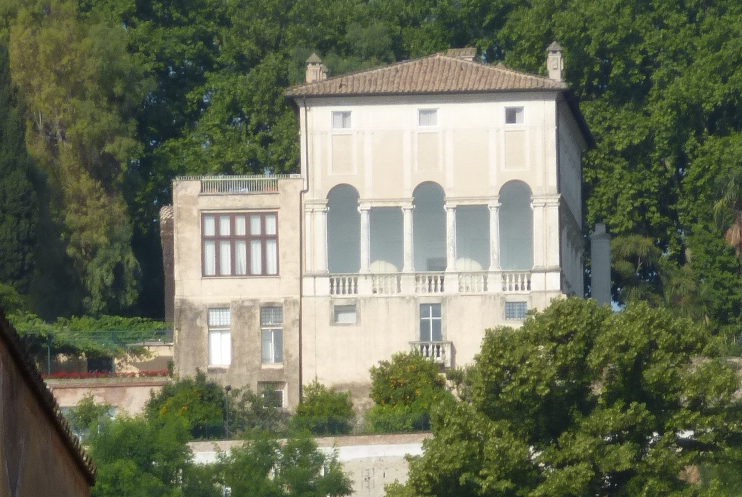
Вилла Ланте на Джаниколо, 1520—1521
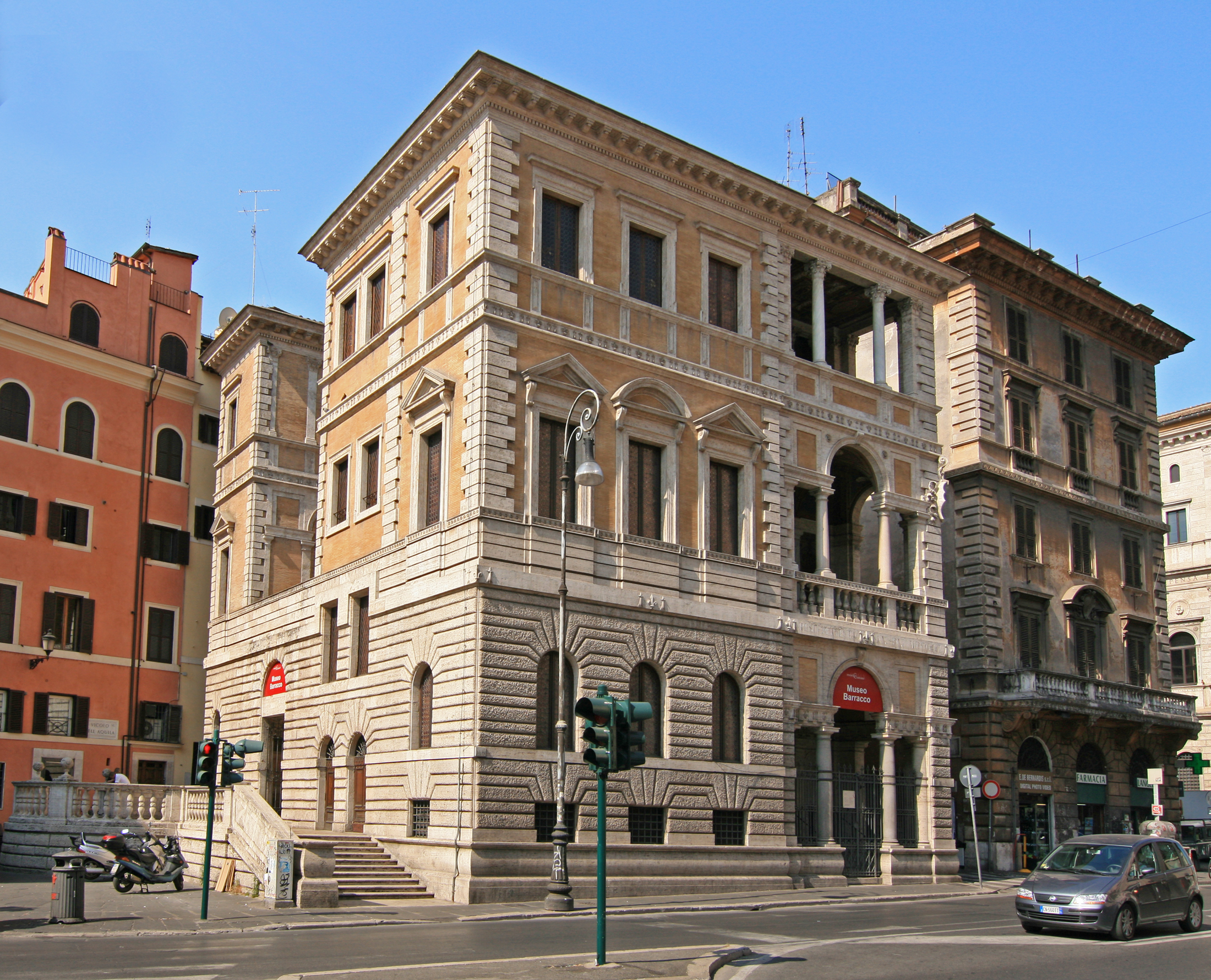
Палаццетто Ле Руа (Малая Фарнезина) в Риме, 1520—1523
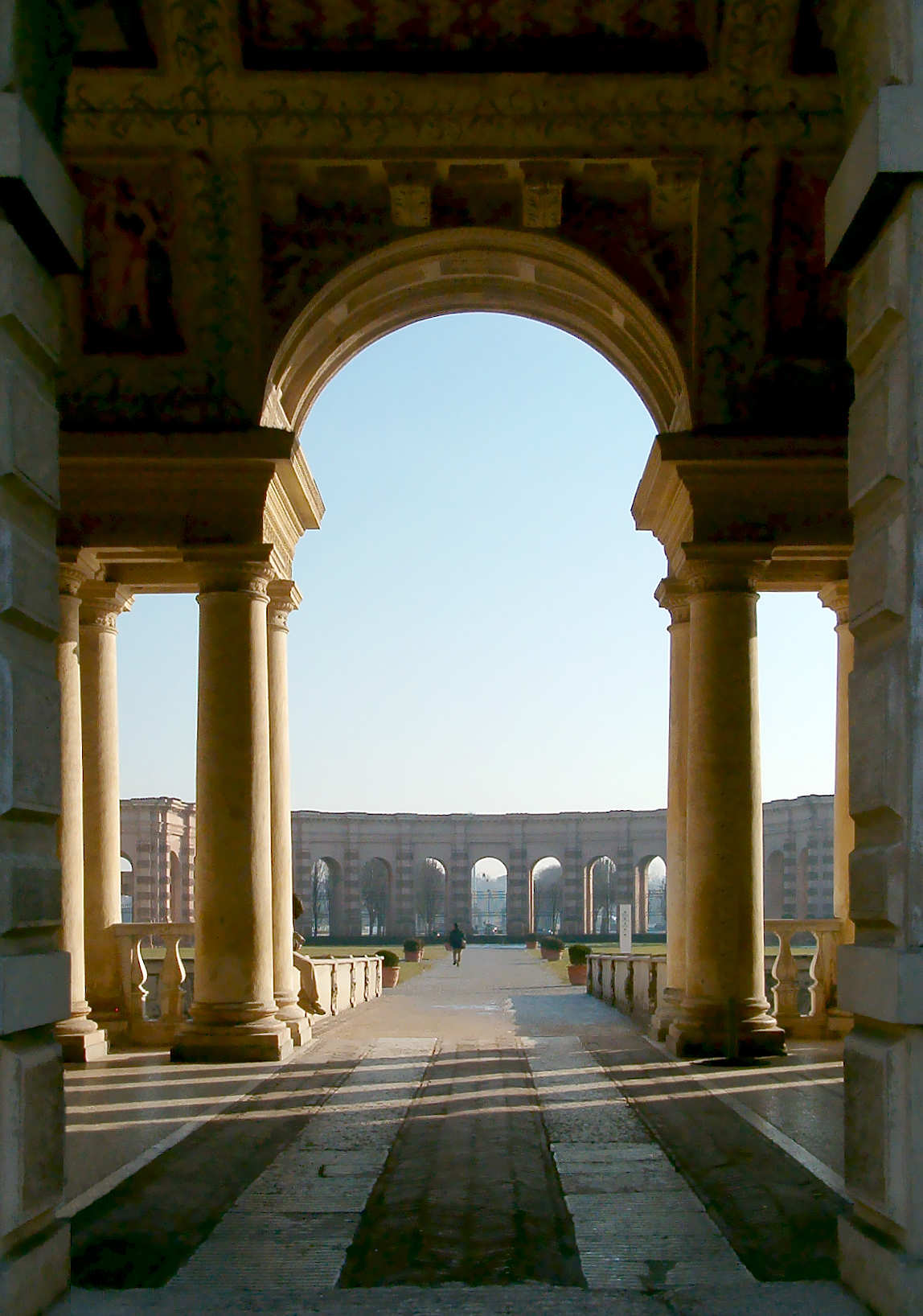
Палаццо дель Те, 1524—1534

- Триптих Фрари, 1488
- Мадонна с младенцем на троне со святыми Иаковом и Иеронимом, 1489
- Скуола Гранде-Сан-Джованни-Евангелиста, 1498
- Дворец Вик (около 1527)
- Дворец Карла V в Гранаде (1527—1535)

В 1537 году в Венеции была издана четвёртая книга «Общие правила архитектуры» из трактата «Семь книг об архитектуре Себастьяно Серлио из Болоньи», послужившая катализатором распространения мотива в европейской архитектуре. Серлио, как эклектик, обобщавший весь опыт современной на тот момент итальянской архитектуры, привёл в своей работе самые разнообразные версии серлианы, которые, благодаря популярности книги, стали быстро распространяться в практике архитекторов.

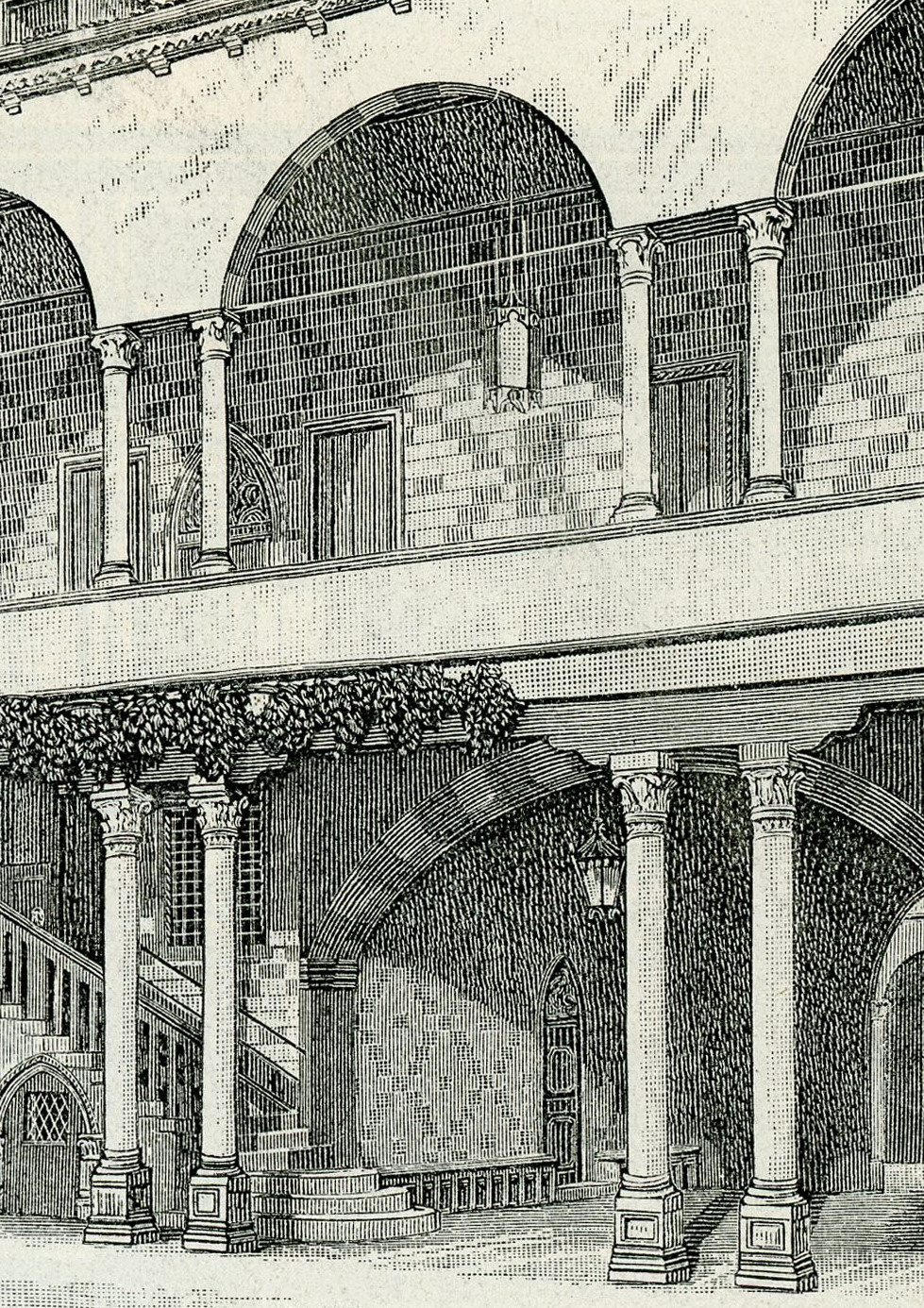
Лоджия Палаццо да Порто Коллеони в Виченце XV века, которая предположительно могла послужить прототипом для мотива в работах Себастьяно Серлио.

Среди серлиан, проиллюстрированных в четвёртой книге, имелись те, которые условно можно определить как «венецианские окна», поскольку они использовались в проектах зданий для Венеции, а на их конструктивно-художественные особенности повлияли традиции строительства области Венето. Композиции фасадов для двух венецианских дворцов в дорическом стиле, как писал Серлио, соответствовали «костюму Венеции» и серлианы в них выполняли важную композиционную функцию. Среди возможных прототипов для «венецианских» серлиан выделяют лоджию палаццо да Порто Коллеони в Виченце XV века, о которой Серлио был хорошо осведомлён, поскольку возвёл во внутреннем дворике палаццо к 1539 году деревянный театральный павильон. Три центральных пролёта лоджии образовывали схожую с серлианой композицию.
Себастьяно Серлио писал, что в Венеции «привычно строить совершенно иначе, чем во всех других областях Италии». Упомянутые выше проекты, по его словам, представляли «два способа строительства домов по венецианскому обычаю» и в точности отражали традиционное композиционное построение фасадов, как например, расположение небольших балконов: «на парадных фасадах венецианцы обожают размещать нечто среднее между окном и балконом, называемые в этом городе перголами». Данные окна-балконы или «перголы» в обоих проектах Серлио представляли собой серлианы, которые сам автор называл просто «окнами». Венецианский термин «перголо», первоначально связанный с алтарными преградами, изменил своё семантическое значение, став одновременно синонимом слову «балкон». Возможно, свою роль в этом сыграл серлианский мотив, поскольку в Венеции он одновременно играл роль и трёхсветного окна и балюстрады балкона. Винченцо Скамоцци в полном издании книг Серлио писал: «Балконы или перголы создавались, чтобы дышать свежим воздухом, наблюдать торжества и праздники прямо над каналами», и они придавали «величественный вид фасадам Венеции».
Серлио уделил значительную часть своего труда комментариям, поскольку пытался дать практические советы по применению приведённых им архитектурных деталей. Согласно зодчему, серлианский мотив относился к репертуару древней архитектуры или, скорее, к архетипу, и благодаря его применению архитекторы могут придать своему зданию «приличествующий вид». На основе этого серлиане придавалась и модернизирующая функция в отношении средневековой архитектуры. В седьмой книге своего трактата Серлио обращался к проблеме «перестройки старых домов». В одном из предложений по реконструкции Серлио использовал серлиану как центральный элемент при модернизации средневекового фасада с асимметричной композицией. По его мнению, таким образом можно было «облагородить» здание, построенное «в то время, когда хорошая архитектура была основательно забыта».
Серлио использовал серлианы как отдельный мотив, так и в последовательности. Сама композиция мотива в его интерпретациях могла применяться: а) без ордера; б) с ордером; в) как декоративный мотив. Серлианы первого типа отличались простотой, без использования архитравов, и в таком виде походили просто на три отверстия в толще стены. Видимо, такой вид серлианы стал «отправной точкой», а развитие мотива шло уже исключительно во взаимосвязи с ордерными композициями. Первый тип получил довольно широкое развитие в архитектуре XVI века, образовав отдельную группу, но уже в интерпретации Палладио. Второй тип с ордером был более вариативен: в нём изменялся способ комбинации архитравов и арки, а также использовались либо колонны, либо пилястры. Наиболее распространённым стал вариант, применённый в базилике Виченцы. Отдельную группу серлиан в четвёртой книге составляли те, которые Серлио использовал скорее как декоративный, чем архитектурный мотив, для украшения каминов. В шестой книге, изданной уже после переезда зодчего во Францию, встречались декоративные варианты серлиан для люкарн, созданные им с целью приспособить итальянские мотивы к специфике французского зодчества.

Варианты мотива в зарисовках Себастьяно Серлио
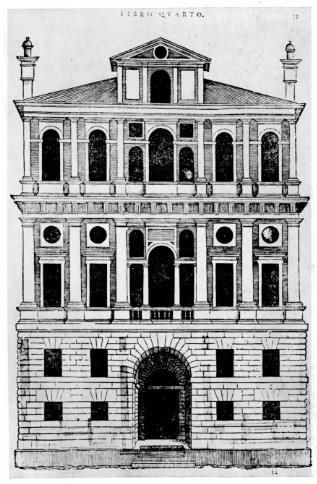
Проект палаццо для Венеции, Себастьяно Серлио, 1537
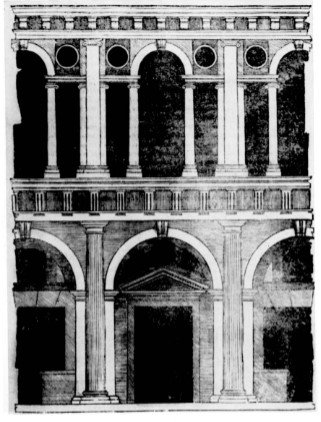
Проект палаццо для Венеции, Себастьяно Серлио, 1537
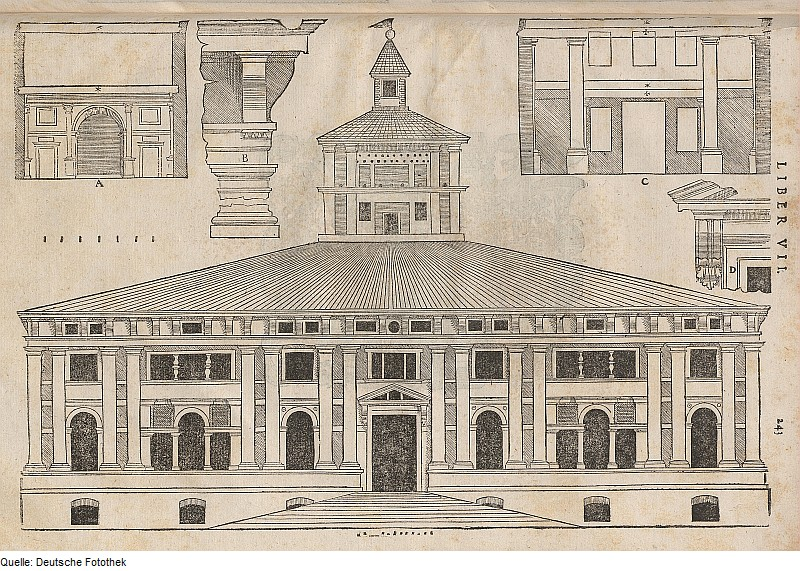
Вариант оформления окон по зарисовкам Серлио
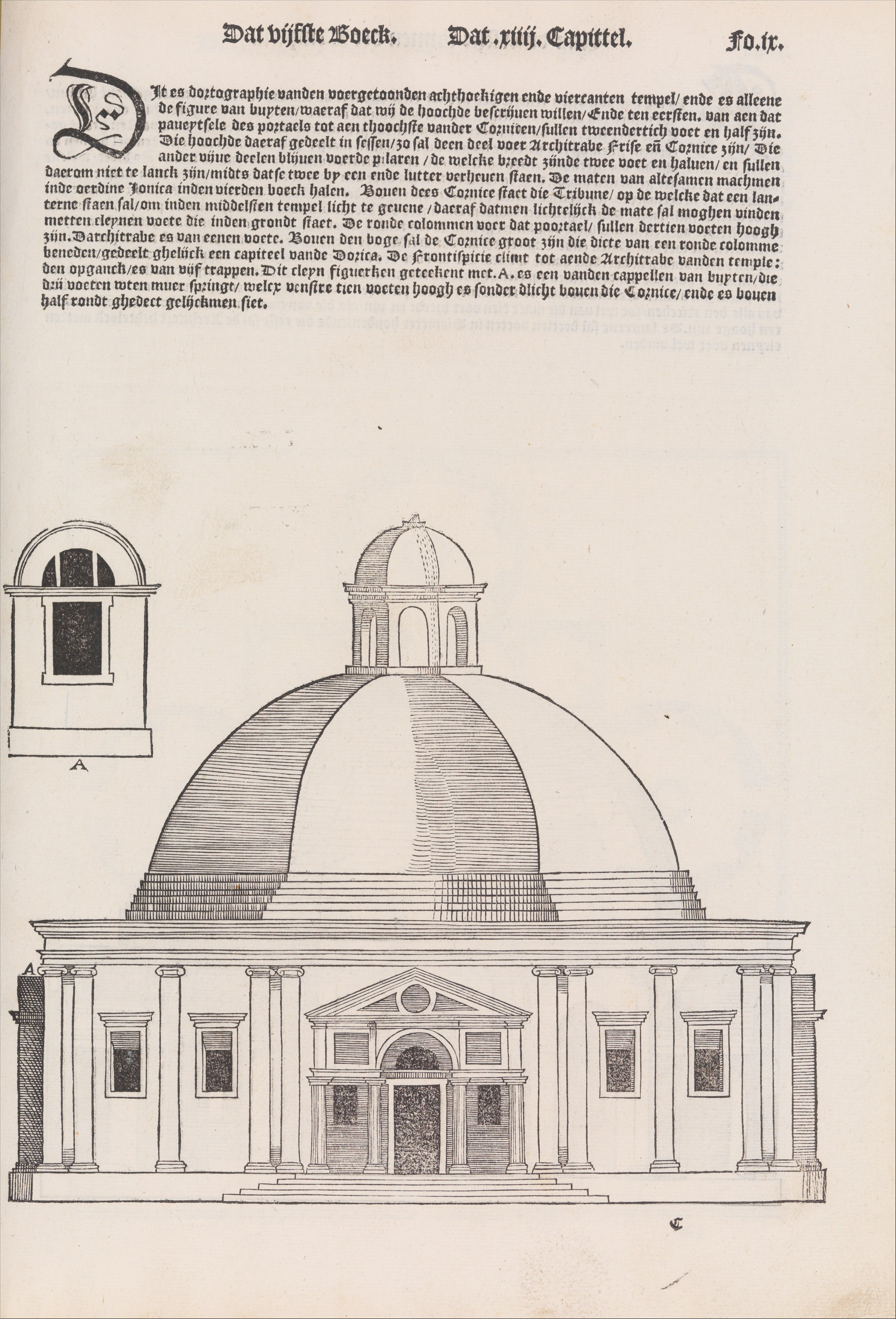
Вариант использования серлианы для оформления входного портала
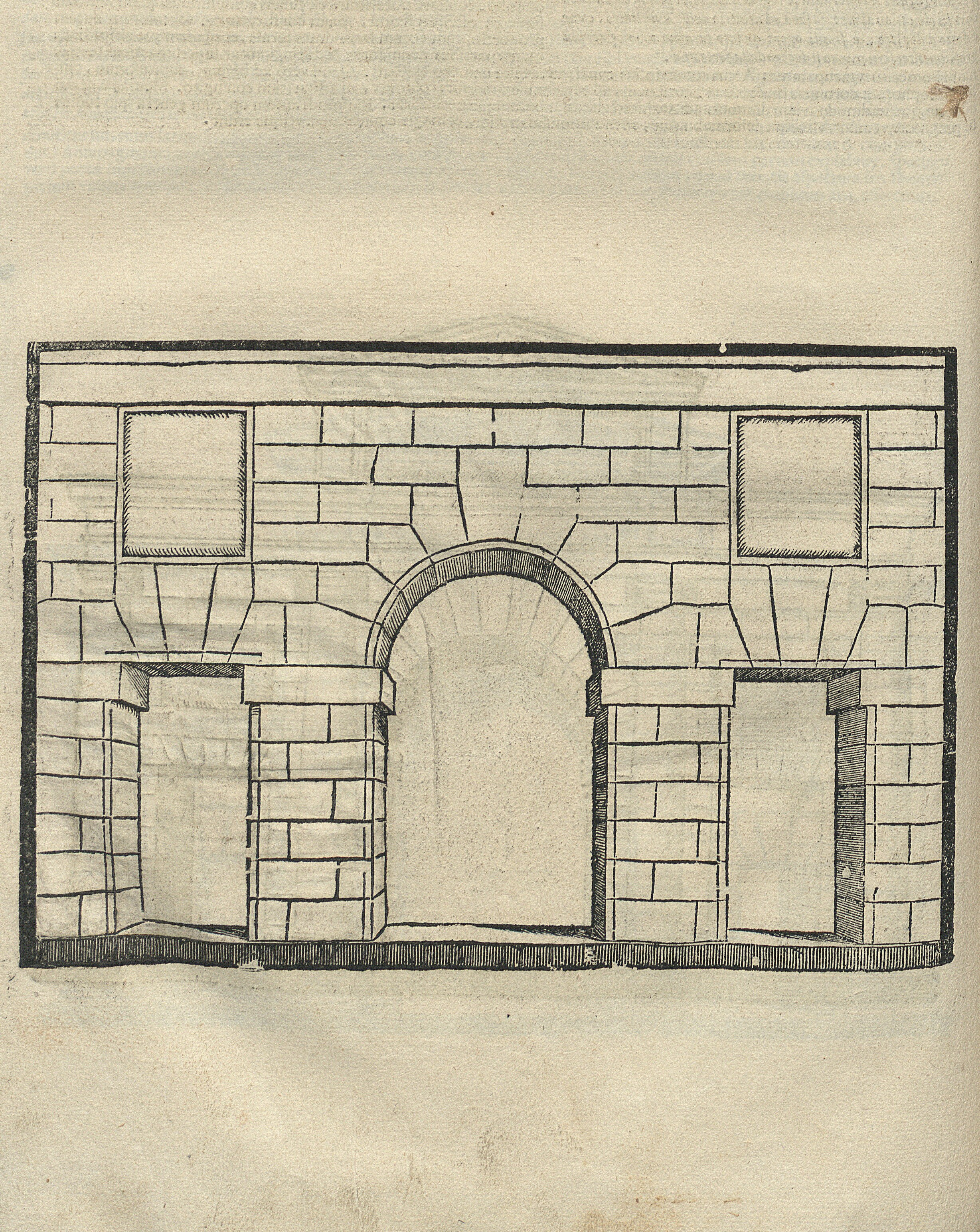
Элементарный вариант серлианы из зарисовок Серлио
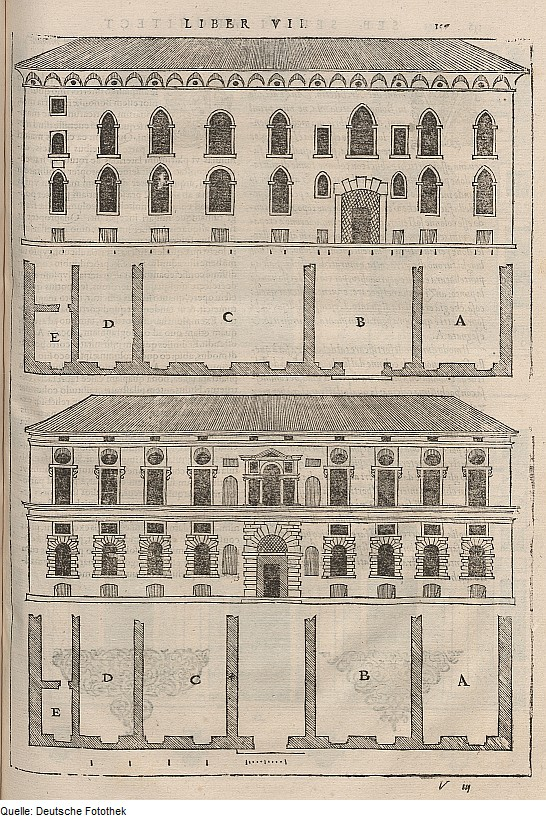
Вариант реконструкции средневекового фасада по Серлио, с использованием серлианы

Помимо теоретических трудов Себастьяно Серлио, распространению серлианы в Венето после 1537 года способствовала деятельность архитектора Якопо Сансовино. В здании библиотеки Марчиана (1537—1547) зодчий поместил ряд своеобразно интерпретированных серлиан по фасаду второго яруса. Не исключено, что чрезвычайно узкие пространства между колоннами и стенами отражали средневековые венецианские традиции. В интерьере библиотеки Сансовино прибегнул к серлианскому мотиву при оформлении двух окон на лестничной клетке в первом этаже. Зодчий использовал серлианы как обособленный мотив в фасаде церкви Сан-Джулиано (1553—1554), при этом проёмы были сделаны в толще стены, как до этого делал Рафаэлло в Риме. На боковых фасадах Лоджетты кампанилы собора Святого Марка архитектор представил любопытный вариант мотива, который производил впечатление компромисса между средневековым окном-трифорием и классической ренессансной серлианой.
Активно применял серлианский мотив и другой заметный венецианский зодчий Микеле Санмикели, придавший мотиву особенные характеристики, которые позже проявились вновь уже в творчестве Палладио. Простую композиционную схему серлианы Санмикели применил в оформлении фасада капеллы виллы Делла Торре в Фумане. Схожую композицию получили поставленные в ряд серлианы на дворовом фасаде палаццо Бевилаква в Вероне (1530). В палаццо Каносса (1532) Санмикели использовал мотив для оформления окон дворовых фасадов в верхнем этаже и в данном случае серлианы были применены в схеме так называемой «двойной арки». Архитектор использовал композиционные приёмы серлианского мотива и в более поздних венецианских работах. В палаццо Гримани ди Сан-Лука был дан скорее намёк на серлианы: в первом этаже центральная композиция не может именоваться серлианой, поскольку боковые проёмы устроены также арочной формы, но во втором этаже три центральных пролёта образовывали схожую с серлианским мотивом композицию (третий этаж был надстроен позже архитектором Джанджакомо де Гриджи). Отражение композиции мотива серлиан Малой Фарнезины в Риме можно было увидеть во дворе палаццо Корнер-Спинелли, предположительно возведённом по проекту Санмикели после 1542 года, то есть уже после отъезда Серлио во Францию.

Серлианы в архитектуре Позднего Возрождения
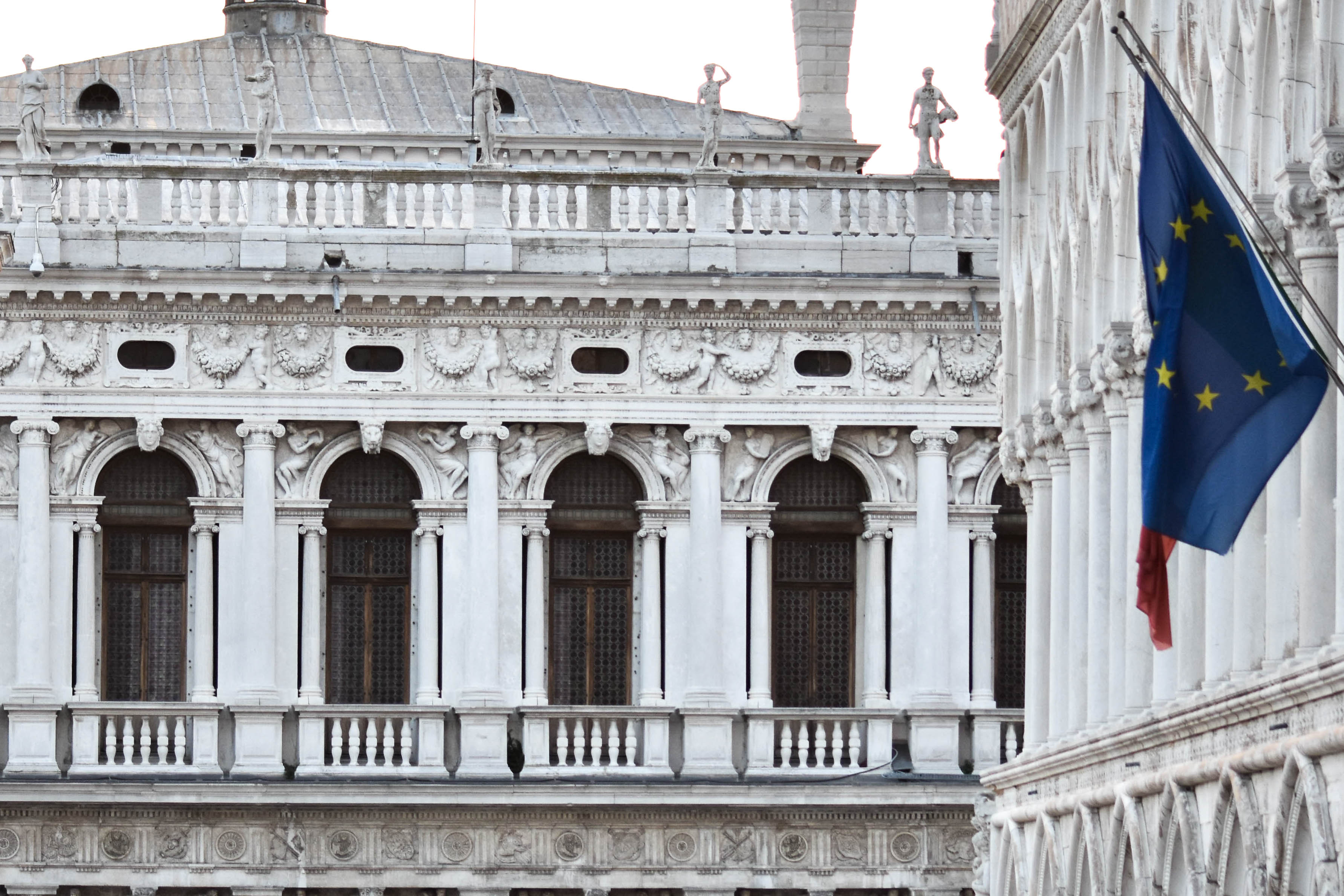
Библиотека Марчиана, 1537—1547
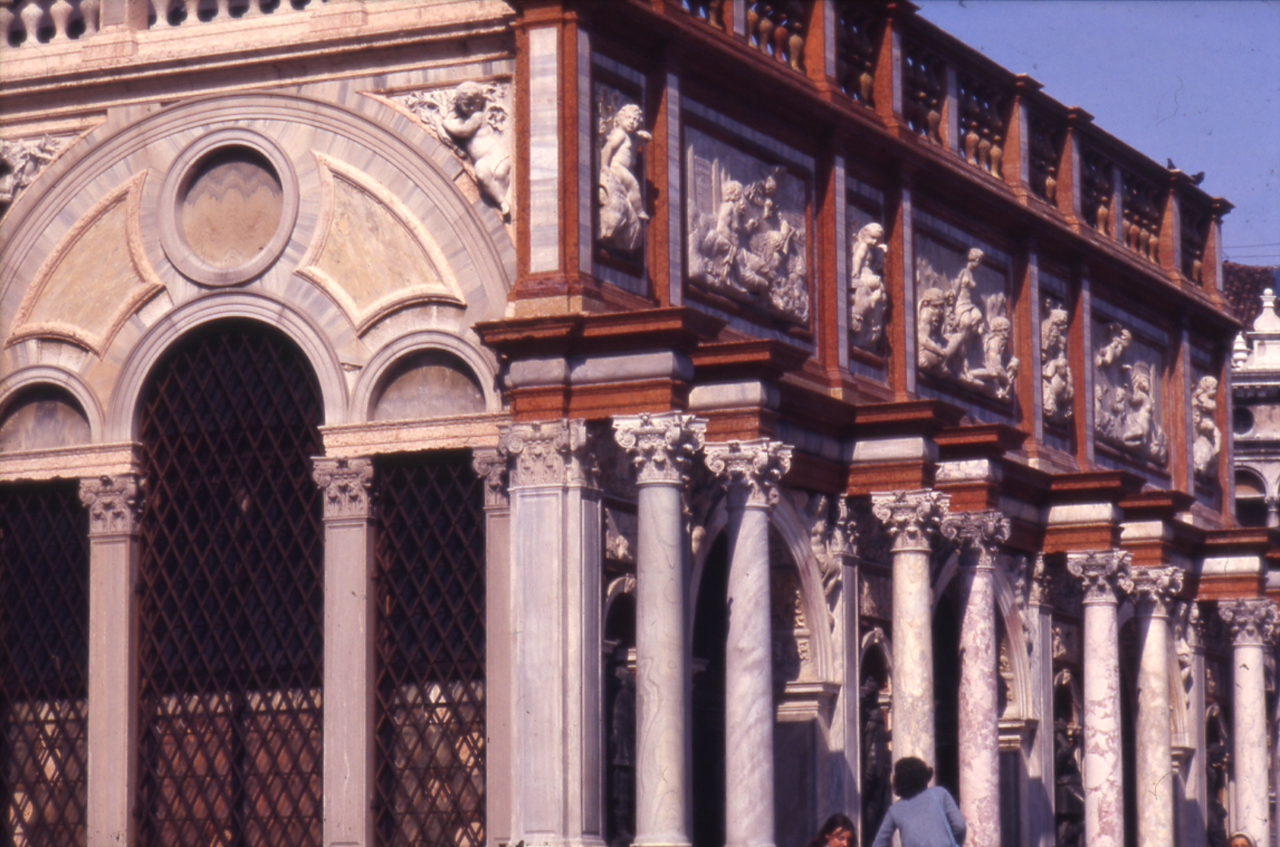
Лоджетта, 1537—1549
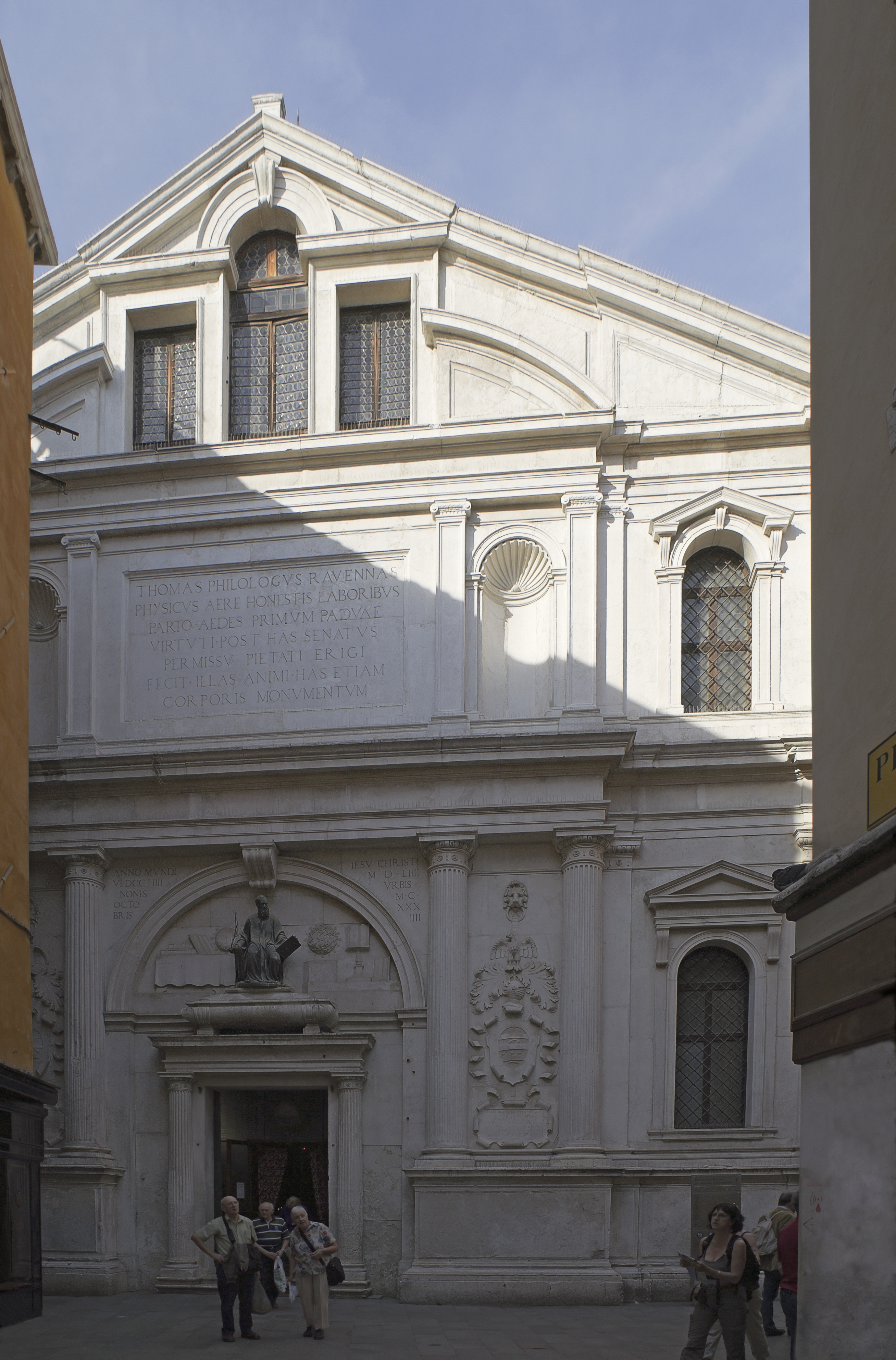
Церковь Сан-Джулиано, 1553—1554
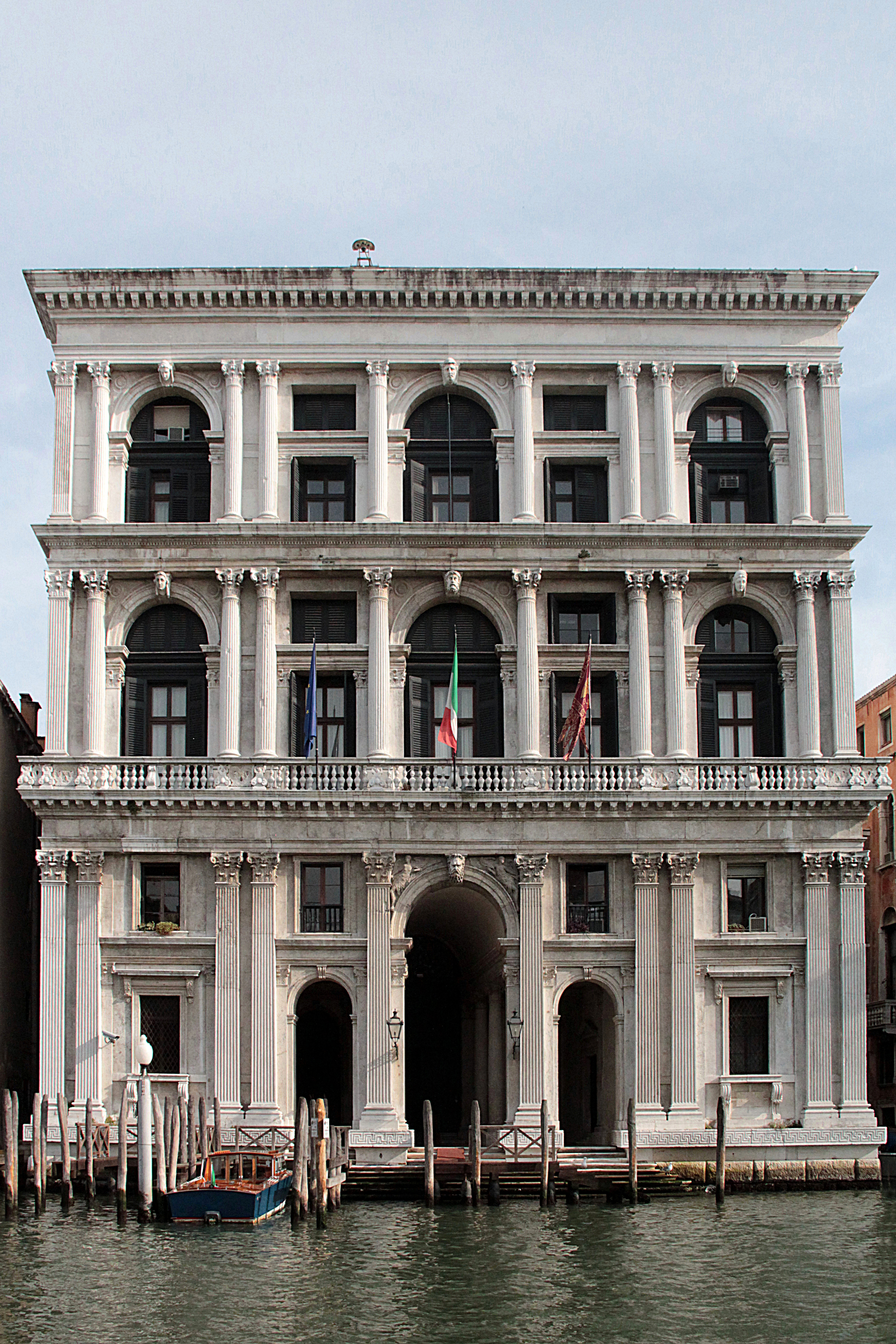
Палаццо Гримани ди Сан-Лука
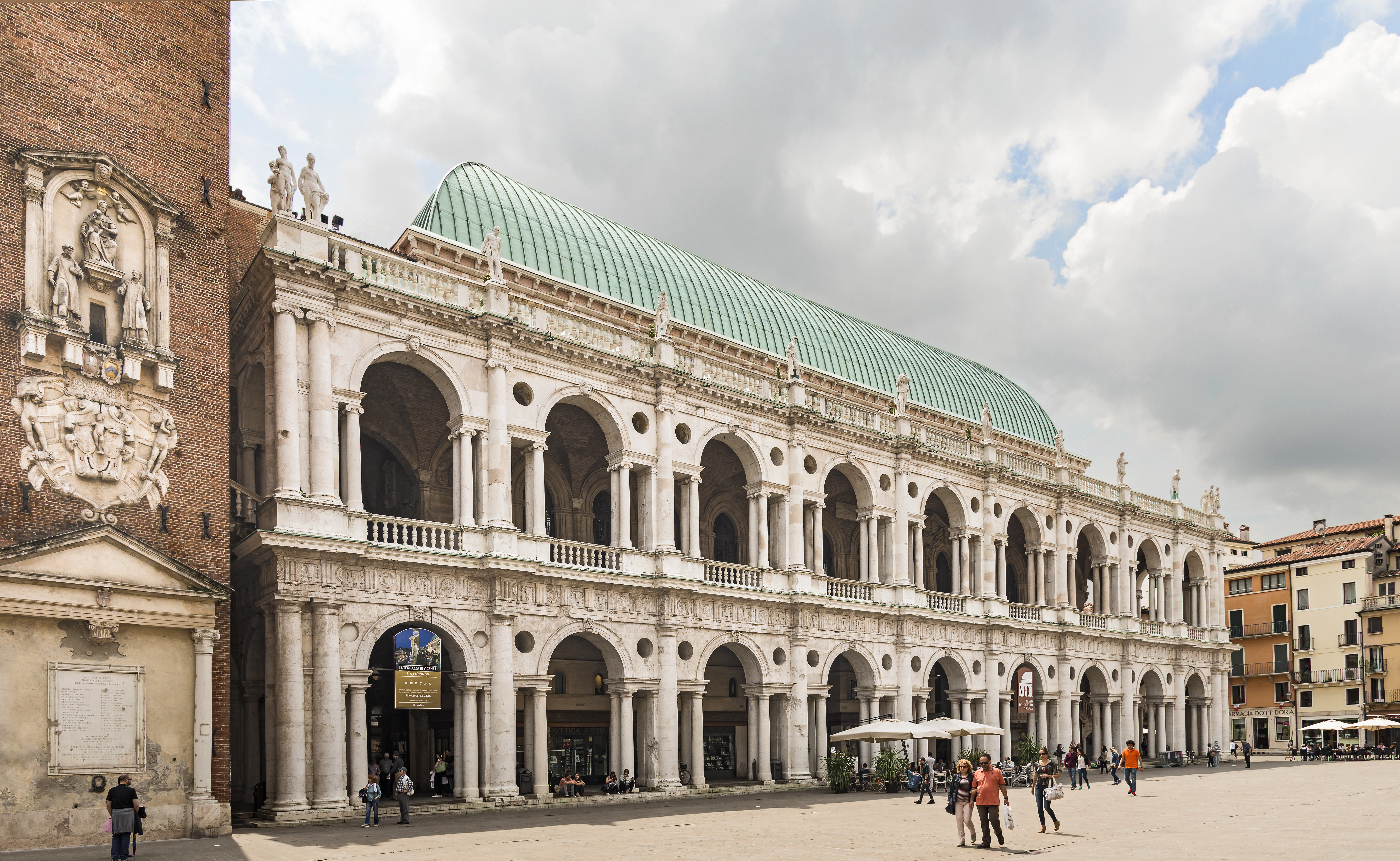
Базилика в Виченце

Андреа Палладио вывел практику применения серлианского мотива на новый качественный уровень, поскольку занимался как теоретическими изысканиями, так и архитектурно-строительной практикой. Зодчий ознакомился с античной версией серлианы в Риме, где смог сопоставить древний архетип мотива с версиями, представленными в трудах Себастьяно Серлио. Первоначально Палладио использовал серлианы в реконструкции терм Диоклетиана и других зарисовках. В данных проектах архитектор использовал серлианы для помещений с несколькими нефами и сводами, что было продиктовано конструктивными соображениями. Уже в период до 1550 года Палладио применил результаты своих теоретических опытов на практике. Одним из самых известных примеров стала Базилика в Виченце, где архитектор придал серлианам по-настоящему архитектурный характер, отказавшись от их декоративной функции. Вся композиция здания оказалась построена на многократном повторении одного мотива, органично связанного с ранее существовавшим готическим строением типично венецианского облика. Таким образом, благодаря чрезвычайно ярким эффектам светотени, порождённым пластикой архитектурных форм, зодчему удалось переложить серлиану на свой лад, образно говоря, создать уже «палладианский мотив».
В Палаццо Тьене (1550—1551) Палладио применил мотив в оформлении помещения под аркой центрального проезда, где расположил два параллельных ряда колонн, соединённых по потолку сложными крестообразными сводами и перемычками — со стенами. На торцовых стенах помещения «слепые» серлианы создавали характерные силуэты мотива, отмеченные полуколоннами и аркой, выполненными из неотёсанного камня. Палладио объяснял применение колонн в помещении практическими соображениями: они могли поддерживать потолки, поэтому выступали дополнительной системой опор для сводов. По-иному архитектор применил мотив в оформлении боковых комнат Палаццо Порто в Виченце. Образец серлиан здания был представлен в зарисовке второй книги из трактата зодчего «Четыре книги об архитектуре». Использование колонн в композиции Палладио опять же объяснял практическими соображениями: колонны выполняли роль опор для верхнего этажа.
Таким образом, Палладио придумал использовать серлианский мотив в проектировании интерьера, используя его конструктивные возможности. В Вилле Пизани в Монтаньяне строительная система сводов, основанная на серлианском мотиве, позволила архитектору достичь желаемой высоты интерьера, при этом вся эта система обеспечивала, помимо прочего, устойчивость как самого помещения, так и расположенного выше этажа. Технические свойства конструкции имели решающее значение для применения Палладио колонн в крупных помещениях, а также в других зданиях. Зодчий писал, что именно поэтому использовал схему в парадном проходе Палаццо Барбаран да Порто.
Палладио использовал серлиану не только в интерьерах. В лоджии Палаццо Дель Капитанио в Виченце мотив был применён как в интерьере, так и для оформления окон торцевых фасадов второго этажа. В интерьерах церкви Иль Реденторе серлиана была использована при оформлении точки перехода нефа в алтарное пространство. Масштаб мотива напоминал монументальную серлиану во дворце Диоклетиана и отсылал к алтарным преградам раннехристианского периода. Изложенные примеры не исчерпывают перечень интерпретации мотива архитектором. Палладио также использовал серлиану для оформления порталов, трёхсветных окон (первоначальный проект Виллы Ангарано), как обособленный мотив, так и в последовательности.

Серлианский мотив в постройках Андреа Палладио
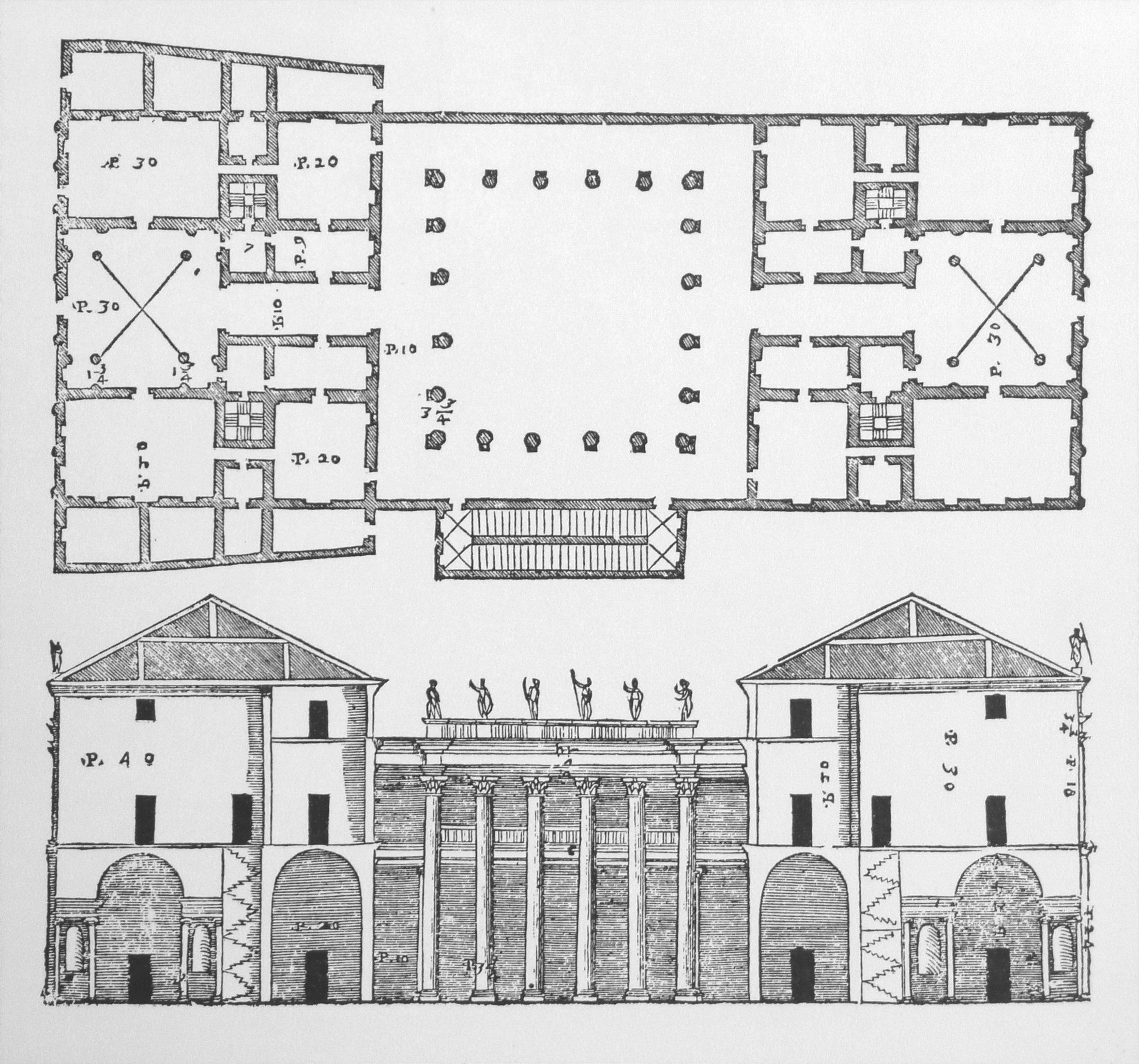
План и поперечный разрез Палаццо Порто в Виченце
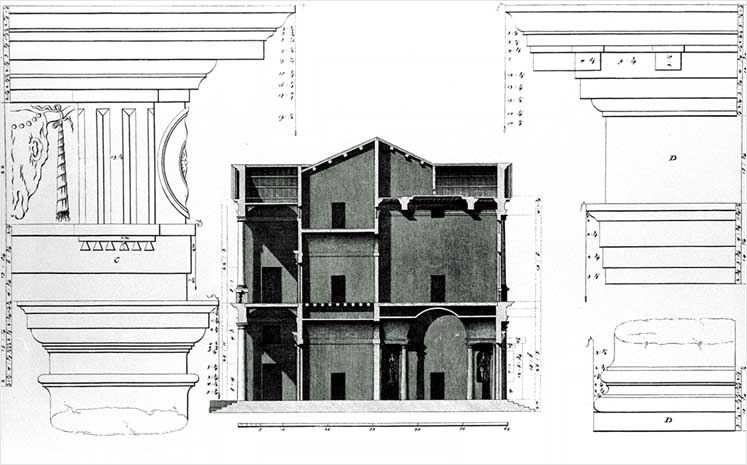
Поперечный разрез Виллы Пизани в Монтаньяне
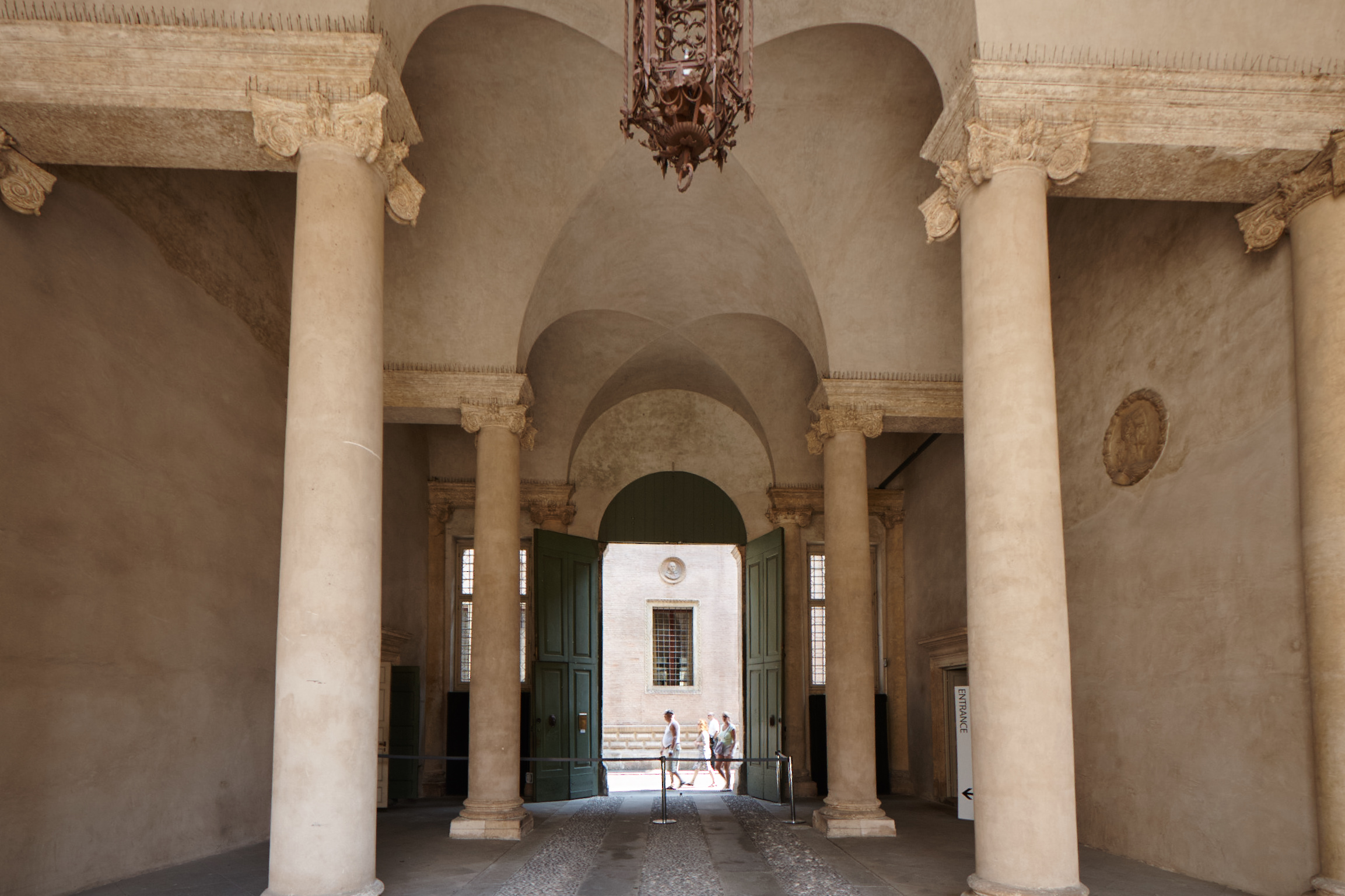
Палаццо Барбаран да Порто
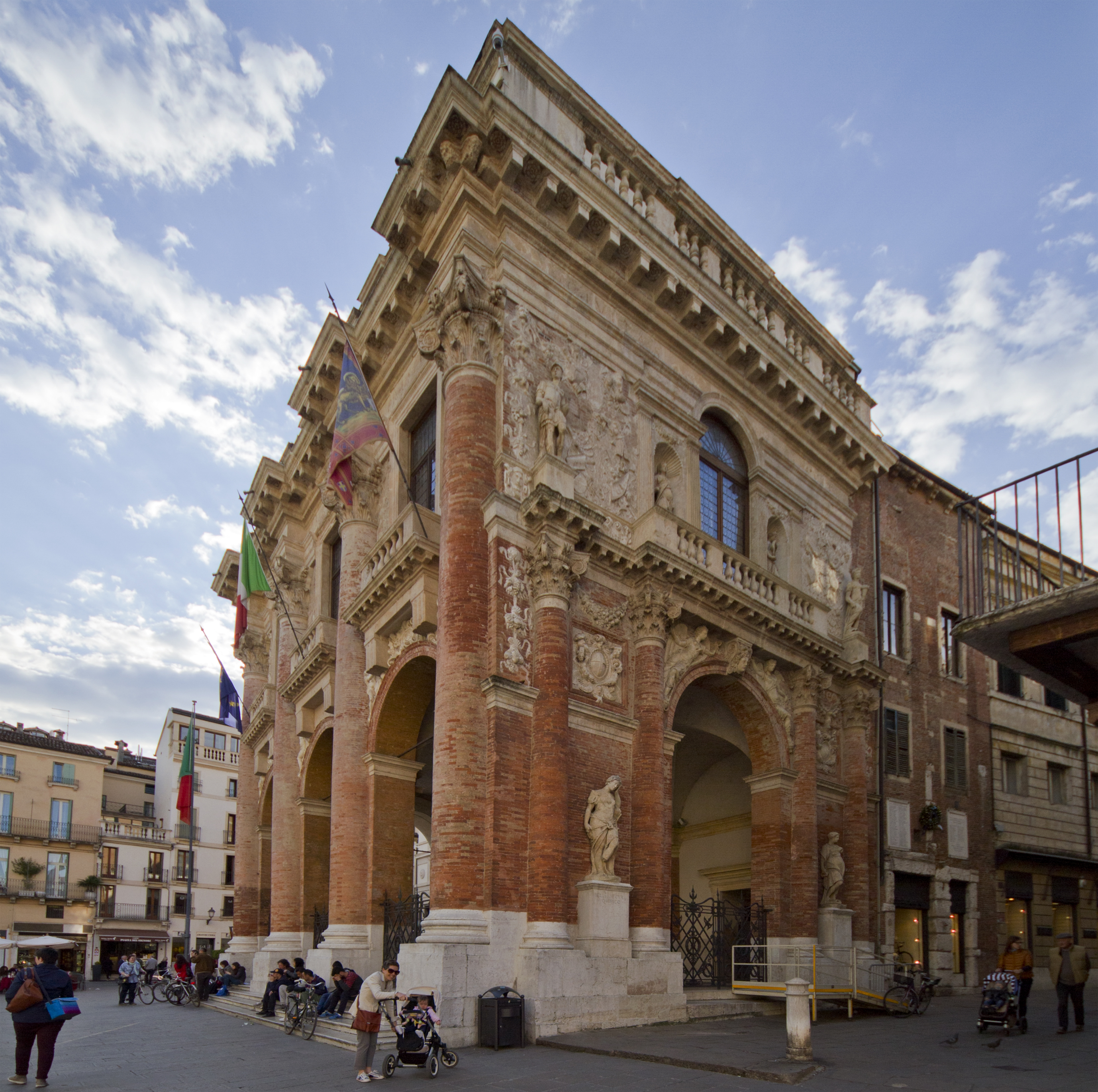
Палаццо Дель Капитанио в Виченце
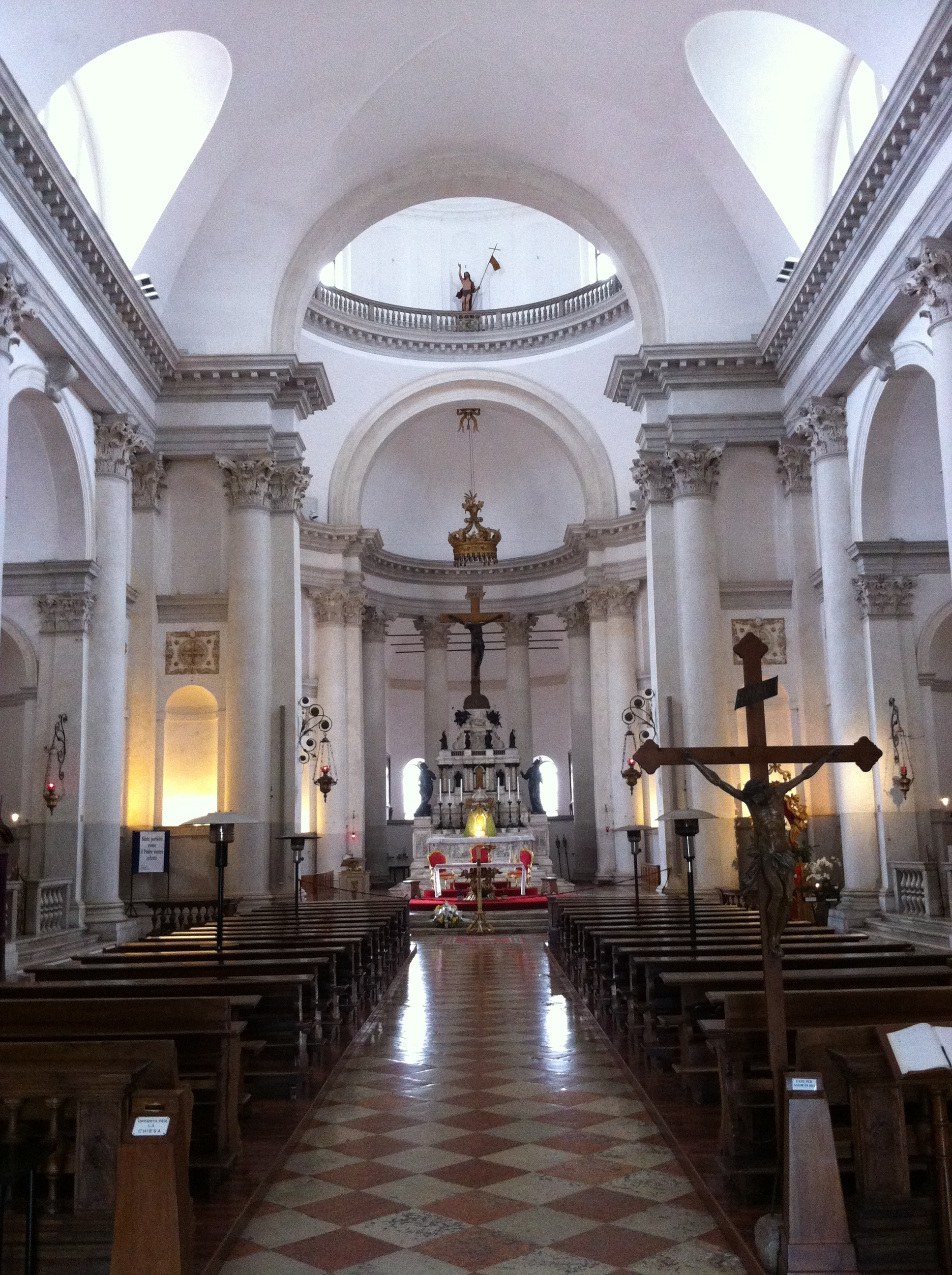
Интерьер церкви Иль Реденторе

В практике Палладио серлианский мотив можно разделить на три условные группы. Отличительным признаком первой группы являлось наличие так называемой «двойной арки», то есть арки, которая очерчивала сверху все три проёма, при этом ширина боковых проёмов соответствовала ширине архивольта. Данный вариант не встречался у Себастьяно Серлио и был разработан Палладио (хотя данный вариант и встречался в практике архитекторов Высокого Возрождения, по всей видимости именно Палладио дал ему наибольшее развитие). Первый тип серлианы был представлен в нескольких нереализованных ранних проектах архитектора, а наиболее наглядно его можно наблюдать в архитектуре Виллы Пояна (1548—1549).
Вторая группа серлиан характеризовалась своей простотой. Данные серлианы представляли собой просто проёмы в толще стены и были либо лишены архитектурных деталей, либо имели минимальное их количество. Данный вид мотива был представлен в тройном проёме, через который пространство атриума в палаццо Барбаран да Порто соединялось с внутренним двориком. В данную группу входит и окно в форме серлианы на заднем фасаде Виллы Годи.
Третью группу составляли серлианы, соединённые с большим ордером. Палладио применял такие серлианы в нереализованных проектах фасада базилики Сан-Петронио и других проектах.

Серлианский мотив в архитектуре вилл Андреа Палладио
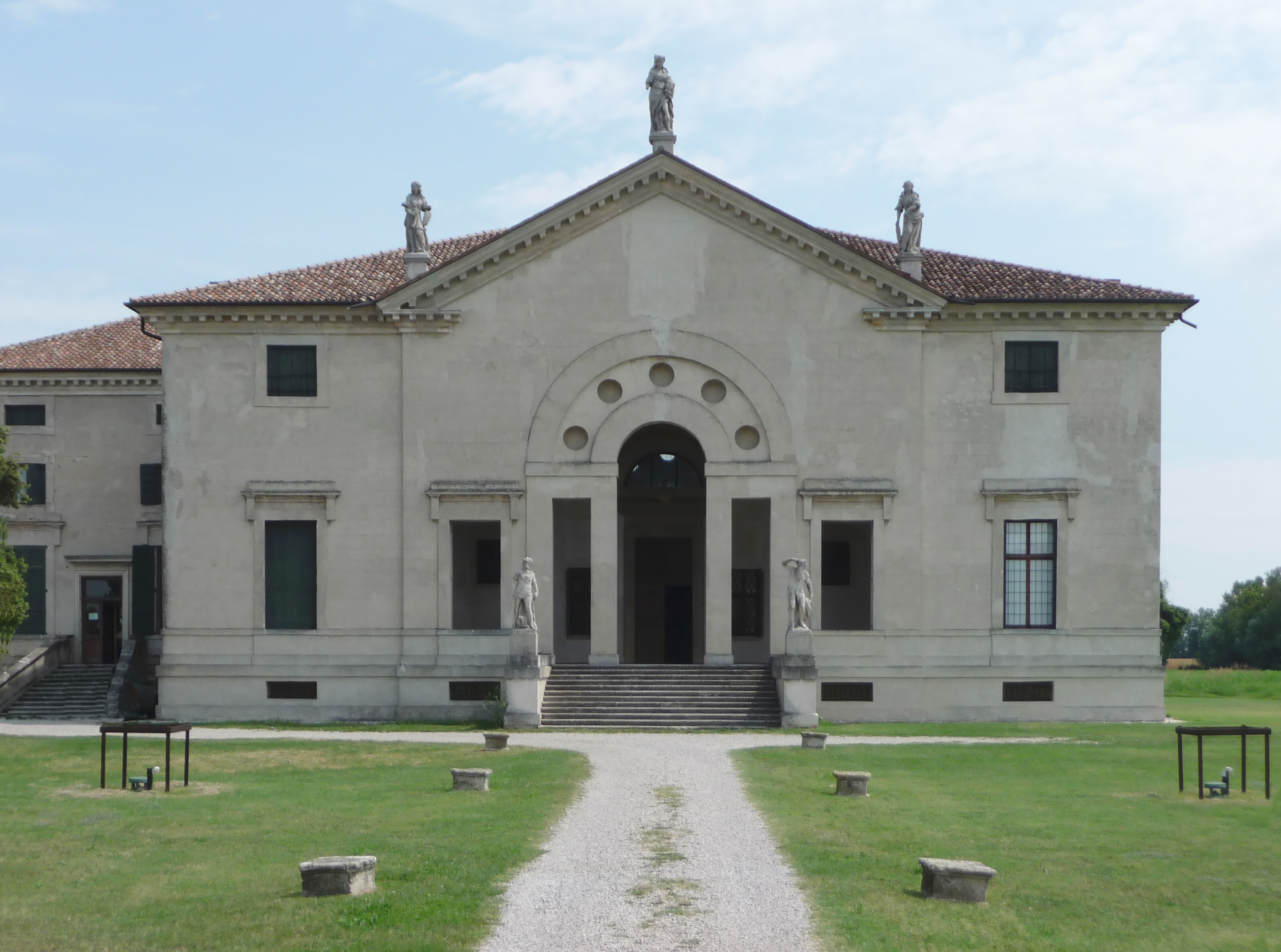
Вилла Пояна, 1548—1549
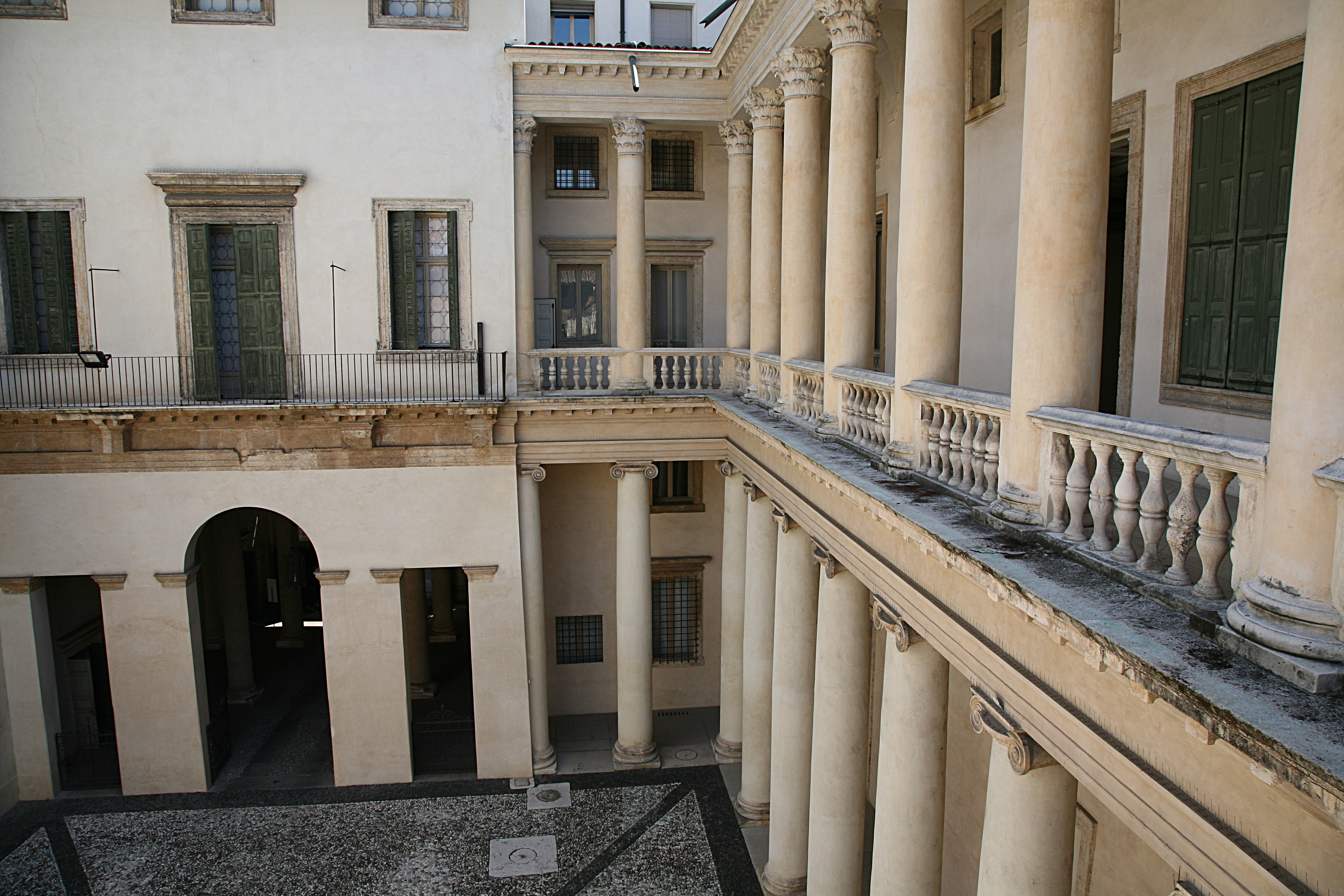
Палаццо Барбаран да Порто
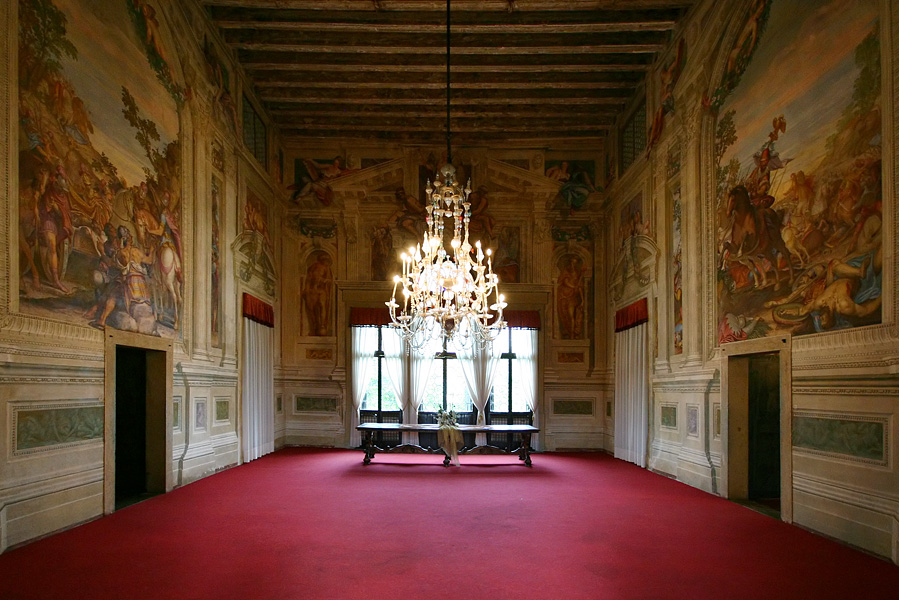
Вилла Годи
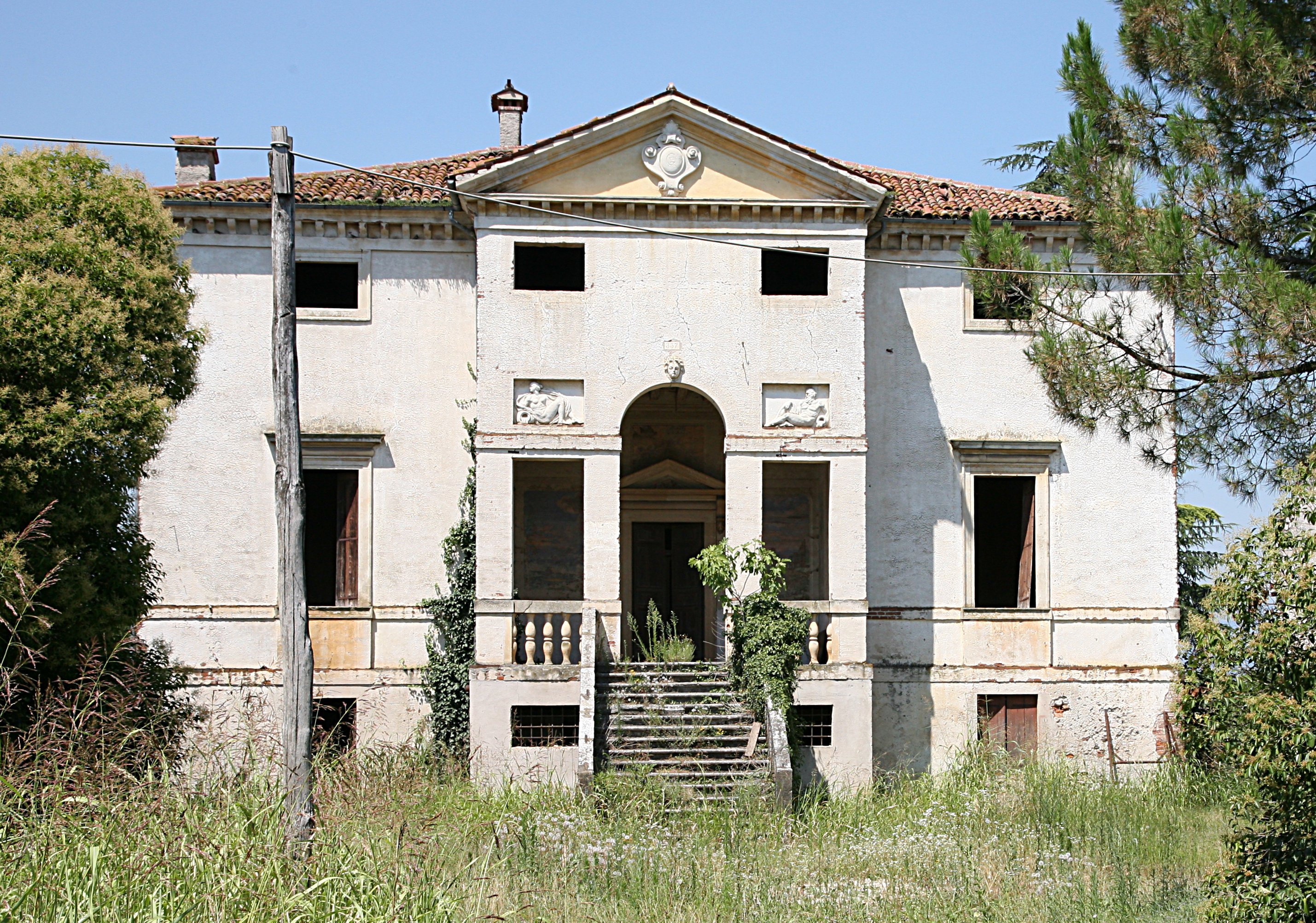
Вилла Форни Черато
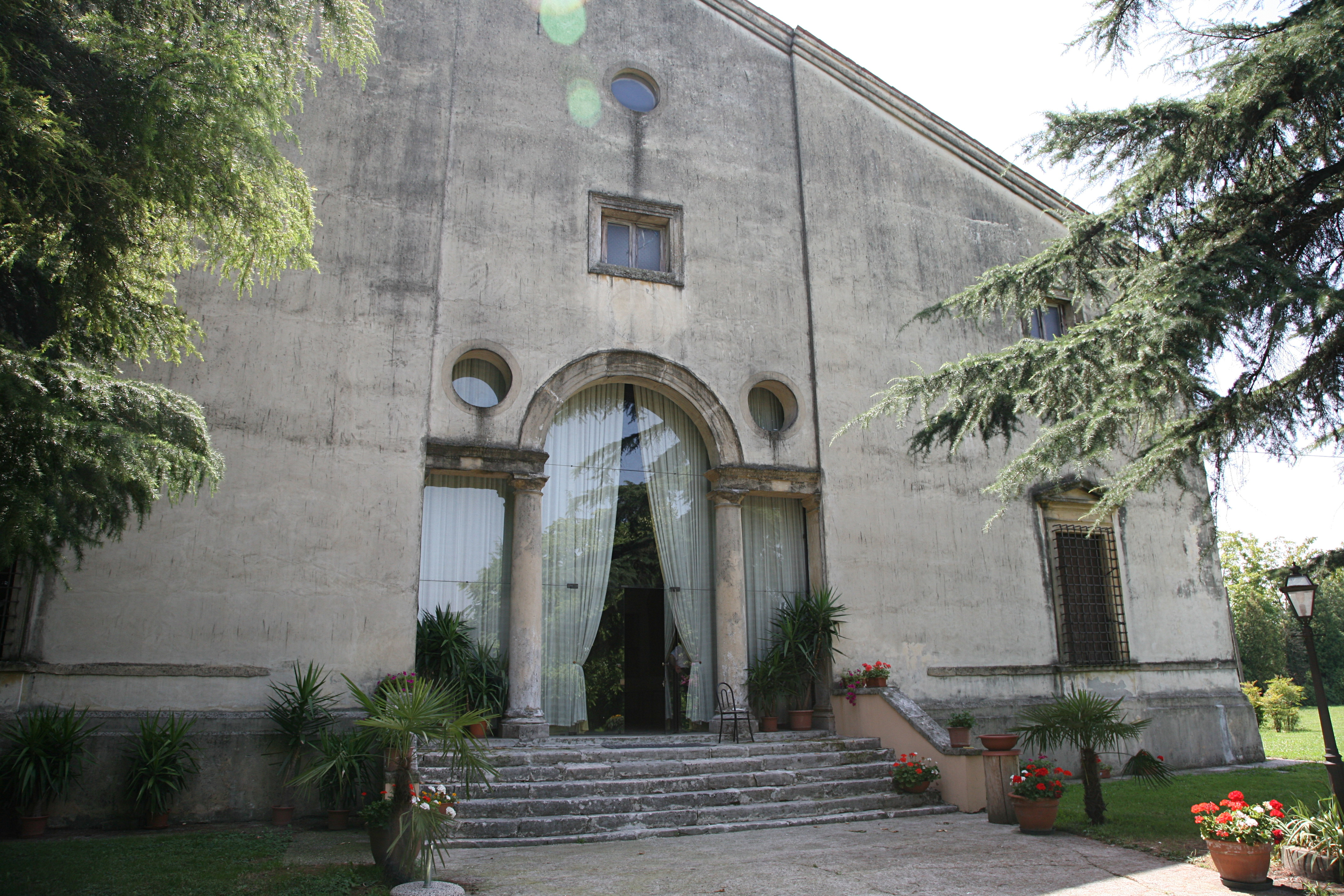
Вилла Вальмарана

После отъезда Себастьяно Серлио ко двору Франциска I серлианский мотив получил распространение в архитектуре французского ренессанса. В Фонтенбло заказчиком архитектора стал феррарский кардинал Ипполито д’Эсте, для которого зодчий в короткий срок возвёл особняк, получивший название «Большой Феррарец» (1544—1546), ныне разрушенный. В центральной части лоджии особняка Серлио поместил серлианский мотив. Характерные примеры использования мотива были представлены в постройках французской религиозной архитектуры XVI века: клуатре собора Нотр-Дам в Лане, фасаде северного трансепта собора Нотр-Дам в Родезе, авторство которого приписывают Филандеру. В провинциальной архитектуре характерным примером стал отель тулузского купца Ассеза, построенный Николя Башелье в 1555—1557 годах.
Представленные выше примеры использования серлианы носили декоративный характер, но версия мотива, использованная Пьером Леско в западном крыле Луврского дворца (1546—1555), несомненно несла в себе имперскую символику, унаследованную от использования детали в Древнем Риме. В церемониальном Зале Кариатид на первом этаже серлиану составляли огромная центральная арка с двух сторон поддерживавшаяся группами из четырёх каннелированных колонн дорического ордера, фланкированных двумя прямоугольными пролётами. Символизм всего ансамбля залы и сочетание архитектурных форм, создававших впечатляющий выход для короля из парадных покоев, рассматриваются учеными как часть имперских устремлений Генриха II.
Серлианский мотив также появился в зарисовках Жака Андруэ Дюсерсо, в частности в его трактате «Книга архитектуры» (1559).

Серлианский мотив в архитектуре французского ренессанса
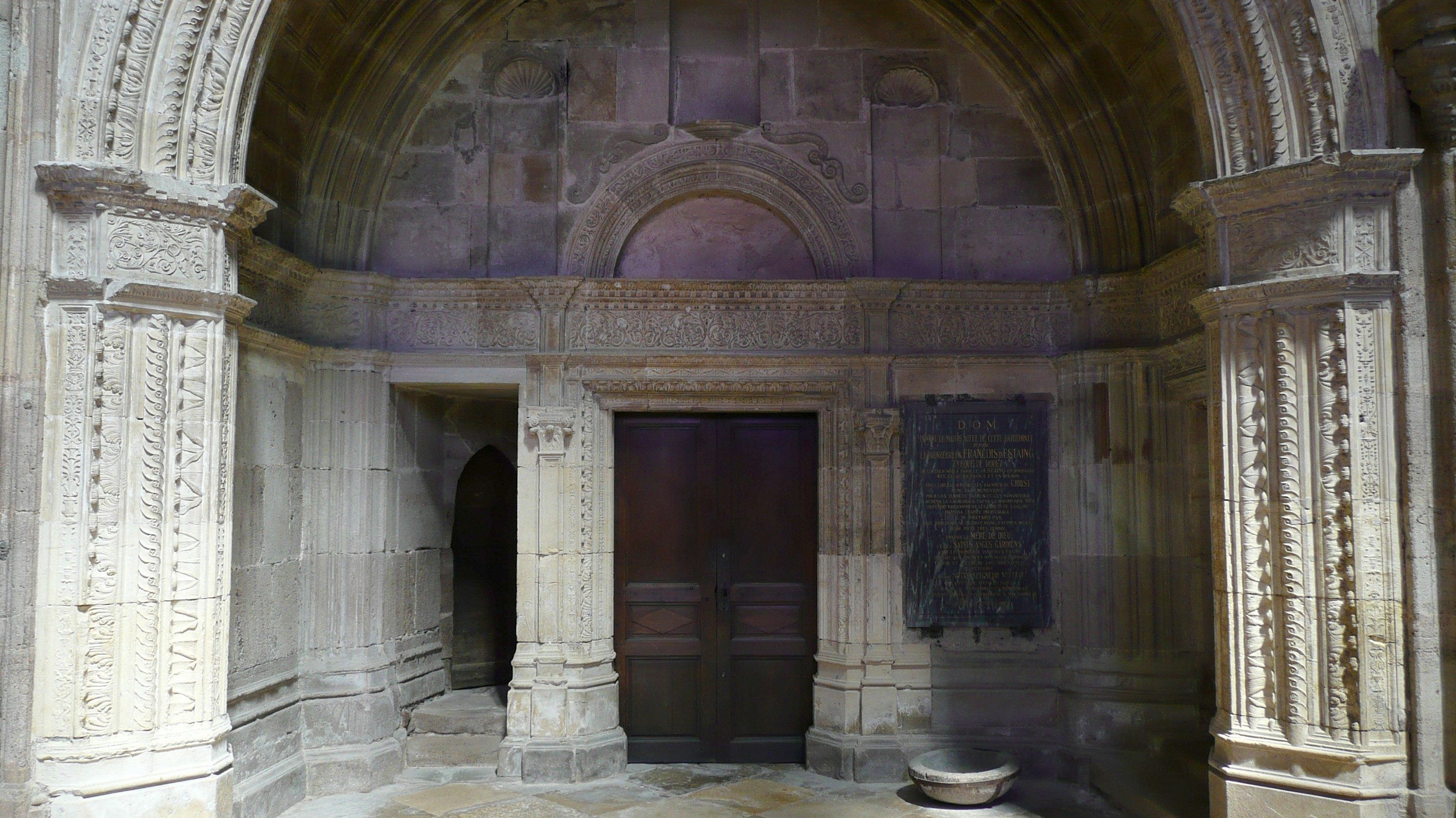
Собор Нотр-Дам в Родезе
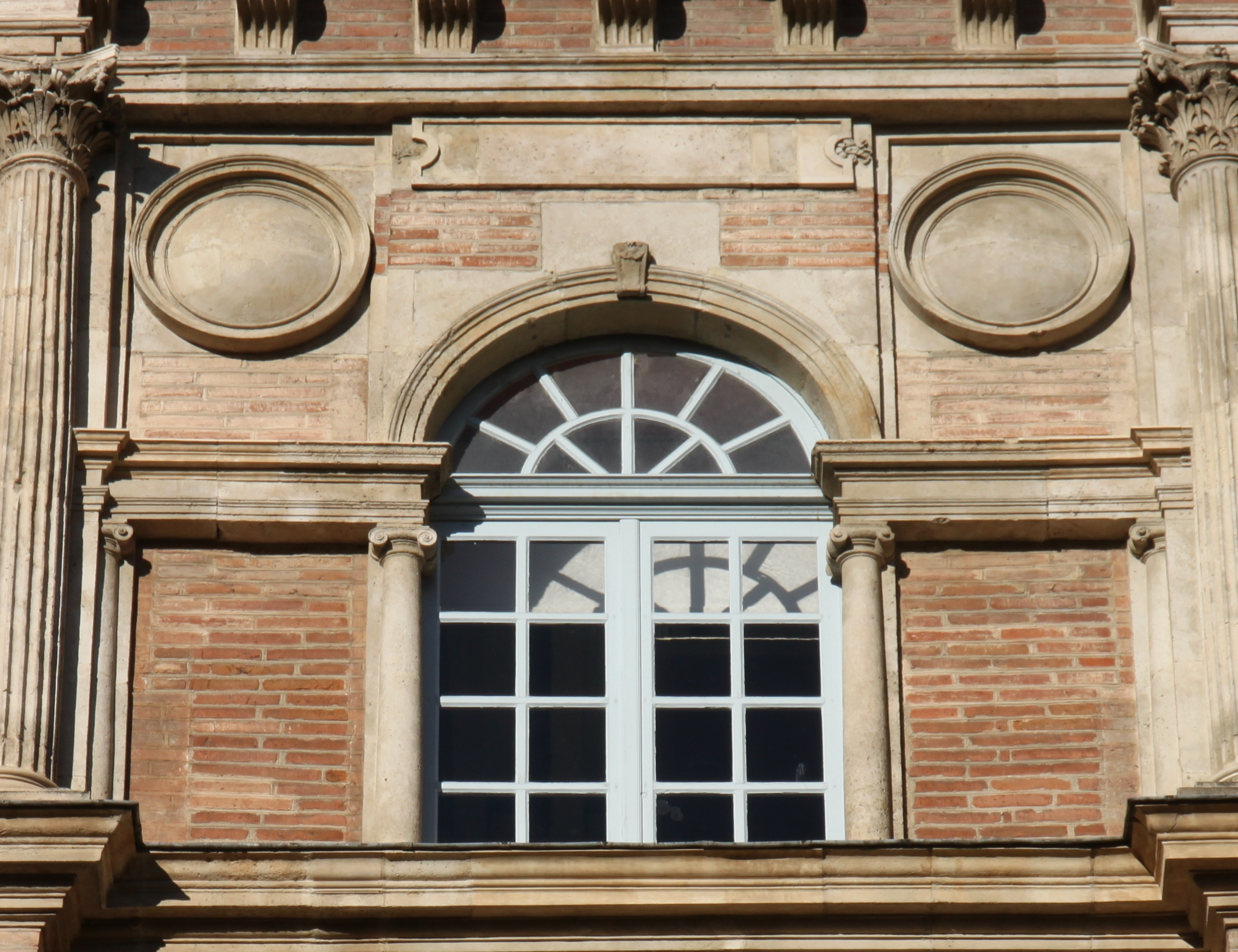
Серлианское окно отеля Ассеза, 1555—1557
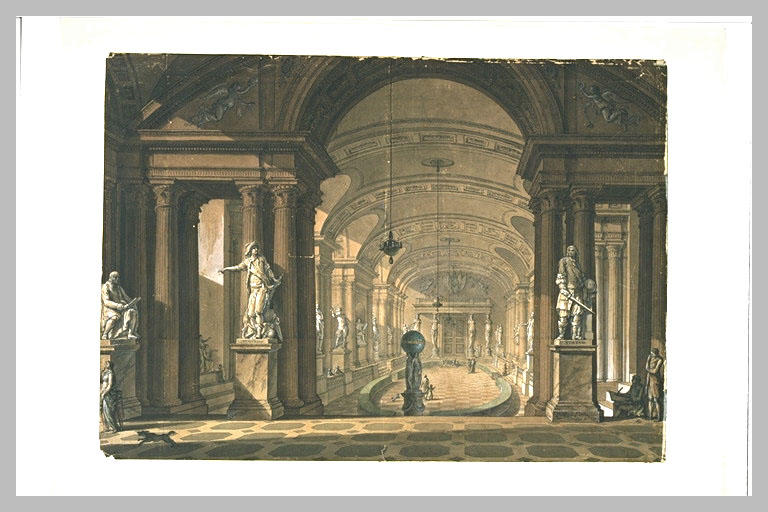
Зал Кариатид, Луврский дворец, 1546—1555
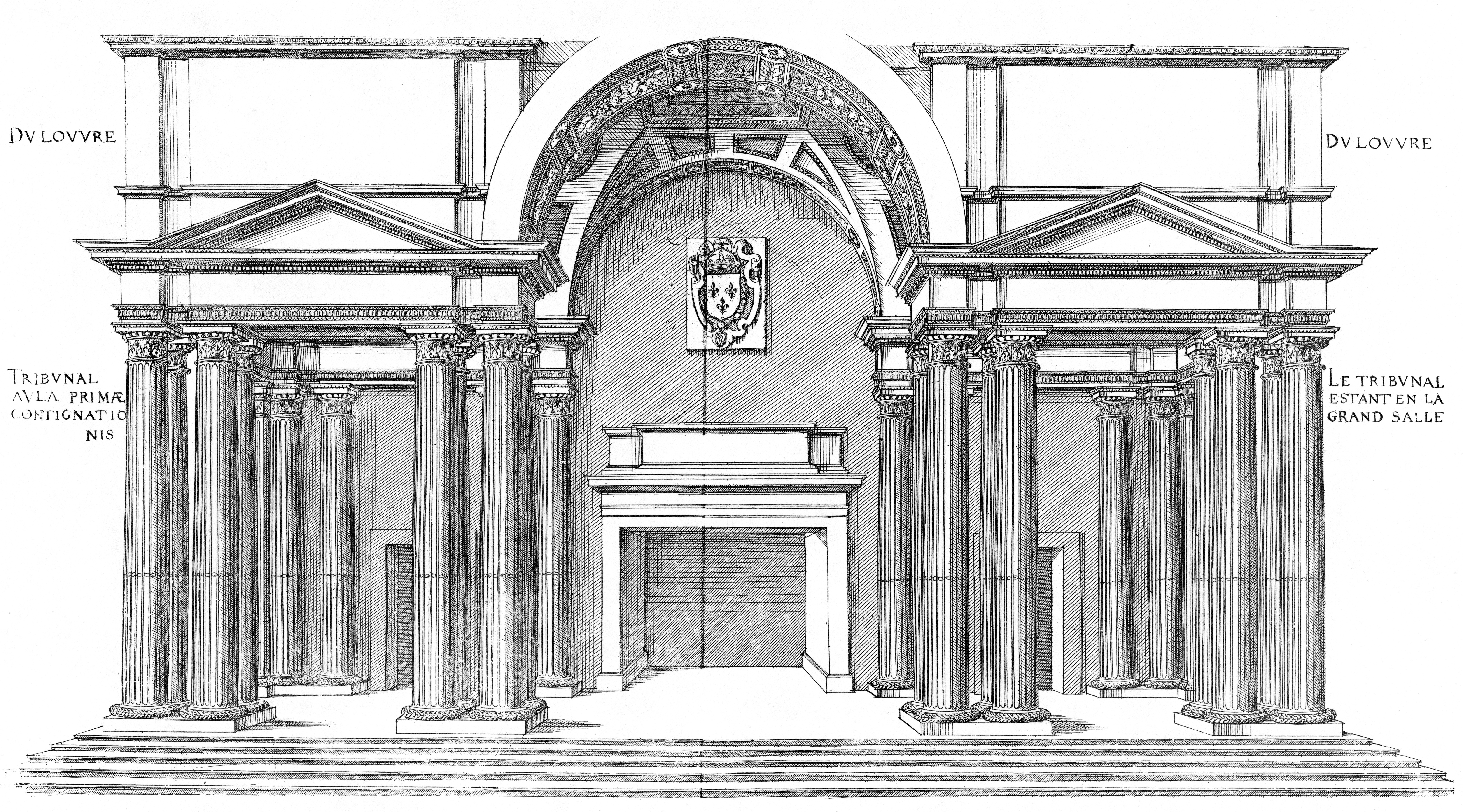
Зарисовка Жака Андруэ Дюсерсо

### Новое время
В итальянской архитектуре XVII—XVIII века серлиана часто использовалась как отдельный архитектурный элемент. Мотив мог выступать центральным элементом фасада церквей (фасад Базилики Сан-Бернардино, XVIII век), а также палаццо и вилл. В экстерьере он применялся для оформления входных порталов (палаццо Грасси в Венеции, 1748—1772, Джорджо Массари); лоджий (Вилла Контарини); или окон (иногда с балконом, но чаще без него). В интерьере мотив часто применялся в парадных залах, а также при оформлении внешних и внутренних лестниц, как на Вилле Редзонико в Бассано XVIII века.
Со временем мотив претерпевал конструктивные изменения: на фасаде Святилища в Саронно XVII века, на Вилле Массари в Истране XVIII века и во многих других случаях боковые пролёты, примыкавшие к арке, становились настолько большими, что представляли собой уже два дополнительных самостоятельных окна. Композиционная связь между тремя пролётами позже стала усиливаться причудливыми декоративными волютами, как в палаццетто Бассани в Виченце XVIII века. В фонтане Треви и Палаццо Кариньяно серлианский мотив был соединён с полукупольной нишей.

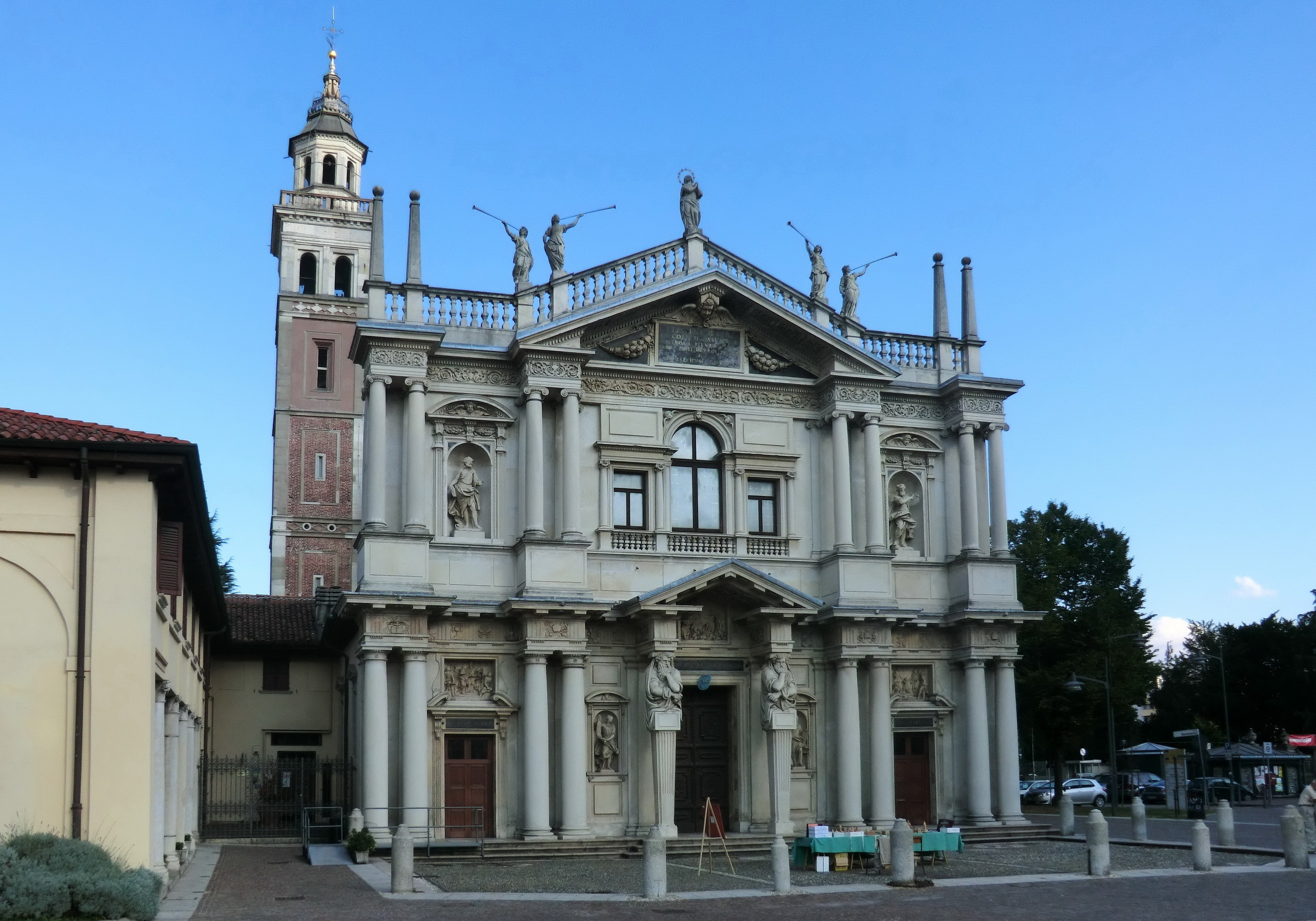
Фасад Святилища в Саронно, XVII век
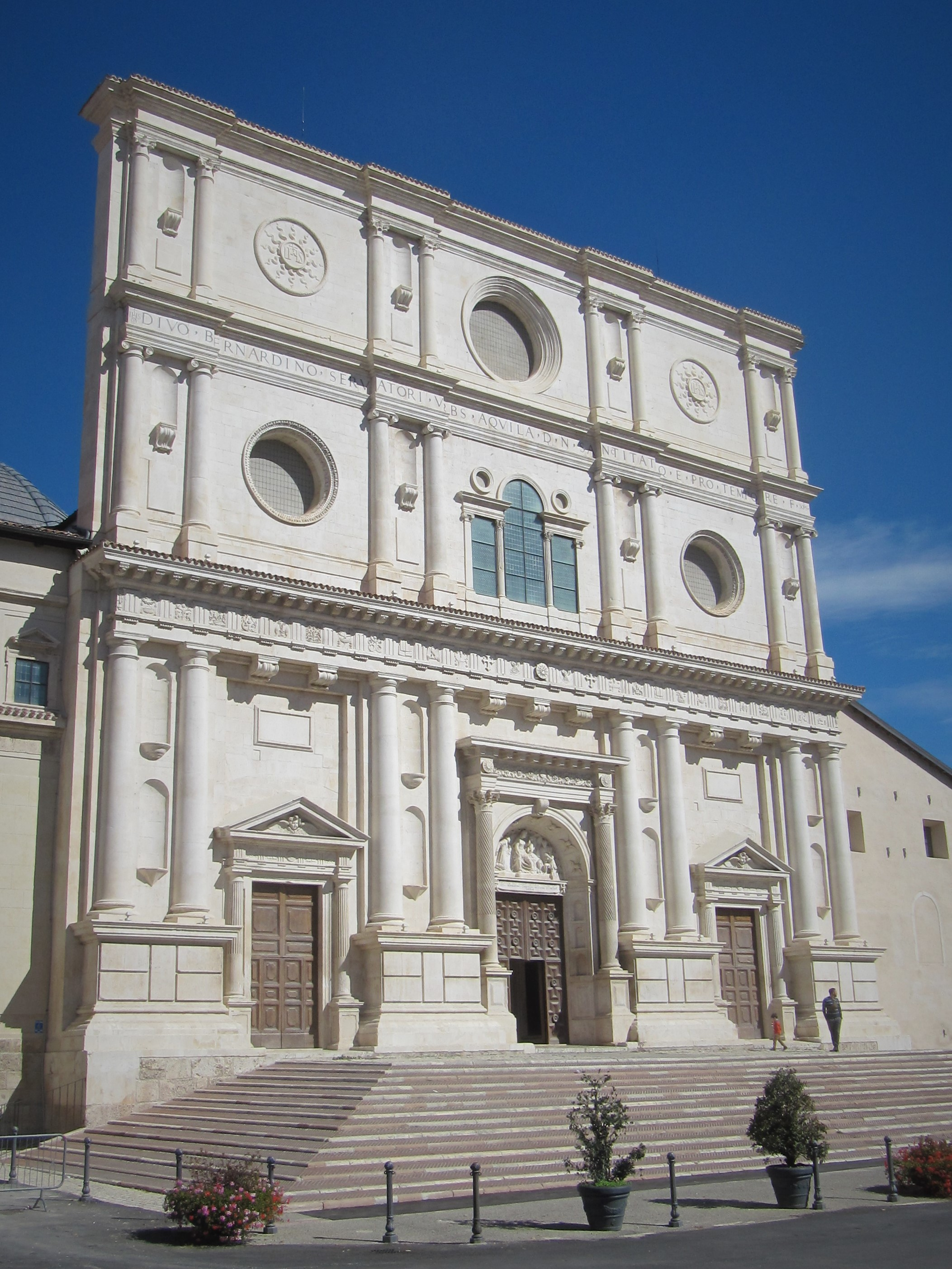
Фасад Базилики Сан-Бернардино, XVIII век
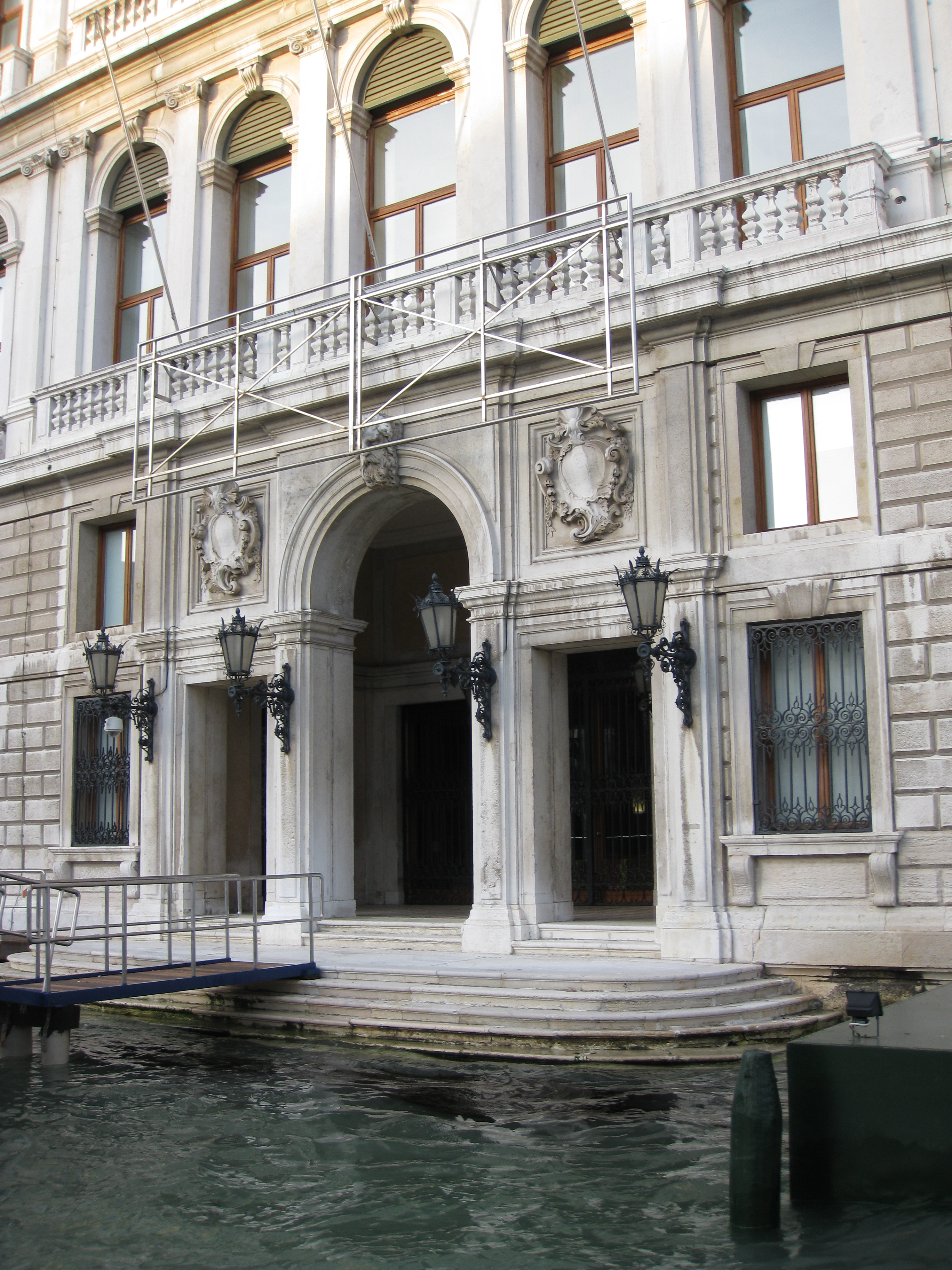
Палаццо Грасси в Венеции, 1748—1772
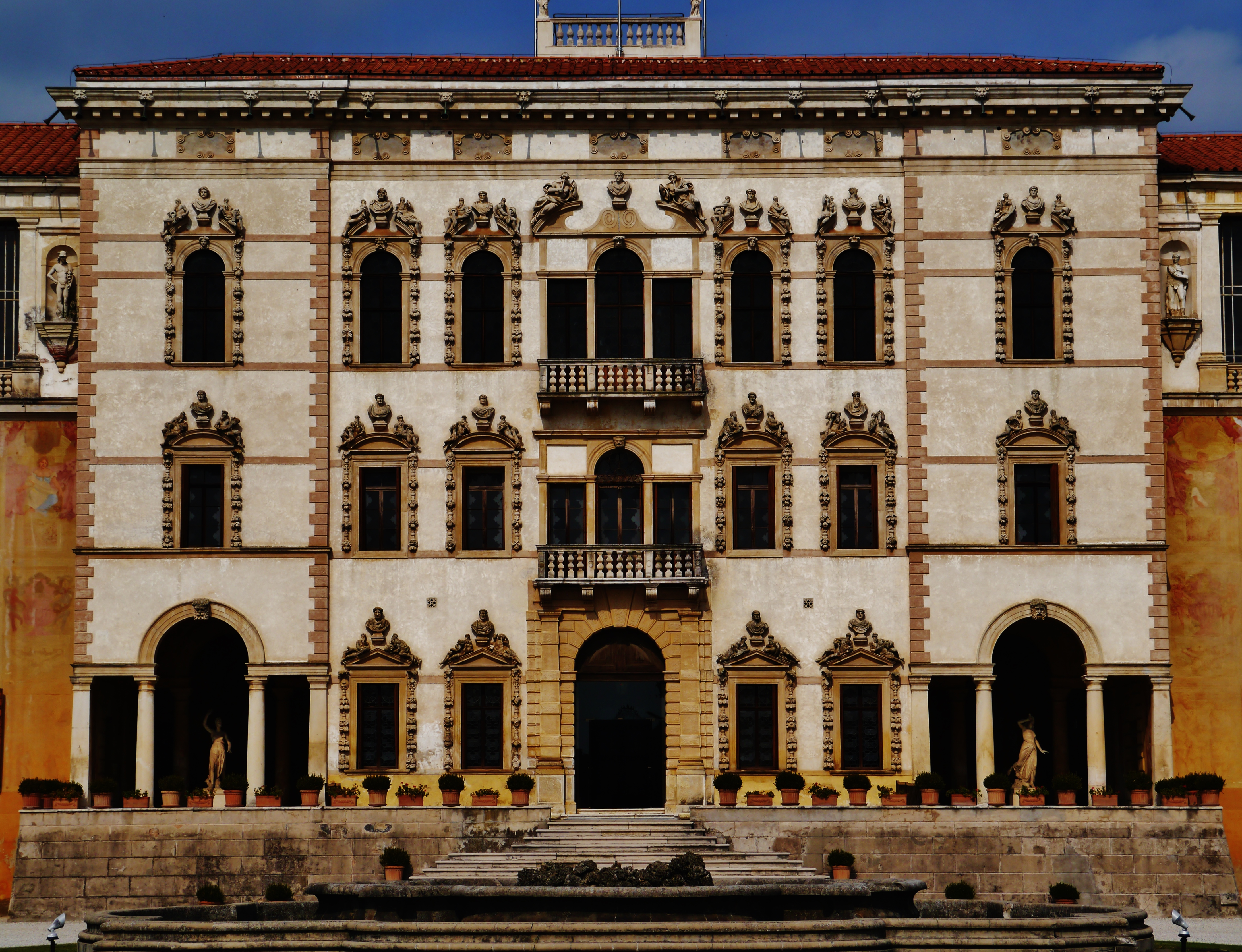
Вилла Контарини
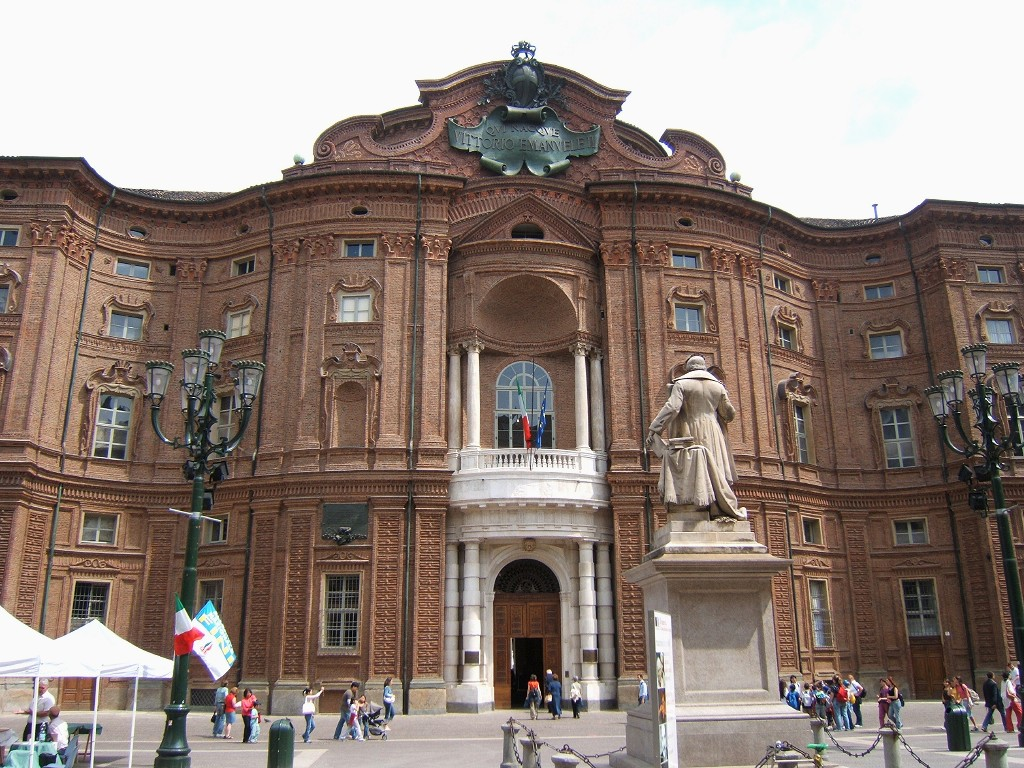
Палаццо Кариньяно

За пределами Апеннинского полуострова серлиана являлась не столь часто встречающимся мотивом, поскольку палладианцы предпочитали применять в своей практике величественные колоннады и классические тимпаны, связывая их происхождение напрямую с греко-римской античностью, в то время как различные нововведения эпохи Возрождения не пользовались такой же популярностью. Тем не менее, выразительные примеры серлианского мотива появились во Франции, Испании, Португалии, в Новой Испании (сегодня — Калифорния и Мексика), Австрии, Чехии, Словакии, Польше и России.
Для XVII столетия было характерно распространение серлианского мотива в архитектуре Англии. Один из главных представителей английского палладианства Иниго Джонс использовал его в ранних проектах, датированных 1608 годом, а на практике впервые применил в Королевской часовне Сент-Джеймсского дворца (1623—1625). После смерти Иниго Джонса, за исключением некоторых работ его последователя Джона Уэбба, мотив подвергся забвению и не использовался столичными архитекторами. В провинциальной архитектуре, напротив, серлианский мотив стали активно применять при оформлении окон. Возможным источником, откуда мотив был заимствован в английской провинциальной архитектуре, считаются теоретические труды нидерландских зодчих, в частности трактат «Архитектура» (1594—1598) гравёра и теоретика архитектуры Венделя Диттерлина. Упрощённый вариант серлиан из этого издания встречался в многочисленных загородных жилых домах и церквях первой половины XVII века: Шиптон-Холле в Шропшире (около 1600), Дорфорд-Холле в Чешире (около 1615), Рокстон-Эбби в Оксфордшире (1617), Ладстон-Холле в Шропшире (около 1620), Лилфорд-Холле в Нортгемптоншире (1635), Ист-Риддлсден-Холле в Йоркшире (около 1640), Вудлейн-Холле в Сауэрби (1649). Профессор Тимоти Моул считал, что возникновение такого типа окна стало ответом английского позднеготического искусства на внедрение классических архитектурных форм и обращал внимание на его появление как в ряде церквей Дорсета — Святой Троицы в Левестоне (1616) и Святого Лаврентия в Фольке (1628) — так и в лондонской церкви Святой Екатерины (1628—1631). Последняя постройка вероятно послужила прототипом для более поздней церкви Святой Троицы в Барвике (1650—1652), но в ней изначальным упрощённым серлианским окнам в XIX веке придали более классический вид.

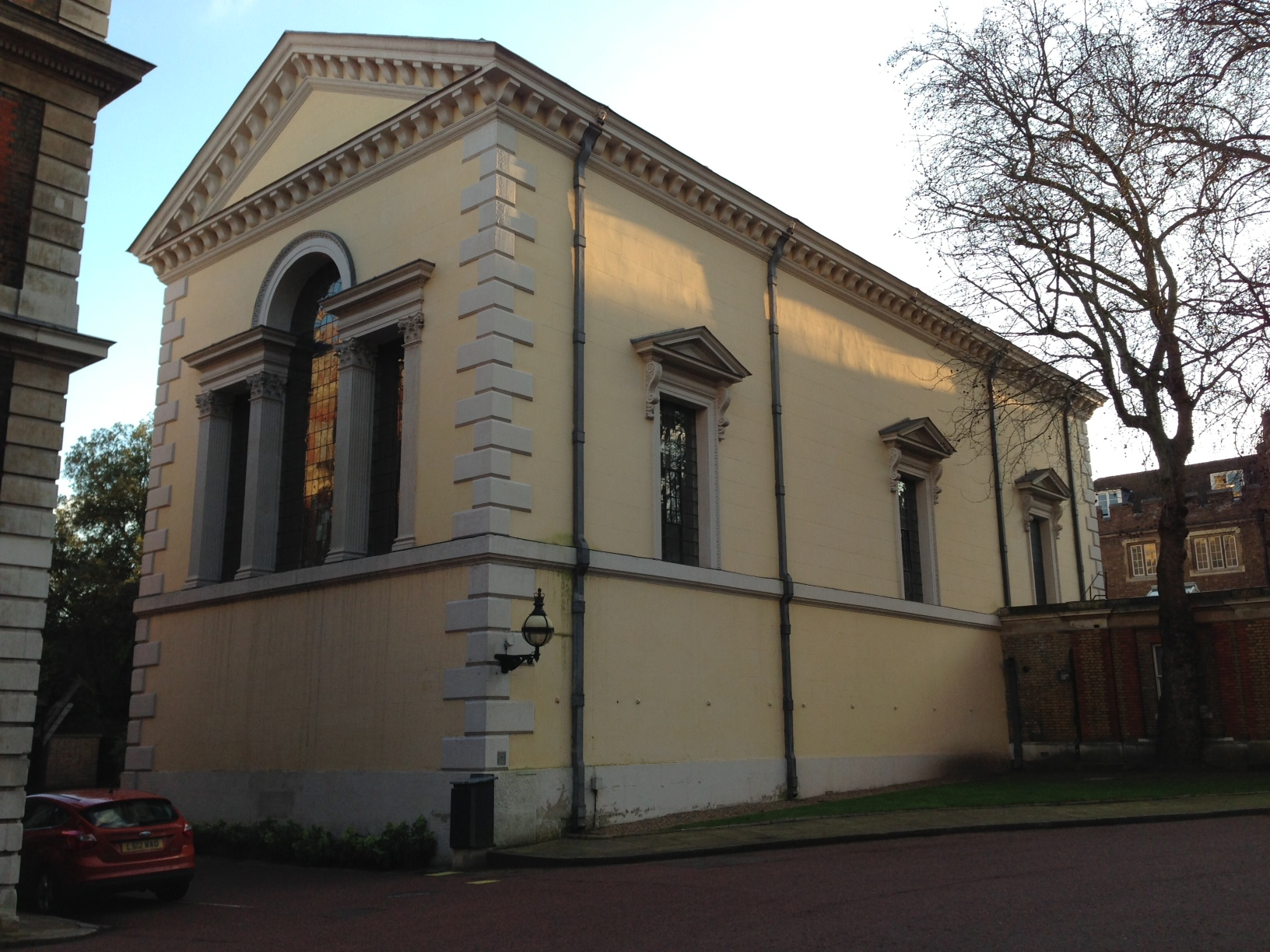
Королевская часовня Сент-Джеймсского дворца, 1623—1625
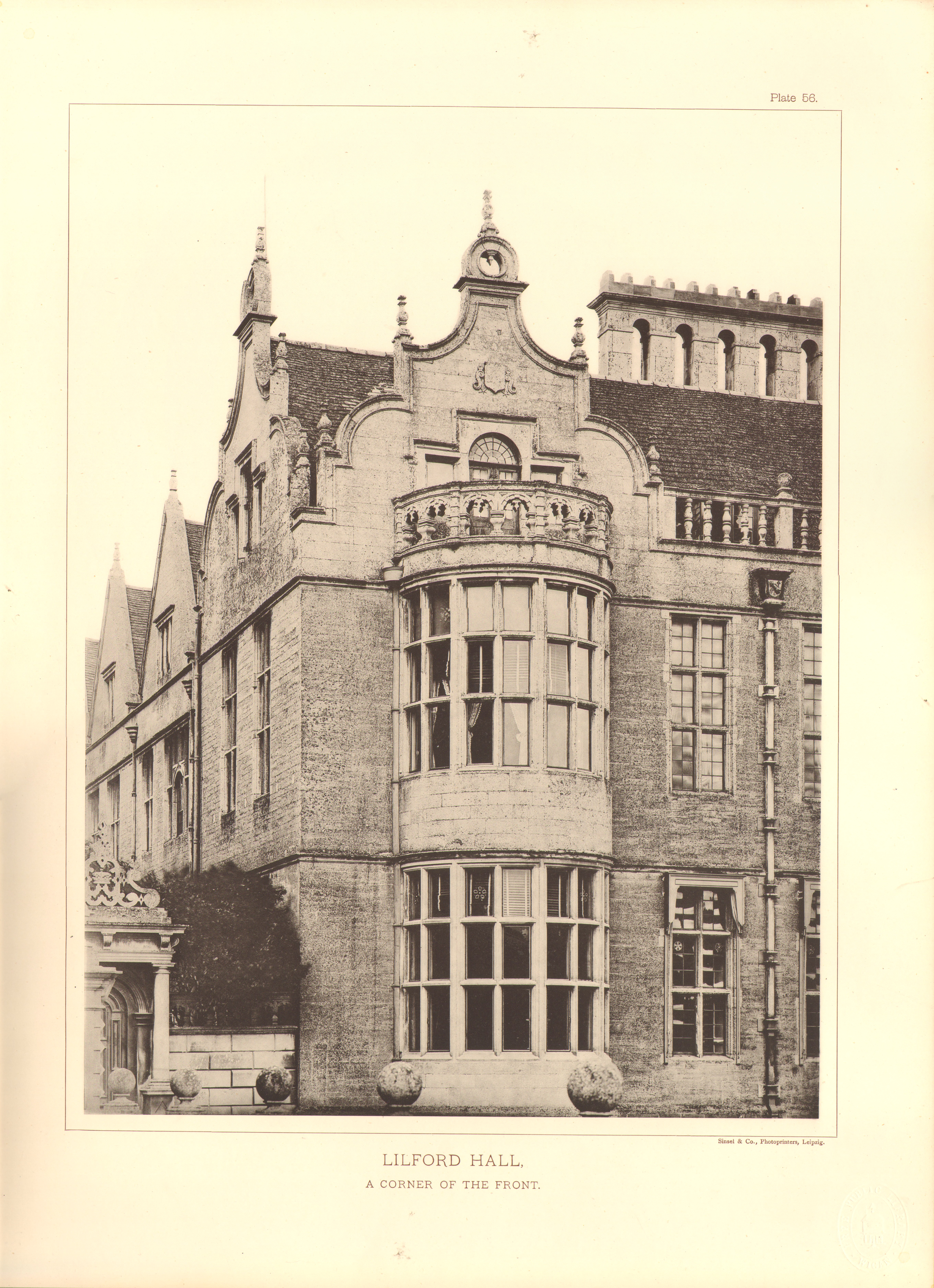
Лилфорд-Холле в Нортгемптоншире, 1635
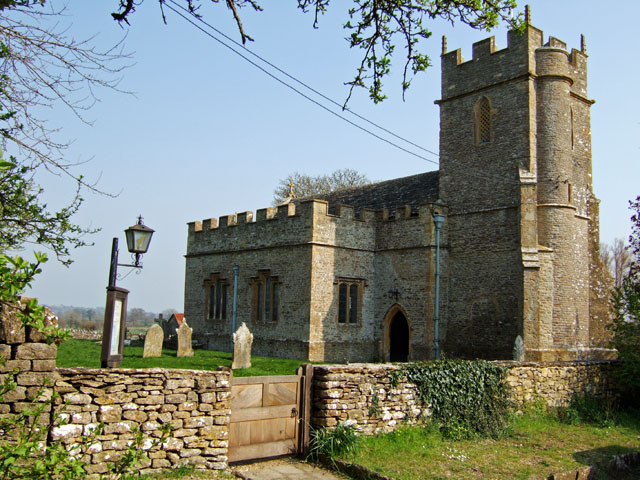
Церковь Святого Лаврентия в Фольке, 1628
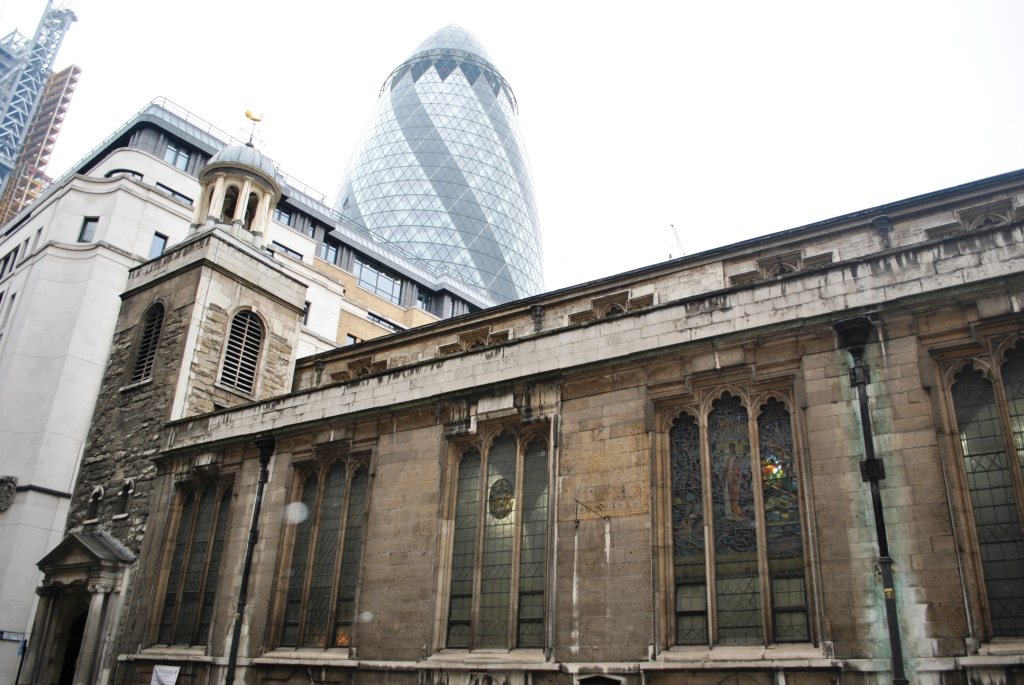
Церковь Святой Екатерины, 1628—1631
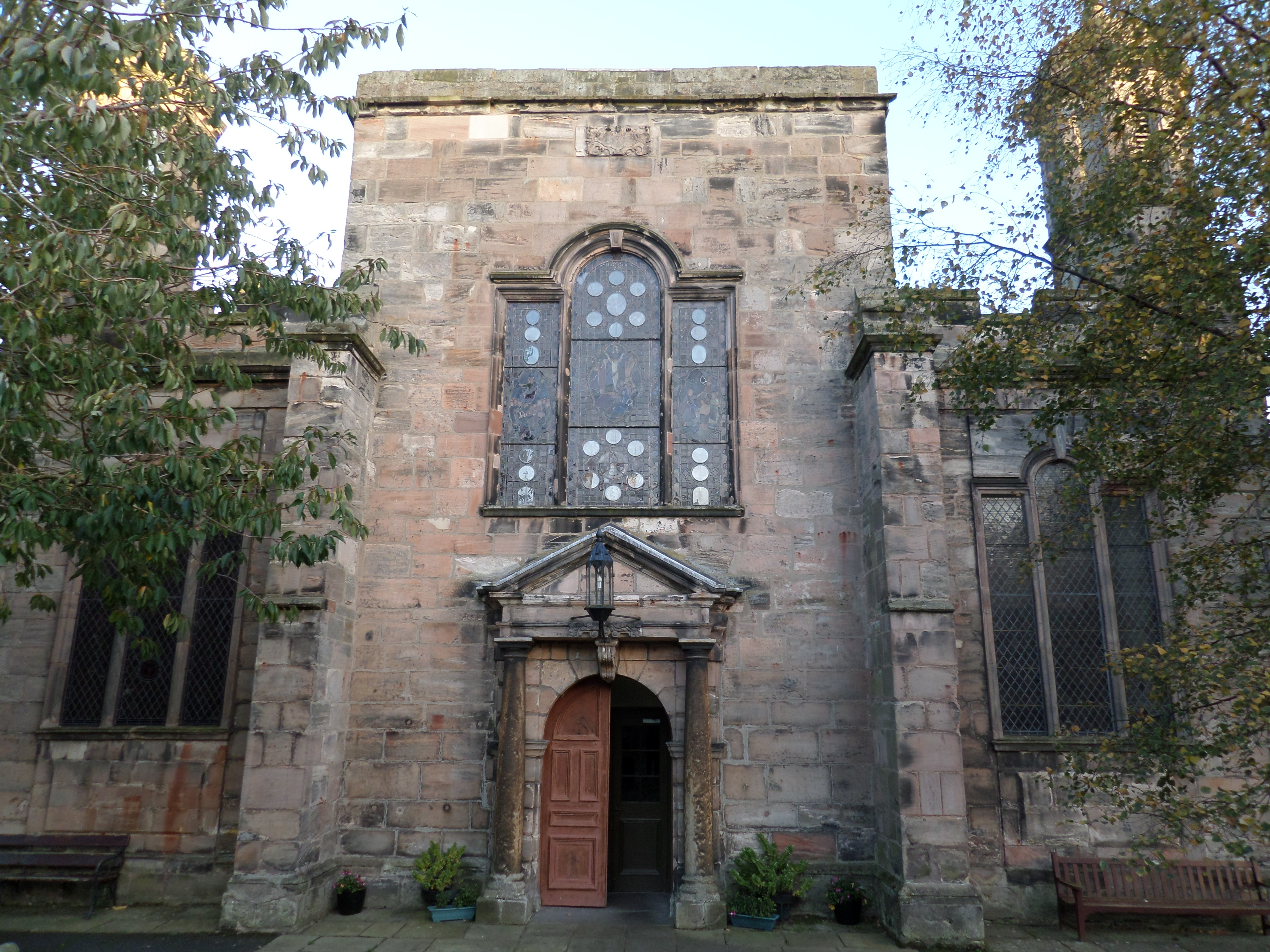
Церковь Святой Троицы в Барвике, 1650—1652

Во второй половине XVII века серлиана прижилась в английской архитектуре при оформлении переплётов окон. Плоская маньеристская версия мотива, изготовлявшаяся из камня, входила в репертуар лондонского мастера-каменщика и архитектора Питера Миллса, использовавшего её при оформлении Торпе-Холла в Питерборо (1654—1656) и Пембрук-колледжа (1659). Редкая кирпичная версия серлианского окна сохранилась в ратуше Уотлингтона в Оксфордшире (1665). Деревянные переплёты такого типа применялись как в кирпичных, так и в деревянных каркасных зданиях того времени. Показательные примеры сохранились в Олд-Холл Сталхэма в Норфолке (около 1660) и на северном фасаде южного крыла Леди-Пеккет-Ярд в Йорке (около 1680—1690). Одной из разновидностей серлианского деревянного окна являлись знаменитые «ипсвичские окна», получившие название в честь крайне живописных эркеров Эншент-хаус в Ипсвиче (1660—1670).
Возникновение серлианского мотива в английской архитектуре не было вопросом слепого копирования иностранных форм, а происходило в режиме адаптации к местным традициям. В эркере библиотеки Сент-Джонс колледж сохранился прекрасный образец приспособления мотива, встроенного в конструкцию более раннего переплёта окна (1636). Так называемые «венецианские» эркеры, ставшие чрезвычайно популярной архитектурной деталью десятилетие спустя в Лондоне, представляли собой уже более классические версии мотива. Таким образом, серлианский мотив стимулировал эксперименты с широким кругом взаимосвязанных архитектурных форм в Англии XVII века. Среди необычных вариантов серлианских переплётов можно упомянуть ратуши в Дерби (1657—1659) и Абингдоне (1678—1680).
Во Франции XVII века серлианский мотив использовал архитектор Жак Лемерсье. В Протестантской церкви Лувра (1621—1625) зодчий поместил серлиану в интерьерах апсиды, в галерее второго яруса. Это был первый пример использования мотива как в творчестве архитектора, так и в парижской религиозной архитектуре в целом.

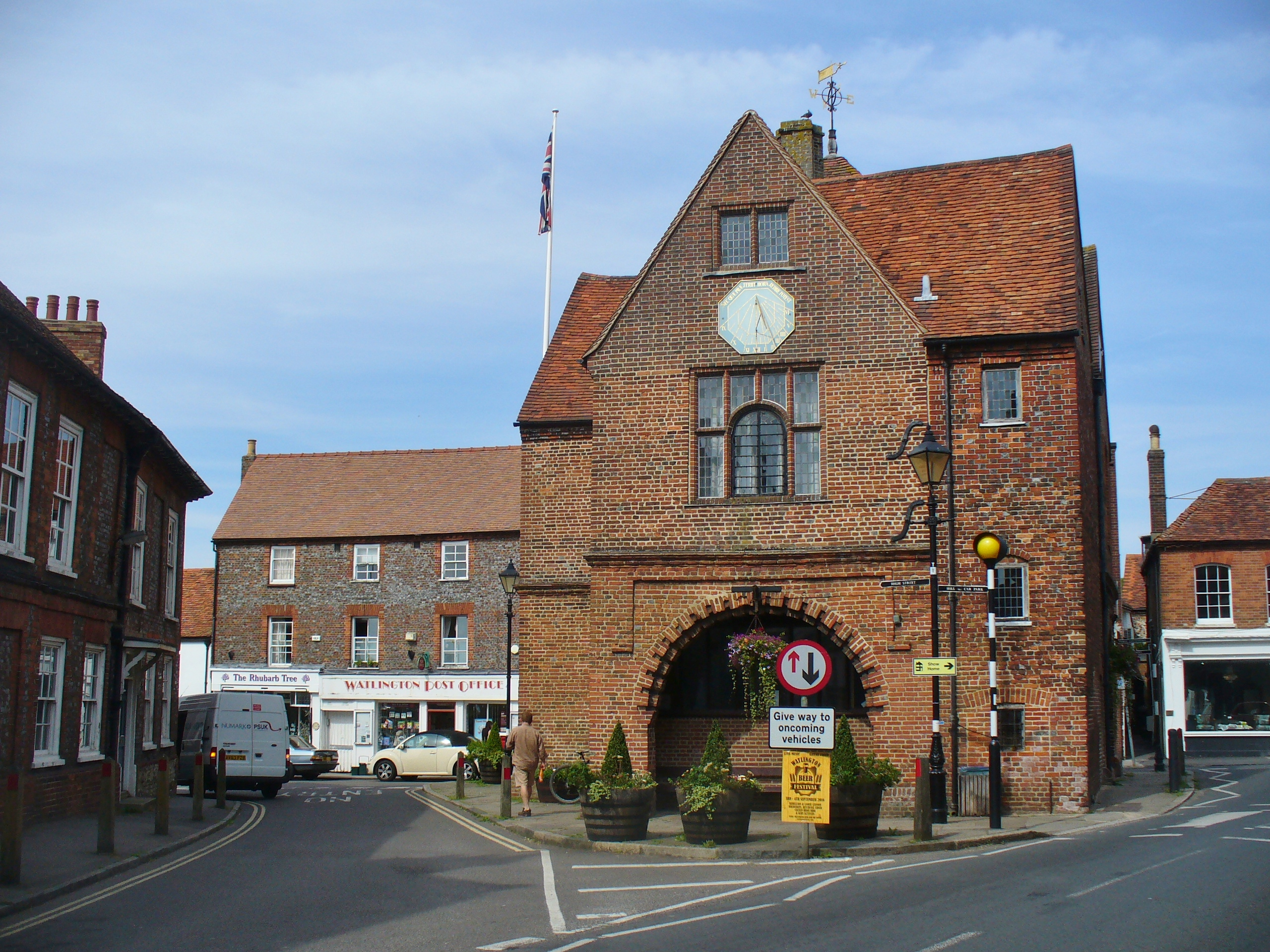
Ратуша Уотлингтона в Оксфордшире, 1665
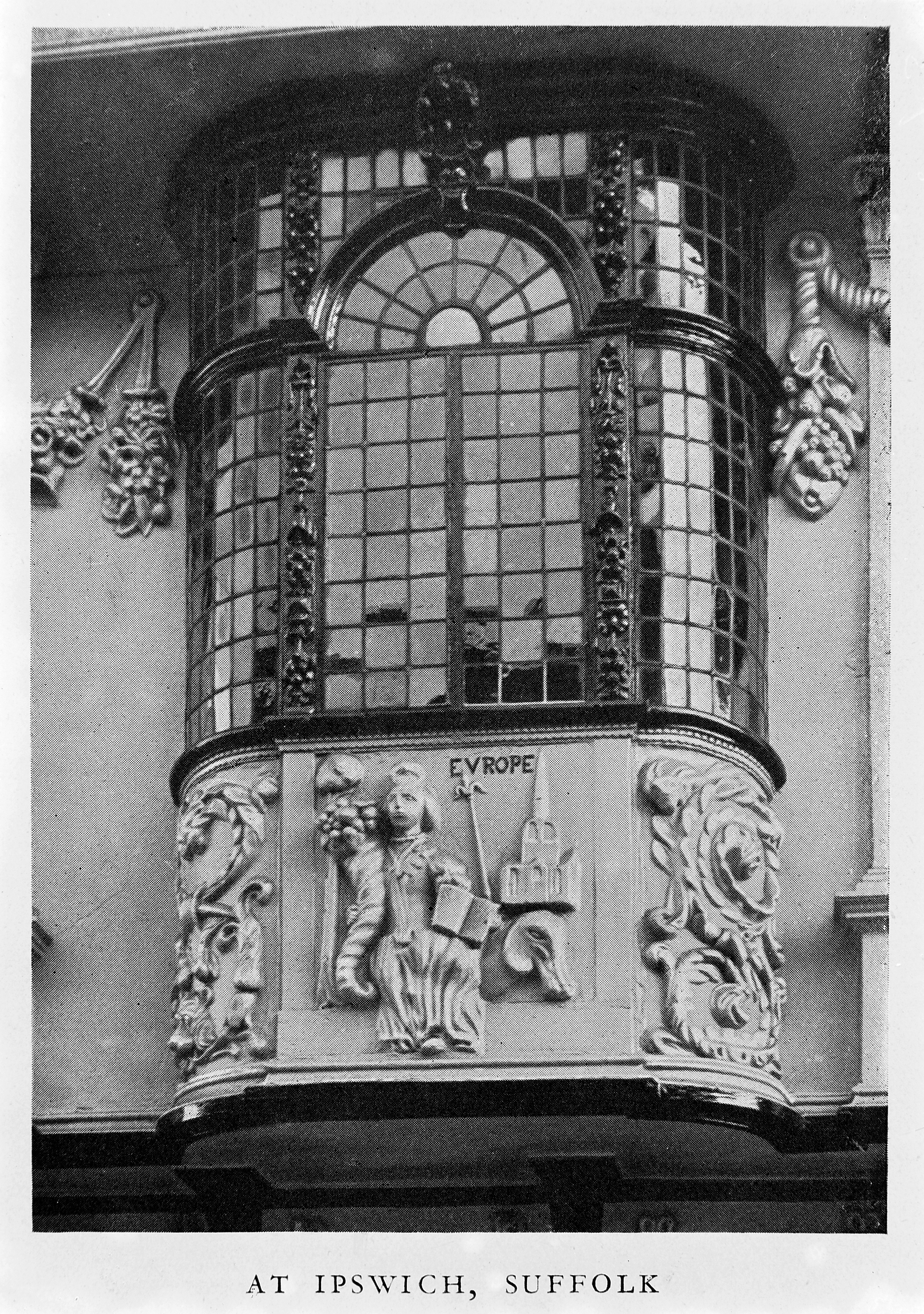
Эншент-хаус в Ипсвиче, 1660—1670
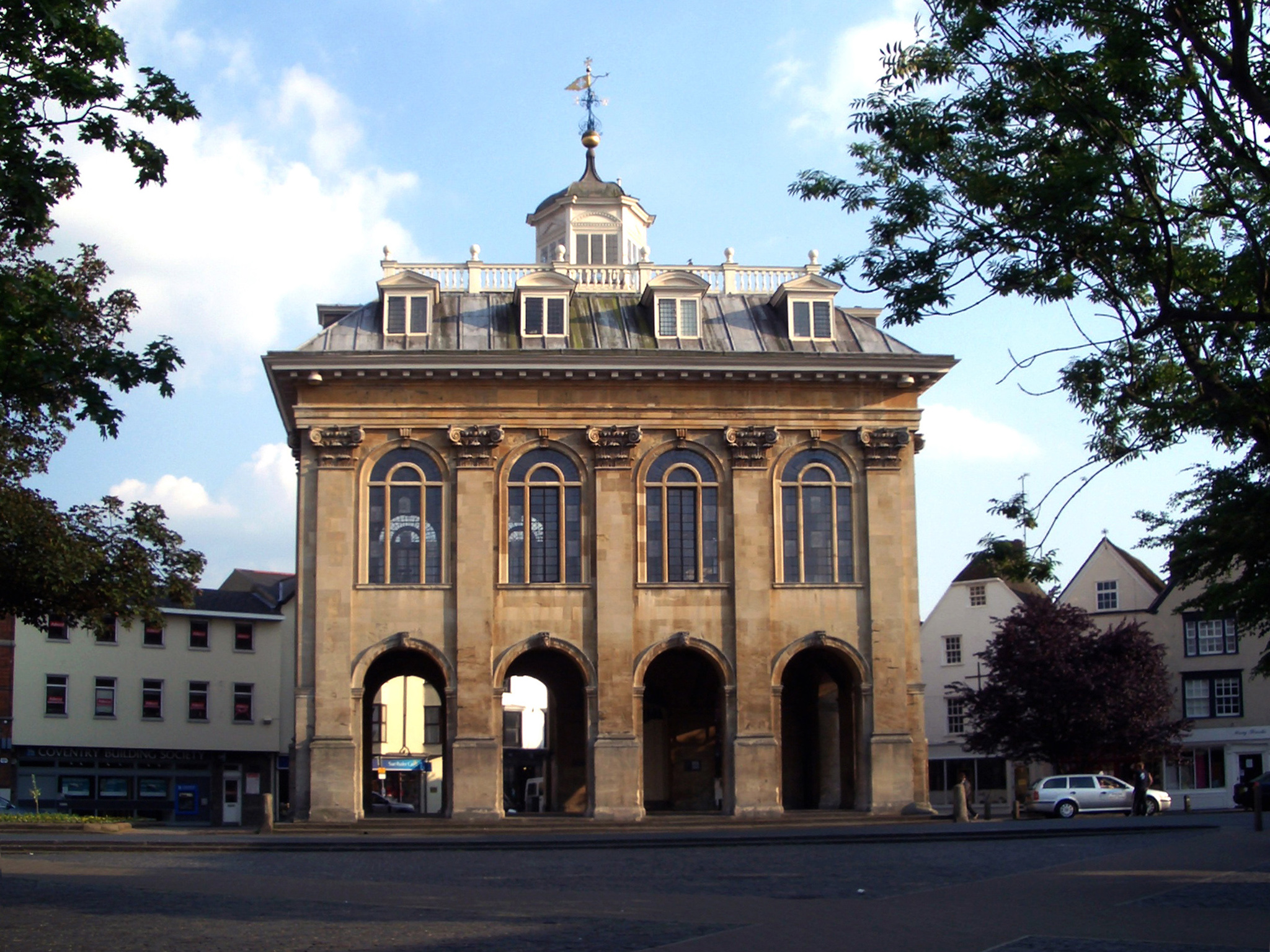
Ратуша в Абингдоне, 1678—1680
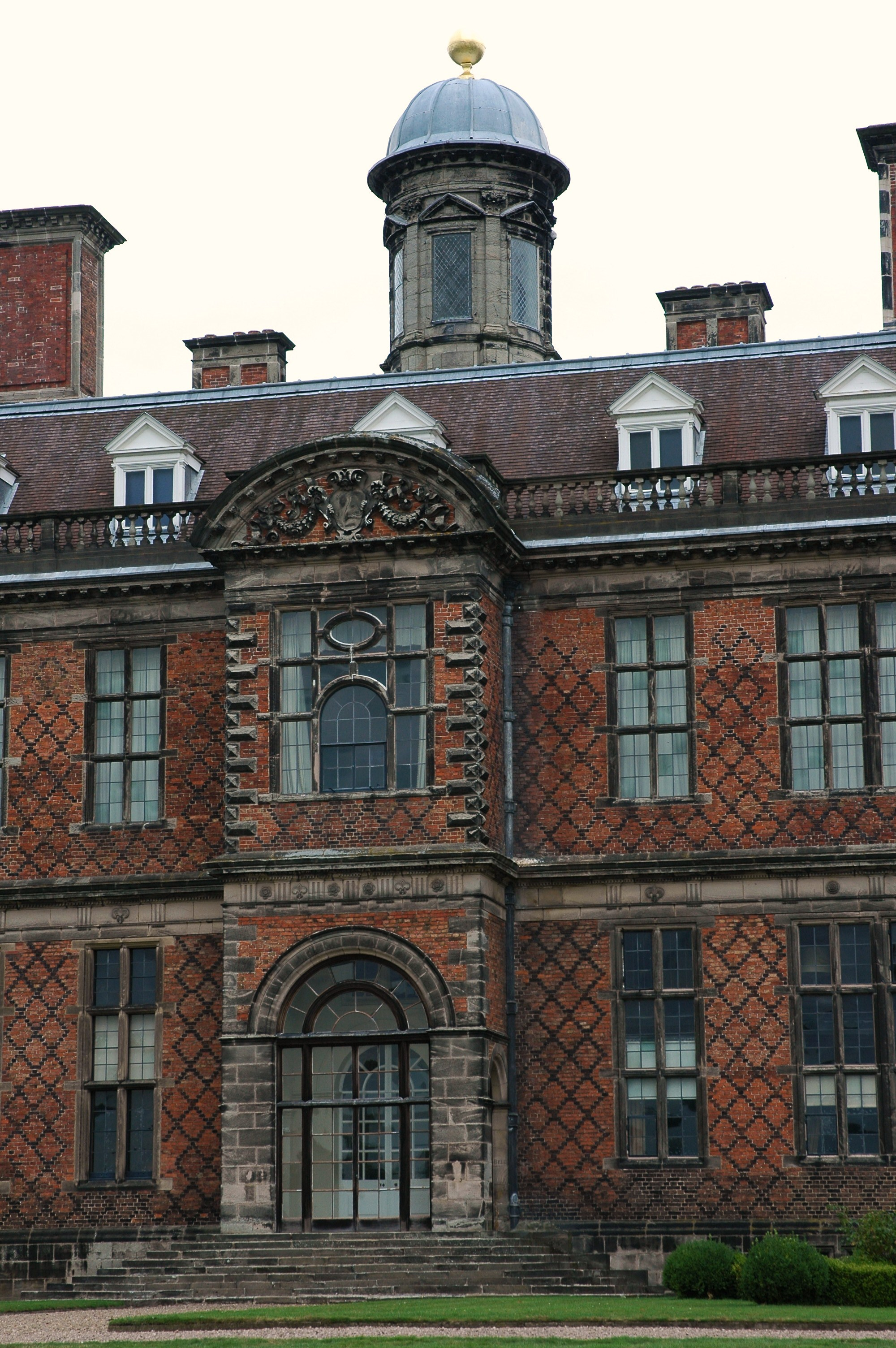
Садбери-Холл в Дербишире, 1665
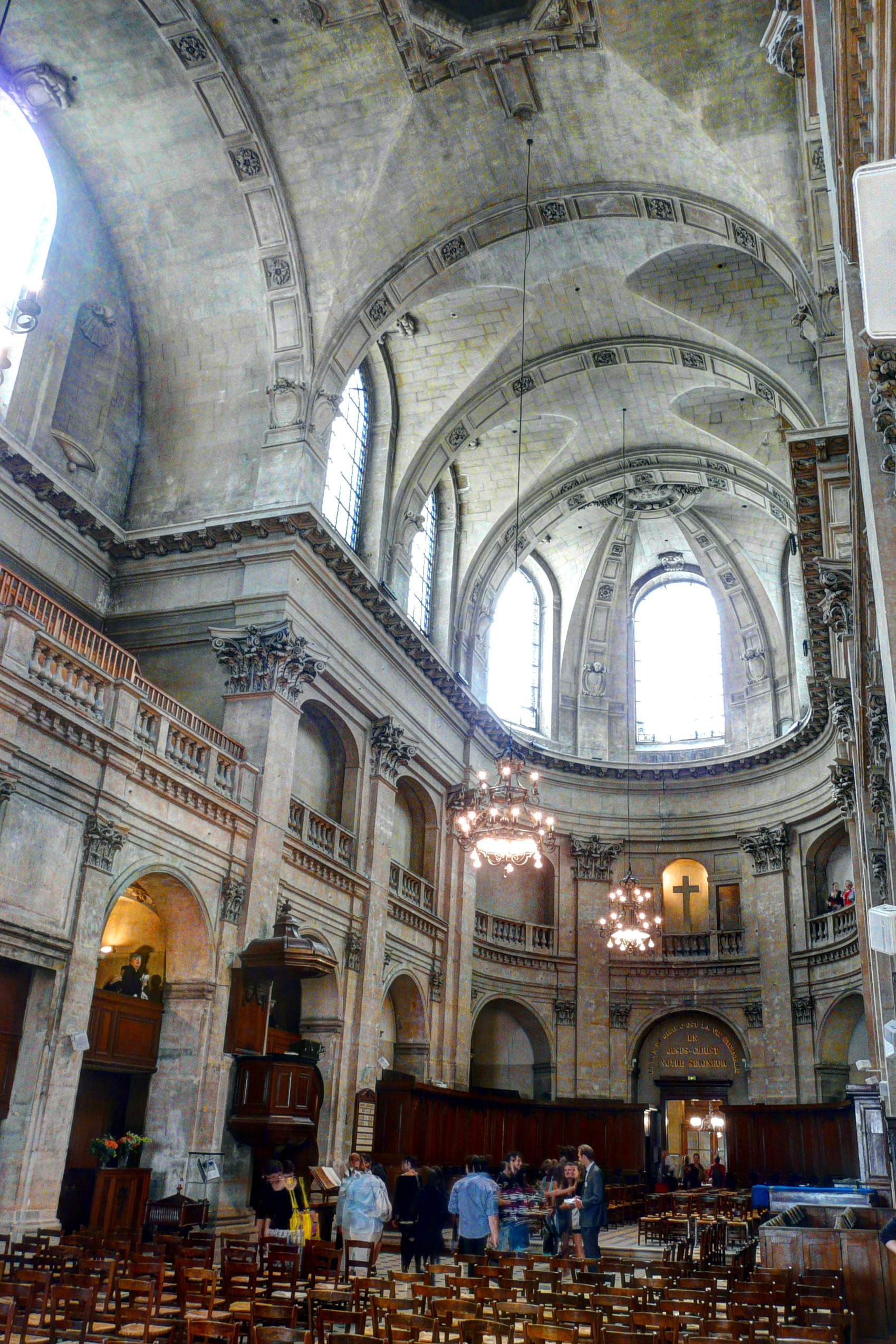
Протестантская церковь Лувра, 1621—1625

### Комментарии
1. ↑  Согласно словарю итальянского языка «Dizionario della Lingua Italiana» под редакцией Фернандо Палацци (Fernando Palazzi) и Джанфранко Фолена (Gianfranco Folena) первое достоверно известное употребление термина serliana в итальянском письменном языке зафиксировано только в 1929 году. Предполагается, что архитекторы или историки архитектуры XX века могли создать новое слово, поскольку считалось, что Себастьяно Серлио первым зарисовал мотив[2].
2. ↑  Историографию термина см.:
Zovatto, P. L. 1958. La pergula paleocristiana del sacello di S. Prosdocimo di Padova e il ritrato del santo titolare. Rivista di Archeologia Cristiana 34, 137–158;
Wilinski, S. 1965. La serliana. Bollettino del Centro Internazionale di Studi di Architettura Andrea Palladio 7, 115–125;
Wilinski, S. 1969. La serliana. Bollettino del Centro Internazionale di Studi di Architettura Andrea Palladio 11, 399–429;
De Francovich, G. 1970. Il palatium di Teodorico a Ravenna e la cosidetta “architettura di potenza”. Problemi d’interpretazione di raffigurazioni architettoniche nell’arte tardoantica e altomedioevale. Roma, De Luca;
Teasdale Smith, M. 1970. The Lateran fastigium. A gift of Constantine the Great. Rivista di Archeologia Cristiana 46, 1.2, 149–175;
Ferber, S. 1971. The Pre–Constantinian Shrine of St. Peter: Jewish Sources and Christian Aftermath. Gesta 10, 2, 3–32;
Stiglmayr, C. M. 2000. Der Palast Karls V. in Granada. Frankfurt am Main, Peter Lang;
Thomas, E. 2007. Monumentality and the Roman Empire. Architecture in the Antonine Age. New York, Oxford University Press[3].
3. ↑  Входные порталы Древнего Египта с разорванными перемычками были наиболее полно исследованы в монографии Дианы Вульф Ларкин «The Broken-lintel Doorway of Ancient Egipt and Its Decoration», с описанием более ста примеров таких архитектурных форм, построенных с 1400 года до н. э. по III век н. э. Вместо обычной перемычки в таких конструкциях использовались две перемычки, которые не сходились посередине. Такой тип проёма чаще всего располагался в середине фасада древнеегипетского храма[15].
4. ↑  Согласно последним данным, самая ранняя зарисовка серлианы авторства Себастьяно Серлио была сделана им в Болонье и относится к периоду 1528—1534 годов[27].